# A.C. Milan
A.C. Milan, Associazione Calcio Milan – włoski klub piłkarski z siedzibą w Mediolanie, wielokrotny klubowy mistrz Europy i świata.
Zespół występuje w koszulkach w czerwono-czarne pasy oraz białych spodenkach; od barw wywodzi się ich przydomek rossoneri („czerwono-czarni”). Drużyna 7 razy zwyciężyła w Pucharze Europy, 19 razy wygrała mistrzostwo Włoch i 5 razy Puchar Włoch
Klub został utworzony 16 grudnia 1899 przez sześciu brytyjskich imigrantów, wśród których znajdował się Herbert Kilpin, tradycyjnie uważany za założyciela mediolańskiego zespołu. Początkowo istniały w nim dwie sekcje: piłki nożnej i krykieta. Po sześciu latach ta druga  została zlikwidowana, a Milan stał się klubem czysto piłkarskim. Pamiętając o swoich początkach, zespół zachował w nazwie angielską (a także lombardzką) nazwę miasta, zamiast włoskiej formy Milano.
Tradycyjnie A.C. Milan (nazywany przez kibiców na całym świecie po prostu Milan) był klubem związanym ze środowiskiem robotniczym i związkami zawodowymi, podczas gdy inny pierwszoligowy zespół z Mediolanu – Internazionale, był wspierany przez bogatszych kibiców. Obecnie podział ten ulega zatarciu; Milan jest aktualnie własnością Elliott Management Corporation, a prezesem klubu jego przedstawiciel Paul Singer – podczas gdy Interem zarządza Suning Holdings Group ze Steven Zhangiem Jr. na czele.
Domowe mecze Milan rozgrywa na miejskim Stadionie Giuseppe Meazzy, potocznie nazywanym swoją pierwotną nazwą – San Siro. Na obiekcie tym występuje również Inter.
Mediolański klub jest członkiem założycielem Europejskiego Stowarzyszenia Klubów, będącego następcą grupy G-14. Sponsorem generalnym Milanu są linie lotnicze Emirates, mające swą siedzibę w Dubaju.

## Historia klubu
Historia Milanu jest nierozerwalnie związana z brytyjskimi imigrantami, upowszechniającymi pod koniec XIX wieku we Włoszech nowoczesne technologie przemysłu włókienniczego. Dzięki nim nowoczesny futbol zyskał w Italii ogromną popularność. W 1887 w Turynie powstały pierwsze kluby sportowe z sekcją piłkarską: Torino Football and Cricket Club oraz Nobili Torino.
W 1898 powstała Włoska federacja Piłkarska (FIF), która w tym samym roku zorganizowała pierwsze zawody o tytuł mistrza Włoch z udziałem 4 zespołów. Pod koniec następnego roku w Mediolanie, jako drugi klub z sekcją piłkarską w stolicy Lombardii (po SEF Mediolanum), został założony Milan Cricket and Foot-Ball Club, znany dzisiaj jako A.C. Milan.

### Założenie klubu i pierwsze lata (1899-1922)

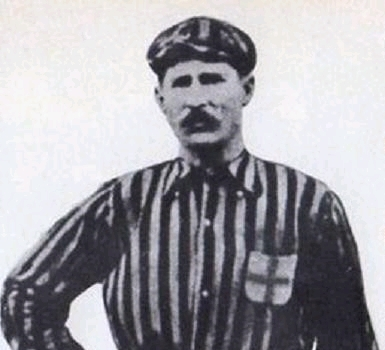
Herbert Kilpin, jeden z założycieli Milanu i pierwszy kapitan drużyny

Mediolański klub został założony 16 grudnia 1899 jako Milan Cricket and Foot-Ball Club przez sześciu brytyjskich imigrantów: Herberta Kilpina, Alfreda Odmonde Edwardsa, Davida Allisona, Edwarda Nathana Berrę, Samuela Richarda Davisa i Barnetta (imię nieznane).
Edwards, były brytyjski wicekonsul, został jego pierwszym prezydentem. Klub miał dwie sekcje: krykieta (dowodzoną przez Berrę) i piłki nożnej (prowadzoną przez Allisona). Trenerem drużyny piłkarskiej został Kilpin.
15 stycznia 1900 Milan został członkiem Włoskiej Federacji Piłkarskiej, a 11 marca rozegrał swój pierwszy mecz w historii, wygrywając z zespołem Mediolanu 2:0. Dokładnie trzy miesiące po uzyskaniu członkostwa w FIF, 15 kwietnia, Mediolańczycy rozegrali pierwsze spotkanie w oficjalnych zawodach. W meczu trzeciej rundy mistrzostw Włoch przegrali z FC Torinese 0:3. W tym samym roku Milan zdobył też swoje pierwsze trofeum, wygrywając Medal Króla po zwycięstwie nad Juventusem 2:0.

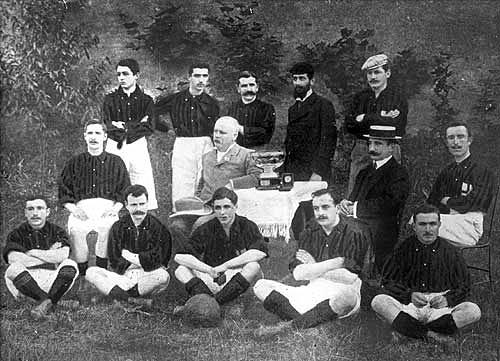
A.C. Milan w 1901 roku

W roku 1901 piłkarze Milanu dotarli do finału mistrzostw kraju, gdzie pokonali w wyjazdowym spotkaniu niepokonaną dotychczas drużynę z Genui 3:0. Obronili również Medal Króla. Rok później genueńscy piłkarze zrewanżowali się Mediolańczykom, wygrywając 2:0. Natomiast po trzecim triumfie z rzędu w rozgrywkach o Medal Króla w 1903 Milan zdobył to trofeum na własność.
W 1905 zakończyła działalność sekcja krykieta. Na kolejny tytuł mistrzowski piłkarze Milanu czekali do roku 1906. W grupie finałowej uzyskali tyle samo punktów, co Juventus. Po remisie w pierwszym meczu barażowym zespół z Turynu nie przyjechał na rewanż i tym samym tytuł trafił do Mediolanu. Rok później rossoneri obronili mistrzostwo.
W tamtym okresie Milan brał również udział w rozgrywkach mistrzowskich FNGI (Włoskiej Federacji Gimnastycznej). Po triumfie w 1902 (ex-aequo z Andreą Doria), w latach 1904–1907 udało mu się zdobyć tytuł cztery razy z rzędu. Z powodzeniem grał również w meczach o Piłkę Dapplesa (Palla d’Argento Henry Dapples). Mecze o to trofeum cieszyły się większym zainteresowaniem niż mistrzostwa Włoch, nagrodę przejmował zespół który pokonał aktualnego jej posiadacza. W latach 1905–1908 Milan 22 razy zdobywał lub skutecznie bronił trofeum.
W roku 1908 mediolański klub, podobnie jak kilka innych czołowych włoskich drużyn, został wykluczony z rozgrywek z powodu posiadania w drużynie obcokrajowców. Po konflikcie wśród członków klubu dotyczącego ewentualnej przyszłości w zespole zawodników spoza Włoch wystąpiła z niego „postępowa” grupa członków, zakładając swoją własną drużynę – Internazionale, która w założeniu miała być otwarta na graczy z różnych krajów. Prawdopodobnie był to jednak tylko pretekst do opuszczenia Milanu.

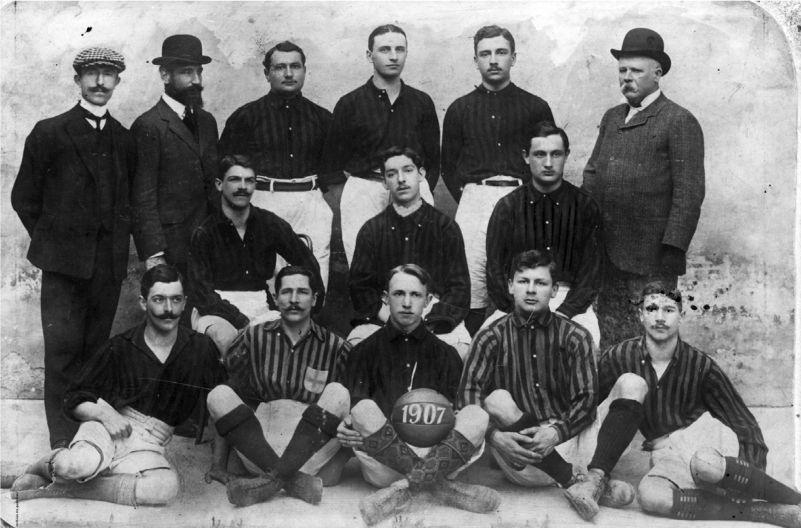
Puchar Spensleya, Puchar dla trzykrotnego z rzędu mistrza Włoch. Milan otrzymał to trofeum w 1908, jako rekompensatę za niesłuszne wykluczenie z rozgrywek i utratę szansy obrony tytułów z dwóch poprzednich lat.

Rok później zawieszone zespoły zostały przywrócone do rozgrywek. Federacja uznała swój błąd, przyznając Milanowi w ramach rekompensaty Puchar Spensleya, przeznaczony dla drużyny która 3 razy z rzędu wygrałaby mistrzostwo Włoch. W kilku kolejnych sezonach Milan zajmował dalsze pozycje w oficjalnych rozgrywkach, najczęściej odpadając w eliminacjach regionalnych mistrzostw Włoch.
W sezonie 1915/16 zespół zdobył Puchar Federalny, o który walczyły włoskie zespoły w zastępstwie zawodów o mistrzostwo Włoch przerwanych z powodu I wojny światowej. W sezonie 1916/17 Milan wygrał mistrzostwa Lombardii, organizowane w miejsce zawieszonej ligi. Rok później zespół zdobył Puchar Lombardii (Puchar Mauro), wygrywając w barażowym meczu z Interem 8:1.
W 1919 z powodu nieistniejącej już od dawna sekcji krykieta zespół zmienił nazwę na Milan Football Club. Po wznowieniu rozgrywek o mistrzostwo Włoch Milan dwukrotnie odpadł w grupie półfinałowej.
W sezonie 1921/22 nastąpił konflikt pomiędzy włoską federacją piłkarską a klubami żądającymi utworzenia jednolitej najwyższej klasy rozgrywkowej. Konflikt zakończył się założeniem konkurencyjnej federacji – Confederazione Calcistica Italiana. W mistrzostwach CCI wystartowało większość czołowych klubów Włoch, w tym Milan, który zajął dziewiątą pozycję w grupie eliminacyjnej.

### Lata przeciętności (1922-1950)

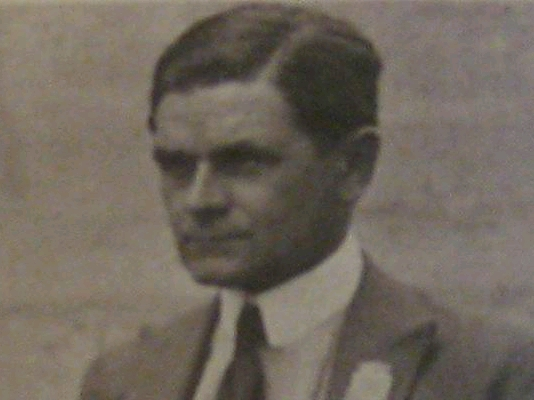
Vittorio Pozzo, trener Milanu w latach 1924–1926, w latach 30. dwukrotnie doprowadził reprezentację Włoch do tytułu mistrzów świata

W 1922 spór między federacjami został zażegnany, a najlepsze kluby powróciły do FIGC i wystartowały w rozbudowanych Mistrzostwach Pierwszej Dywizji. Milan zajął w fazie eliminacyjnej czwarte miejsce, będąc pod wodzą pierwszego w swojej historii profesjonalnego zagranicznego trenera – Austriaka Ferdinanda Oppenheima. W kilku kolejnych sezonach Milan zajmował miejsce w środku grup eliminacyjnych. 19 września 1926 klub rozegrał swój pierwszy mecz na nowo wybudowanym stadionie San Siro, przegrywając z Interem 3:6. Na tym obiekcie oba mediolańskie kluby grają do dzisiaj.
W sezonie 1926/27 po raz pierwszy rozgrywki o mistrzostwo Włoch odbyły się bez eliminacji regionalnych. W podzielonej na 2 grupy dwudziestozespołowej Dywizji Narodowej Milan zajął drugie miejsce w eliminacjach, a następnie szóste w finałach, co było najlepszym wynikiem klubu od czasu zakończenia wojny. W sezonie 1928/29 Milan znalazł się o krok od awansu do finałowego dwumeczu, zajmując drugie miejsce w grupie eliminacyjnej. W barażu o awans do Pucharu Mitropa Mediolańczycy zmierzyli się Genoą. Po dwóch meczach i dogrywkach doszło do losowania, które rossoneri przegrali.
Rozgrywki sezonu 1929/30 po raz pierwszy zostały rozegrane pod nazwą Serie A. 6 października 1929 Milan wygrał w swoim historycznym meczu z Brescią 4:1, a pierwszego gola w Serie A dla Mediolańczyków strzelił Mariano Tansini. Przez kilka kolejnych sezonów drużyna grała ze zmiennym szczęściem, zajmując z reguły miejsca w środku tabeli.
W 1936 nastąpiła kolejna zmiana nazwy klubu na Milan Associazione Sportiva. W tym samym roku Milan po raz pierwszy dotarł do półfinału Pucharu Włoch, przegrywając z Alessandrią. 26 czerwca 1938 mediolański zespół zadebiutował międzynarodowych rozgrywkach o Puchar Mitropa, przegrywając 0:3 wyjazdowy mecz z rumuńskim zespołem Ripensia Timisoara. W rewanżu Milan nie zdołał odrobić strat i awansować do ćwierćfinału, wygrywając 3:1.
Na przełomie lat 1938 i 1939 faszystowski reżim Mussoliniego nakazał zmienić nazwę klubu na całkowicie włoską – Associazione Calcio Milano. Natomiast Aldo Boffi został w ówczesnym sezonie pierwszym w historii Milanu królem strzelców Serie A, strzelając 19 bramek. Wyczyn swój powtórzył w sezonach 1939/40 i 1941/42 (odpowiednio 24 i 22 gole).
Mimo rozpoczęcia II wojny światowej Serie A grała do roku 1943. Milan nie odniósł w niej większych sukcesów, podobnie jak w dwóch następnych latach w turniejach regionalnych organizowanych w zastępstwie zawieszonej ligi. Wyjątkiem był rok 1942, w którym zespół dotarł po raz pierwszy do finału Pucharu Włoch, przegrywając po barażowym meczu z Juventusem 1:4.
14 czerwca 1945 nastąpiła kolejna zmiana nazwy klubu na Associazione Calcio Milan, która obowiązuje do dziś. Jesienią 1945 Serie A wznowiła rozgrywki. Milan zajął w fazie eliminacyjnej czwarte miejsce ex aequo z zespołem Brescii. Po barażach Mediolańczycy awansowali do grupy finałowej, gdzie stanęli na najniższym stopniu podium. W styczniu 1947 Milan po raz pierwszy objął prowadzenie w tabeli Serie A. Ostatecznie – po fatalnej końcówce sezonu – z trudem zajęli drugie miejsce. Rok później do Mediolanu przybył reprezentant Szwecji, Gunnar Nordahl. Od tego momentu włoski klub na długie lata zagościł w czołówce włoskiego i europejskiego futbolu.

### Trzy dekady sukcesów (1950–1979)

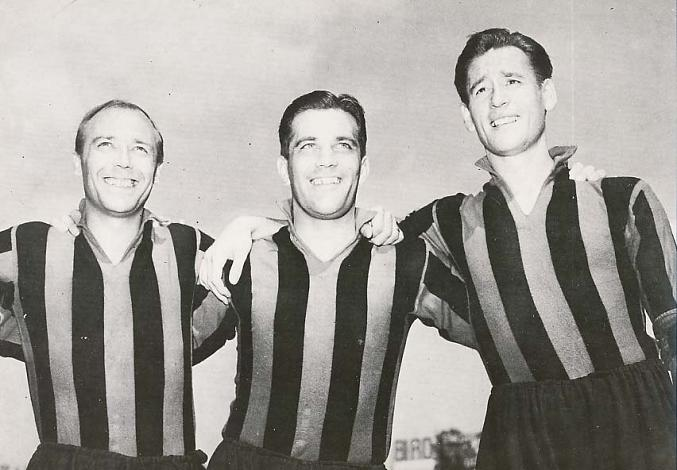
Gre-No-Li, Tercet szwedzkich napastników występował w Milanie od sezonu 1949/50. Już w pierwszym sezonie występów w lidze włoskiej zdobyli oni łącznie 71 bramek, przyczyniając się do ustanowienia klubowego rekordu – 118 goli w sezonie.

W sezonie 1949/50 Milan już z tercetem szwedzkich napastników w składzie – Gren, Nordahl i Liedholm (potocznie nazywanych Gre-No-Li) zdobył wicemistrzostwo Włoch, plasując się tuż za Juventusem. Ten ostatni został jednak pokonany w Turynie 7:1. Do historii włoskiego futbolu przeszedł Nordahl, który ustanowił aktualny do dziś rekord wszech czasów ligi włoskiej – 35 goli w jednym sezonie. Łącznie szwedzki napastnik pięciokrotnie zostawał królem strzelców Serie A (w latach 1950, 1951, 1953, 1954 i 1955).
W następnym sezonie Milan po raz czwarty w historii został mistrzem Włoch. Dodatkowo mediolański zespół zdobył Puchar Łaciński, wygrywając w finale z Lille OSC 5:0. Kolejne tytuły mistrzowskie włoski klub zdobywał w sezonach 1954/55 i 1956/57.
W sezonie 1955/56 zespół wziął udział w pierwszej edycji rozgrywek o Puchar Europy. W historycznym meczu, 1 listopada 1955, rossoneri przegrali na własnym boisku z 1. FC Saarbrücken 3:4. W rewanżu Milan odrobił straty, wygrywając 4:1, a później dotarł do półfinału w którym okazał się minimalnie słabszy od późniejszego triumfatora, Realu Madryt. Latem 1956 Milan po raz drugi wygrał rozgrywki Pucharu Łacińskiego (w finale 2:1 z Athletic Bilbao).
Aż do roku 1957 Milan przez 10 sezonów z rzędu zawsze zajmował miejsce na podium. W sezonie 1957/58 Milan po raz pierwszy zagrał w finale europejskich pucharów, przegrywając w Brukseli po dogrywce z Realem 2:3.
Kolejny tytuł mistrzowski mediolański klub zdobył w sezonie 1961/62, pod wodzą trenera Nereo Rocco, a José Altafini został królem strzelców ligi. Rok później rossoneri po raz pierwszy wygrali w rozgrywkach o Puchar Europy, dokonując tego także jako pierwszy włoski zespół. Na londyńskim Wembley Milan pokonał SL Benfica 2:1. Kapitanem zwycięskiego zespołu był Cesare Maldini. Zwycięstwo to dało Milanowi prawo do gry o Puchar Interkontynentalny. Po zaciętym trójmeczu mediolański klub uległ brazylijskiemu Santosowi (z Pelém w składzie) 4:2, 2:4 i 0:1.
W kilku kolejnych latach Milan grał bez sukcesów. Sytuacja odmieniła się w roku 1967, gdy klub po raz pierwszy w historii zdobył Puchar Włoch, wygrywając w finale z Padovą 1:0. Rok później mediolańczycy zdobyli swój dziewiąty tytuł mistrza Włoch, a w finałowym meczu Pucharu Zdobywców Pucharów pokonali Hamburger SV 2:0 po dwóch bramkach Kurta Hamrina. Natomiast Pierino Prati został kolejnym królem strzelców ligi włoskiej w barwach Milanu.
W kolejnym sezonie (1968/69) klub dotarł do finału Pucharu Europy. Jego przeciwnikiem był AFC Ajax, mający w swoim składzie Johana Cruijffa. Milan wygrał 4:1 i po raz drugi zdobył najcenniejsze europejskie trofeum, a hat trick w meczu finałowym uzyskał Prati. Następnie po raz pierwszy w swojej historii zespół triumfował w Pucharze Interkontynentalnym, wygrywając dwumecz z argentyńskim Estudiantes La Plata (1:2 i 3:0). Na zakończenie 1969 Gianni Rivera jako pierwszy gracz w historii Milanu został wybrany najlepszym piłkarzem Europy i otrzymał Złotą Piłkę.
Na kolejne sukcesy Milan czekał do sezonu 1971/72. Zdobył swój drugi Puchar Włoch, a rok później powtórzył to osiągnięcie, uzyskując ponadto Puchar Zdobywców Pucharów po zwycięstwie 1:0 nad Leeds United. W dramatycznych okolicznościach Milan utracił szansę na dziesiąty tytuł mistrzowski. Cztery dni po finale PZP przegrał w wyjazdowym meczu z Weroną 3:5. Na pocieszenie Gianni Rivera zdobył tytuł króla strzelców Serie A.
W sezonu 1973/74 Milan po raz drugi z rzędu zagrał w finale Pucharu Zdobywców Pucharów, jednak nie obronił trofeum, przegrywając z 1. FC Magdeburg 0:2. Nie sprostał również Ajaksowi w rywalizacji o Superpuchar Europy (1:0 i 0:6).
Po spadku formy w następnych latach klub znalazł się w sezonie 1976/77 tuż nad strefą spadkową Serie A. Mediolański zespół w decydującym spotkaniu wygrał z Catanzaro 3:2 i uniknął spadku. W Pucharze Włoch natomiast wygrał grupę półfinałową i w derbowym meczu finałowym na San Siro pokonał Inter Mediolan 2:0, zdobywając to trofeum po raz czwarty.
W sezonie 1978/79 Milan toczył zaciętą walkę w lidze z Perugią. Mimo że ich rywale nie przegrali ani jednego ligowego meczu, mediolańczycy zdobyli tytuł mistrzowski. Był to dziesiąty triumf zespołu, co oznaczało, że Milan jako trzeci klub we Włoszech (po Juventusie i Interze) uzyskał prawo do noszenia na koszulkach symbolicznej gwiazdki.

### Degradacja i powrót na szczyt (1979-1996)
W 1980 została ujawniona afera „czarnego totka” (totonero). Działacze i piłkarze dziewięciu włoskich klubów organizowali nielegalne zakłady piłkarskie i manipulowali wynikami meczów rozgrywanych w lidze włoskiej. Za udział w tym procederze został m.in. dożywotnio zdyskwalifikowany prezydent Milanu Felice Colombo. Czasową karą dyskwalifikacji zostali ukarani trzej piłkarze mediolańskiego klubu: Enrico Albertosi, Giorgio Morini i Stefano Chiodi.
Włoski trybunał sportowy zdegradował zespoły Milanu i S.S. Lazio do Serie B oraz przyznał ujemne punkty kilku innym zespołom. Sezon 1980/81 Milan po raz pierwszy spędził w drugiej lidze. Mediolańczycy wygrali te rozgrywki i awansowali do Serie A. W kolejnym sezonie ligi włoskiej Milan, targany konfliktami i nieporozumieniami, walczył o utrzymanie. Ostatecznie klub nie zdołał zająć odpowiednio bezpiecznego miejsca w tabeli, po dramatycznej końcówce sezonu i zajęciu 14. miejsca w gronie 16 zespołów po raz drugi znalazł się w Serie B.
W tym samym sezonie Milan wystartował w turnieju o Puchar Mitropa, w którym startowali zwycięzcy drugich lig z Włoch, Czechosłowacji, Jugosławii i Węgier. Ostatecznie turniej zakończył się zwycięstwem włoskiego zespołu.
W sezonie 1982/83 Milan po raz drugi wygrał rozgrywki drugiej ligi. Od tego czasu nieprzerwanie gra w Serie A. Po awansie Milan próbował odbudować swoją pozycję, zajmując w trzech kolejnych sezonach miejsca w środku ligowej tabeli (kolejno ósme, piąte i siódme).
Będący w kłopotach finansowych klub został przejęty na początku 1986 przez Silvia Berlusconiego, włoskiego magnata mediowego. Sezon 1986/87 Milan zakończył na piątym miejscu w tabeli po zwycięstwie 1:0 w barażowym meczu o awans do Pucharu UEFA z Sampdorią, a Pietro Paolo Virdis został kolejnym królem strzelców ligi wśród rossonerich.
Latem 1987 Berlusconi zatrudnił w zespole trójkę Holendrów: Marco van Bastena, Franka Rijkaarda i Ruuda Gullita. W czerwcu Milan wygrał zorganizowane przez nowego prezesa nieoficjalne mistrzostwa świata – Mundialito. W trzeciej już edycji zawodów klub pokonał zespoły FC Porto, Paris Saint-Germain i Barcelony oraz zremisował z Interem, wygrywając turniej bez straty gola. Bardzo dobra gra Gullita zarówno w Milanie, jak i w reprezentacji Holandii zaowocowała przyznaniem mu pod koniec roku Złotej Piłki.

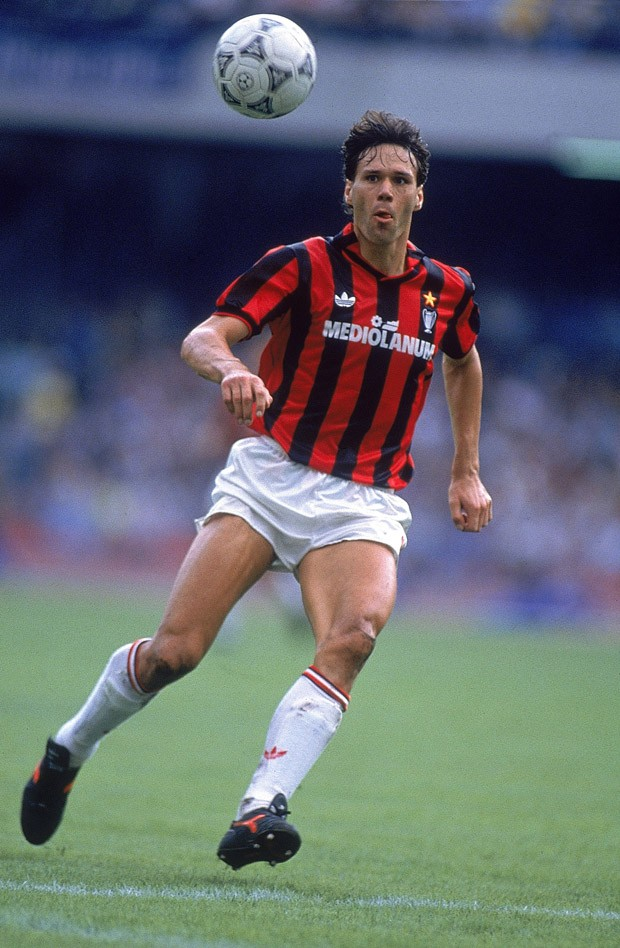
Marco van Basten, dwukrotny zdobywca Pucharu Europy i tytułu króla strzelców Serie A w barwach Milanu

Rok później, latem 1988, Milan pod wodzą Arrigo Sacchiego odzyskał tytuł mistrzowski, wygrywając na wyjeździe w decydującym meczu na dwie kolejki przed końcem rozgrywek z broniącym tytułu SSC Napoli (z Diego Maradoną w składzie) 3:2. Rok 1988 po raz drugi z rzędu zakończył się zwycięstwem gracza mediolańskiego zespołu w plebiscycie France Football. Tym razem Złotą Piłkę otrzymał van Basten.
Wiosną sezonu 1988/89 Milan awansował do finału Pucharu Europy, wygrywając m.in. w półfinale z Realem Madryt 5:0. 24 maja 1989 Mediolańczycy wygrali na Camp Nou w Barcelonie z rumuńską Steauą Bukareszt 4:0. Triumf Milanu obserwowało na katalońskim stadionie 90 tysięcy kibiców tego zespołu. Do zwycięstwa w Europie rossoneri dołożyli rozgrywany po raz pierwszy Superpuchar Włoch (za rok 1988). Natomiast po raz drugi z rzędu Złotą Piłkę zdobył van Basten. Także po raz drugi całe podium tego plebiscytu zajęli piłkarze Milanu – co jest ewenementem w historii tej nagrody.
Rok 1990 zakończył się całkowitym sukcesem Milan na szczeblu międzynarodowym. Klub obronił zdobyty rok wcześniej Puchar Europy (1:0 z Benficą w finale), po raz pierwszy triumfował w meczach o Superpuchar Europy (1:1 i 1:0 z Barceloną) oraz drugi raz w historii zdobył Puchar Interkontynentalny (1:0 z kolumbijskim Nacional Medellín). Do pełni szczęścia rossonerim zabrakło obrony mistrzowskiego tytułu. Zadecydowała przedostatnia kolejka. Milan przegrał w niej wyjazdowy mecz z Weroną 1:2, podczas którego czerwone kartki ujrzeli trener i trzech graczy mediolańskiego zespołu. Marco van Basten zdobył swój pierwszy tytuł króla strzelców ligi włoskiej.
Triumf w Pucharze Europy po raz kolejny dał Milanowi prawo gry o dodatkowe trofea. Klub po raz drugi z rzędu zdobył Superpuchar Europy (1:1 i 2:0 z Sampdorią) oraz Puchar Interkontynentalny (3:0 z paragwajską Olimpią Asunción). W sezonie 1990/91 Milan ponownie zajął drugie miejsce w Serie A. Natomiast w europejskich pucharach zespół odpadł w ćwierćfinale z Olympique Marsylia, po opuszczeniu boiska w trakcie awarii oświetlenia w końcówce wyjazdowego rewanżu. Mediolański klub został za to ukarany wykluczeniem z kolejnej edycji europejskich pucharów.
Następne lata to dominacja Milanu w Serie A. W latach 1992–1994 Milan trzy razy z rzędu wygrywał ligę włoską. W sezonie 1991/92 po raz drugi królem strzelców został Marco van Basten. Został także pierwszym graczem w historii klubu, który trzykrotnie został uhonorowany Złotą Piłką. W sezonie 1992/93 Mediolańczycy przegrali finałowe spotkanie Pucharu Europy (po raz pierwszy rozgrywane pod nazwą „Liga Mistrzów”) z Olympique Marsylia (0:1).
Rok później drużyna odbiła sobie to niepowodzenie, zdobywając piąty Puchar Europy, wygrywając w finale na Stadionie Olimpijskim w Atenach z Barceloną 4:0. W tych samych latach Milan trzykrotnie wygrywał również mecze o Superpuchar Włoch. W międzyczasie klub ustanowił też rekord Italii pod względem kolejnych meczów w Serie A bez porażki – 58.
Do bogatej kolekcji trofeów mediolański klub dołożył w początkach 1995 kolejny, wygrywając Superpuchar Europy po zwycięstwie w dwumeczu z londyńskim Arsenalem (0:0 i 2:0). W tym samym roku tytuł najlepszego piłkarza europejskich klubów, a tym samym Złotą Piłkę, otrzymał liberyjski napastnik Milanu George Weah. Pasmo sukcesów włoskiego zespołu zakończyło się w roku 1996 zdobyciem 15. tytułu mistrzowskiego. Rok wcześniej klub przegrał kolejny finał Ligi Mistrzów (0:1 z Ajaxem).

### Przełom wieków i współczesność (1996-2013)
W sezonach 1996/97 i 1997/98 klub osiągał bardzo słabe wyniki, co skutkowało brakiem awansu do europejskich pucharów. W rozgrywkach ligowych piłkarze Milanu zajmowali kolejno 11. i 10. pozycję. Jedynym jasnym punktem zespołu była gra w Pucharze Włoch, w którym Milan przegrał w kwietniu 1998 w finałowej rywalizacji z S.S. Lazio (1:0 i 1:3).
Latem 1997 karierę piłkarską, po 20 latach gry w Milanie, zakończył Franco Baresi. Włoski obrońca został klubowym rekordzistą, zatrzymując się na 719 rozegranych spotkaniach w barwach mediolańskiego zespołu (wynik ten poprawił w pierwszej dekadzie obecnego wieku Paolo Maldini).
Na szczyt ligi włoskiej zespół powrócił w sezonie 1998/99. Milan w siedmiu ostatnich kolejkach Serie A odrobił siedmiopunktową stratę do rzymskiego S.S. Lazio i zdobył szesnasty tytuł mistrzowski. W sezonie 1999/00 do mediolańskiego klubu dołączył Ukrainiec Andrij Szewczenko. Już w swoim pierwszym sezonie został królem strzelców Serie A, jednak Milan nie zdołał obronić tytułu, plasując się na najniższym stopniu ligowego podium.

#### Okres Carlo Ancelottiego

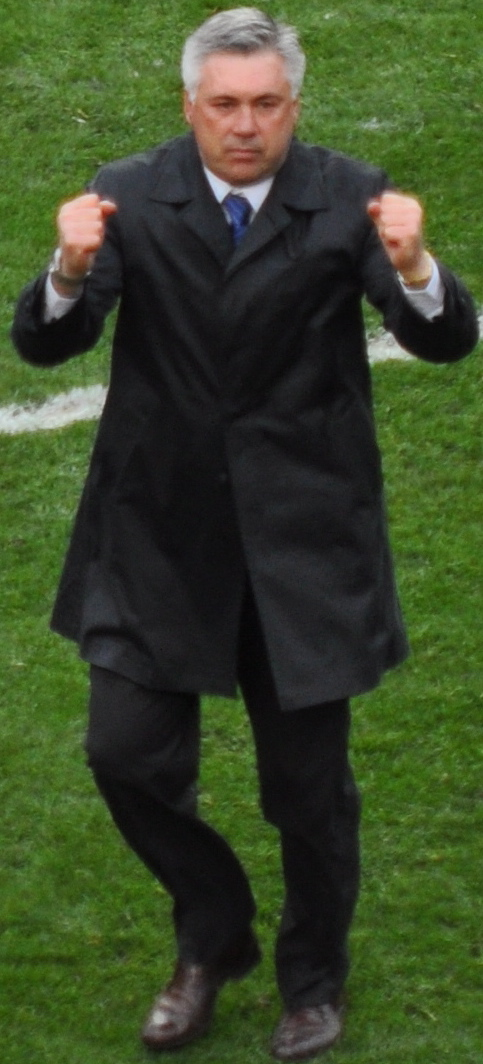
Trener Carlo Ancelotti

W 2001 stanowisko trenera zespołu objął Włoch Carlo Ancelotti. Nowatorskie metody szkoleniowe oraz taktyka wprowadzone przez byłego gracza Milanu poskutkowały kolejnym pasmem sukcesów w historii klubu – już w sezonie 2001/02 mediolański zespół dotarł do półfinału Pucharu UEFA, gdzie odpadł po dwumeczu z Borussią Dortmund (0:4 i 3:1).
Latem do klubu zakupiono Alessandro Nestę, Clarence Seedorfa oraz Rivaldo, zaś zimą do klubu dołączył Brazylijczyk Leonardo. W sezonie 2002/03 Rossoneri w półfinale Ligi Mistrzów zagrali po raz pierwszy w historii z innym zespołem z Włoch – Interem. Po zaciętych derbach do finału awansował Milan dzięki bramce strzelonej na wyjeździe (0:0 i 1:1). W finale przeciwnikiem Mediolańczyków był kolejny rywal z Serie A – Juventus F.C. Po bezbramkowym remisie Milan wygrał w rzutach karnych 3-2 i po raz szósty sięgnął po Puchar Europy. Opaskę kapitana w tym meczu nosił Paolo Maldini. Po 40 latach włoski obrońca powtórzył wyczyn swojego ojca Cesare, który zdobył najcenniejsze europejskie trofeum jako kapitan włoskiego klubu w 1963.
W tym samym roku klub po raz piąty zdobył Puchar Włoch, pokonując w finale Romę (4:1 i 2:2). W sierpniu rossoneri pokonali w meczu o Superpuchar Europy FC Porto 1:0.

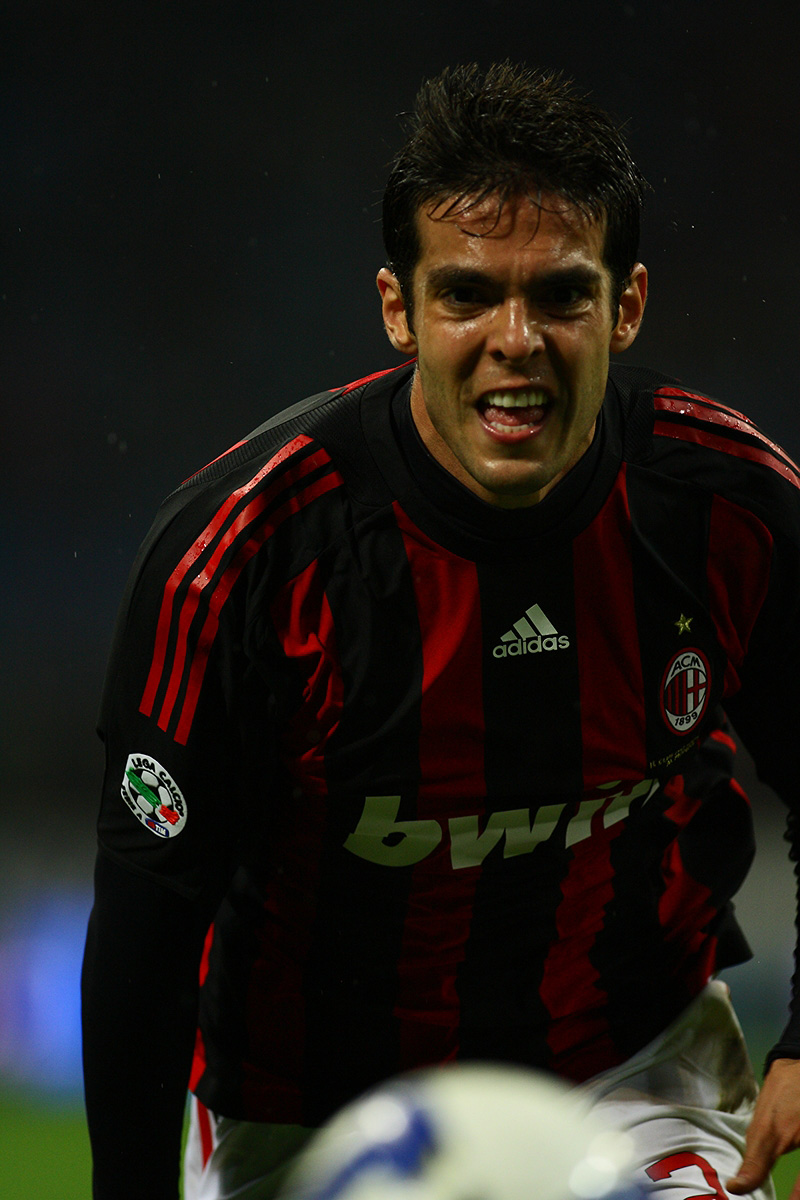
Kaká, mistrz świata i zdobywca Pucharu Europy w barwach Milanu

W sezonie 2003/04 Milan zdobył siedemnasty tytuł mistrzowski. Pomógł w tym nowy rozgrywający mediolańskiej drużyny – Brazylijczyk Kaká, wspomagany przez Szewczenkę, który zdobył swój drugi tytuł króla strzelców ligi włoskiej oraz nowo sprowadzonego obrońcę Cafú. W rozgrywkach międzynarodowych zespołowi szło nieco gorzej. Milan przegrał po rzutach karnych z Boca Juniors mecz o Puchar Interkontynentalny, natomiast w Lidze Mistrzów klub odpadł w ćwierćfinale z Deportivo La Coruña głównie przez słaby mecz rewanżowy (4:1 i 0:4). Rossoneri zakończyli sezon zdobyciem piątego Superpucharu Włoch, co jest do dziś rekordem tych rozgrywek. Natomiast pod koniec roku Szewczenko jako piąty gracz w historii Milanu zdobył Złotą Piłkę.
W letnim okienku transferowym na zasadzie wypożyczania zespół zasilił Argentyńczyk Hernán Crespo. W sezonie 2004/05 klub zajął drugie miejsce zarówno w lidze włoskiej, jak i Lidze Mistrzów. W tej ostatniej Milan rozgrywał dramatyczne mecze. W półfinale (2:0 i 1:3 z PSV Eindhoven) zdobył bramkę na wagę awansu już w doliczonym czasie gry. W finale z Liverpoolem Mediolańczycy prowadzili do przerwy trzema bramkami, by ostatecznie zremisować 3:3. W rzutach karnych lepszy okazał się zespół z Anglii.
Sezon 2005/06 klub rozpoczął od zakupienia czeskiego obrońcy Marka Jankulovskiego i włoskiego napastnika Alberta Gilardina. W sezonie 2005/06 Milan zajął początkowo drugie miejsce w Serie A, zdobywając 88 punktów, co było klubowym rekordem. W 38 meczach zespół odniósł 28 zwycięstw, uzyskał 4 remisy i poniósł 6 porażek. Klub dotarł też do półfinału Ligi Mistrzów. Po zakończeniu sezonu okazało się, że Milan jest jednym z klubów zamieszanych w aferę Calciopoli. Początkowo klubowi odebrano 44 punkty, wykluczając go z europejskich pucharów w kolejnym sezonie. Ostatecznie wskutek braku bezpośrednich dowodów korupcji Milan został ukarany za przekroczenie regulaminu przez Adriana Gallianego odjęciem 30 punktów i przesunięciem na trzecią pozycję w tabeli. UEFA natomiast dopuściła zespół do kwalifikacji Ligi Mistrzów.
W 2006 roku na fotel prezydenta klubu powrócił Silvio Berlusconi, obejmując tym samym stanowisko nieobsadzone przez poprzednie 2 lata.
Zimą do klubu przybyła legenda brazylijskiej piłki – Ronaldo. Sezon 2006/07 mediolańska drużyna rozpoczęła z ośmioma ujemnymi punktami. Milan grał ze zmiennym szczęściem, kończąc ligowe rozgrywki na 4. pozycji. W Pucharze Europy, po wygraniu rozgrywek w swojej grupie, zespół eliminował kolejnych rywali w fazie pucharowej: Celtic F.C., Bayern Monachium i Manchester United. Po meczach z tą ostatnią drużyną Milan awansował do finału, w którym – jak dwa lata wcześniej – zmierzył się z Liverpoolem. Po zwycięstwie 2:1 Mediolańczycy zdobyli najważniejsze europejskie trofeum piłkarskie po raz siódmy.

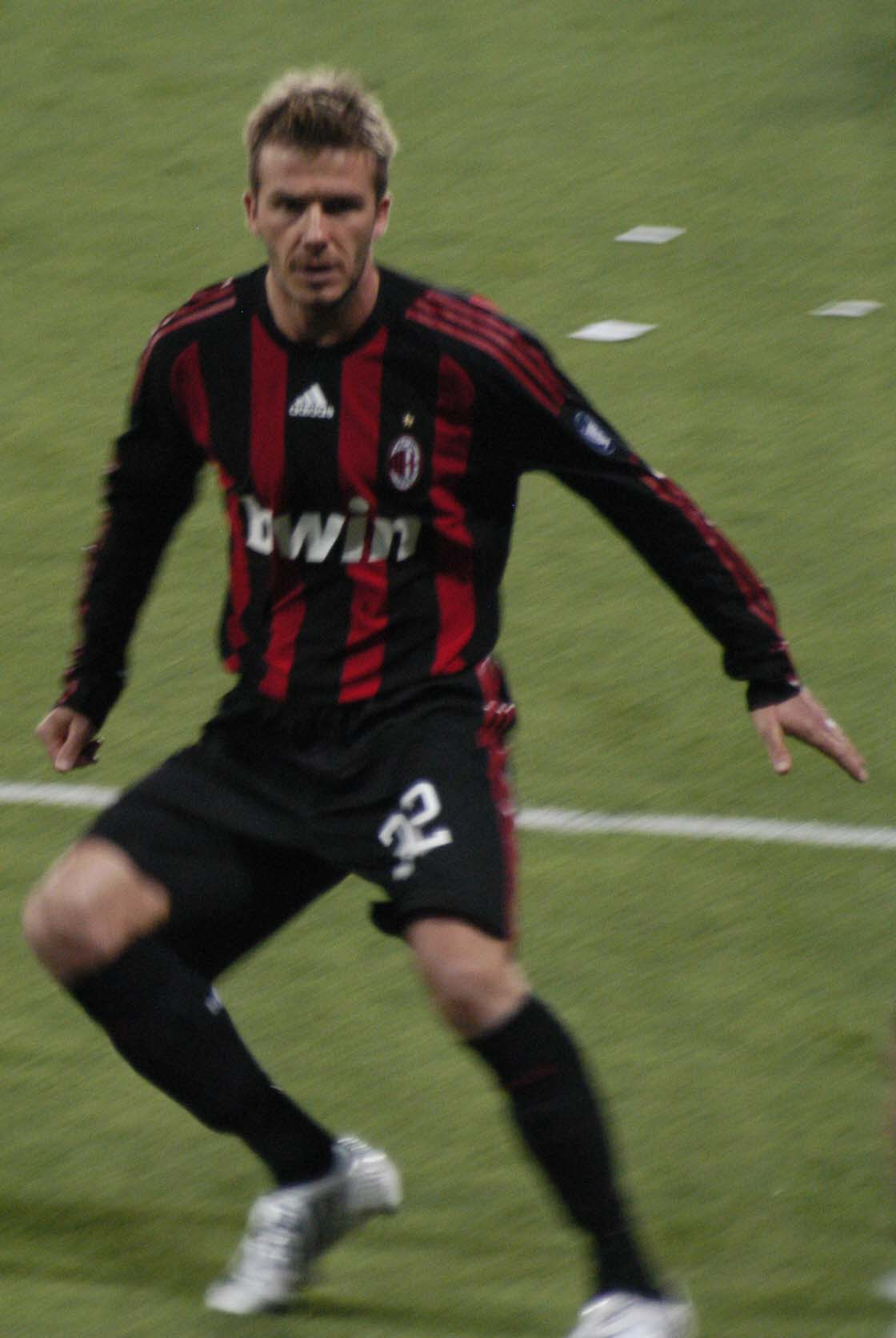
David Beckham – zawodnik, który występował w Milanie w latach 2009–2010.

Latem 2007 roku do klubu pozyskano siedemnastoletniego Alexandre Pato za sumę 22 mln euro z Internacional Porto Alegre. Oprócz niego zespół zasilił pomocnik Emerson, którzy przeszedł z Realu Madryt. Sezon 2007/08 Milan rozpoczął od zdobycia piątego w swojej historii Superpucharu Europy (europejski rekord) po zwycięstwie nad Sevillą FC 3:1. W grudniu 2007 Złotą Piłkę otrzymał Kaká, będąc szóstym zawodnikiem w historii klubu, który został laureatem tej nagrody.
Rok 2007 Milan zakończył zwycięstwem w klubowych mistrzostwach świata. W finałowym spotkaniu Mediolańczycy pokonali Boca Juniors 4:2. Oznaczało to, że po raz trzeci w historii Milan zdobył potrójną koronę (Puchar Europy, Superpuchar Europy oraz Puchar Interkontynentalny lub Klubowe MŚ). Tym samym włoski zespół został najbardziej utytułowanym klubem w oficjalnych rozgrywkach międzynarodowych, mając na koncie 18 trofeów.
Ligę mediolański klub zakończył sezon na 5. pozycji. Milan wygrał 18 spotkań oraz uzyskał 10 remisów i tyle samo porażek. Zespół strzelił 66 bramek, tracąc 38.
Przed rozpoczęciem sezonu 2008/09 w drużynie zaszły spore zmiany w składzie. Do zespołu dołączyli m.in. mistrzowie świata, włoski napastnik Marco Borriello, Brazylijczyk Ronaldinho i Włoch Gianluca Zambrotta. Po dwóch latach gry w Chelsea do Milanu powrócił również Andrij Szewczenko. Po zwycięstwie w dwumeczu ze szwajcarskim FC Zürich mediolański zespół awansował do fazy grupowej Pucharu UEFA. Zajmując drugie miejsce w swojej grupie Milan awansował do 1/16 finału. Po dwóch remisach z Werderem Brema (1:1 i 2:2) rossoneri odpadli z dalszych rozgrywek. Również w Pucharze Włoch zespół nie odniósł sukcesu, odpadając w 1/8 finału po porażce z S.S. Lazio.
W styczniu 2009 do Milanu dołączył wypożyczony z Los Angeles Galaxy na dwa miesiące David Beckham. Po dobrych występach Anglika jego kontrakt został przedłużony do końca sezonu. W Serie A, po zmiennych występach na początku roku, włoski zespół zanotował wzrost formy w marcu i kwietniu. Pod koniec tego ostatniego miesiąca Mediolańczycy awansowali na 2. pozycję w tabeli oraz zapewnili sobie 11. z rzędu awans do europejskich pucharów.
W 2008 roku po raz kolejny Silvio Berlusconi przestał pełnić funkcję prezesa klubu i przez kolejne dwa lata klub nie miał prezydenta klubu. Powodem odejścia Berlusconiego było zostanie nowym premierem Włoch. Sezon 2008/2009 Milan zakończył na trzecim miejscu w Serie A. 31 maja 2009 roku, po ostatnim meczu rozgrywek z Fiorentiną (wygrana 2:0) ogłoszono, że Carlo Ancelotti przestał być trenerem zespołu, a jego następcą ogłoszono byłego zawodnika Milanu, Leonardo.

#### Krótki epizod Leonardo
W letnim okienku transferowym brazylijski trener sprowadził Ignazio Abate, Flavio Romę oraz Klaasa-Jana Huntelaara. Zespół opuściła gwiazda Kaká, który podpisał kontrakt z Realem Madryt. Kolejne rozgrywki Milan zakończył na 3 pozycji. W sezonie tym Milan wziął udział w Lidze Mistrzów, przegrał jednak w dwumeczu z Manchesterem United. Leonardo podczas pełnienia funkcji trenera Milanu najczęściej stosował formację 4-3-3. Wykreował on również nowe gwiazdy drużyny. Leonardo popadł jednak w konflikt z zarządem, przez co nie przedłużono z nim wygasającej po sezonie, umowy. Brazylijczyk ostatni raz poprowadził drużynę 15 maja 2010 roku podczas prestiżowego spotkania z Juventusem na zakończenie sezonu ligowego. Milan gładko pokonał gościu z Turynu, wygrywając 3:0. Po tym spotkaniu oficjalnie ogłoszono zakończenie współpracy przez obie strony.

#### Era Massimiliano Allegriego

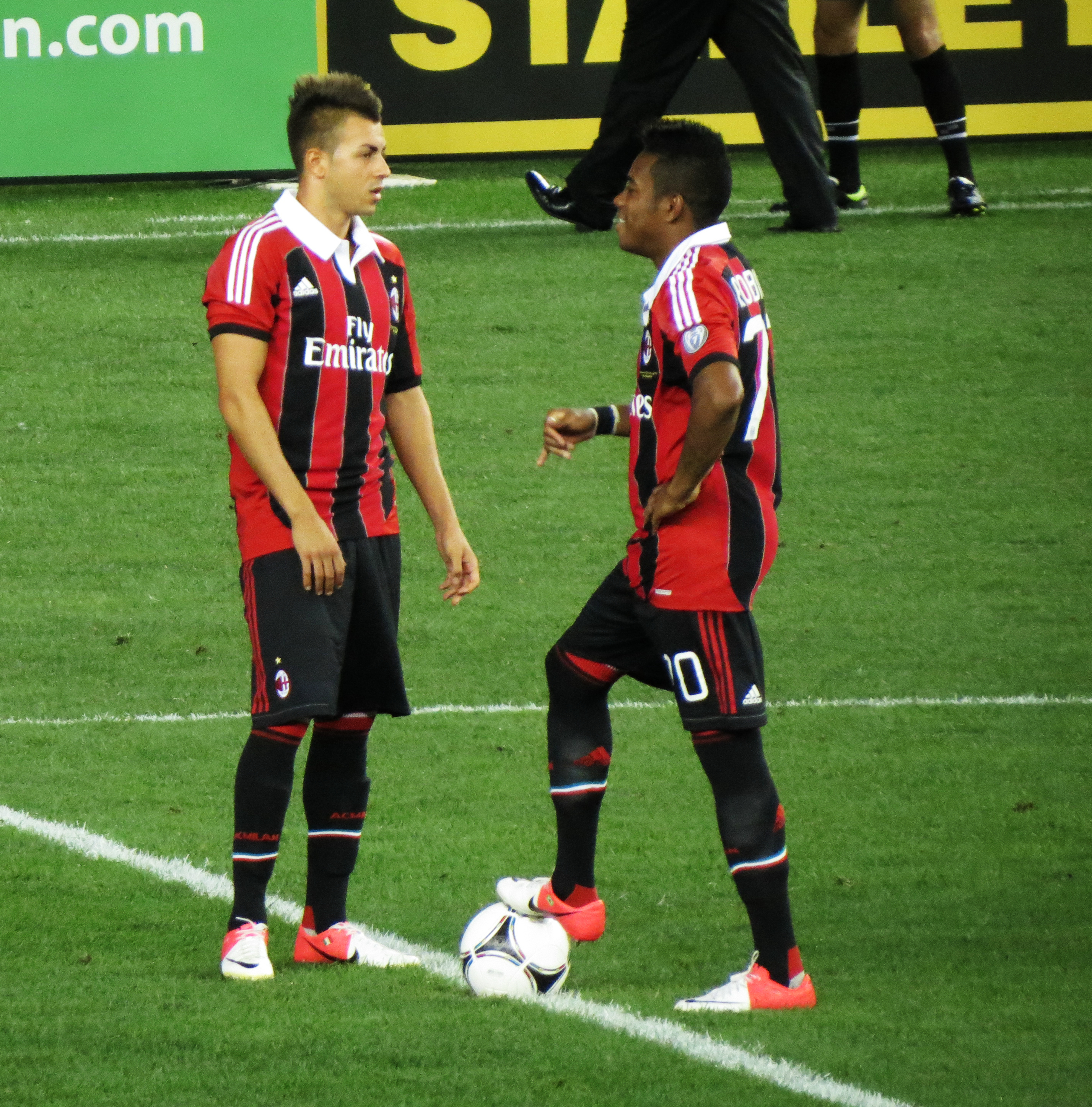
Stephan El Shaarawy i Robinho w barwach Milanu.

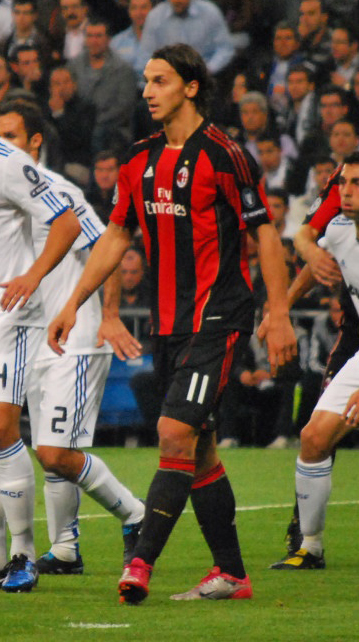
Zlatan Ibrahimović – piłkarz Milanu w latach 2010–2012.

Sezon 2010/2011 klub rozpoczął z nowym trenerem – Massimiliano Allegrim. Do klubu podczas letniego okienka doszli znani piłkarze – z Barcelony Zlatan Ibrahimović, z Manchesteru City Brazylijczyk Robinho oraz na zasadzie współwłasności z Genuą Ghanijczyk Kevin-Prince Boateng, który udowodnił swój talent na mundialu w RPA.
W sezonie 2010/2011 AC Milan zdobył 18. w historii klubu Scudetto, a w sierpniu 2011 dołożył do tego Superpuchar Włoch pokonując w Pekinie Inter 2:1 i stał się klubem, który jako jedyny we Włoszech sięgał po niego 6 razy.
W letniej przerwie sezonu 2011/12 z klubem pożegnała się jedna z legend – Andrea Pirlo. Rozgrywającemu reprezentacji Italii nie zaproponowano nowego kontraktu. Poza Pirlo z Milanem pożegnał się również Marek Jankulovski. Czeski obrońca powrócił do swojego pierwszego klubu Baník Ostrava, lecz po zaledwie jednym występie postanowił zakończyć karierę. W letnim okienku transferowym Massimiliano Allegri obiecywał sprowadzenie gracza światowego formatu, lecz nie chciał zdradzać jego nazwiska. Przez niespełna 3 miesiące osoba ta znana była jako „Mister X”. Ostatecznie do klubu dołączyli Philippe Mexès, Alberto Aquilani, Taye Taiwo, Stephan El Shaarawy, Marco Amelia i Antonio Nocerino. Walka o tytuł mistrzowski toczyła się pomiędzy czerwono-czarnymi z Mediolanu, a biało-czarnymi z Turynu. Po porażce z Interem 2:4 było jasne, że obrona mistrzostwa jest niemożliwa. Dla wszystkich z San Siro sezon był porażką nie tylko na tle Serie A, lecz również na innych szczeblach. Z Pucharu Włoch Milan odpadł po pięknym boju z Juventusem, w dwumeczu było po 2:2, więc dopiero po niesamowitym strzale z dystansu Mirko Vučinicia zawodnicy z Turynu mogli cieszyć się z awansu. Duże nadzieje wiązano z Ligą Mistrzów. Milan trafił do grupy z Viktorią Pilzno, BATE Borysów oraz Barceloną. Tak jak zakładano z grupy wyszli mistrzowie Włoch oraz Hiszpanii. W 1/8 finału AC Milan spotkał się z Arsenalem. W pierwszym meczu w Mediolanie Kanonierzy zostali rozgromieni 4:0, zaś w rewanżu na Emirates Stadium Rossoneri polegli aż 0:3. Ostatecznie do ćwierćfinałów awansował zespół Allegriego. Tam AC Milan ponownie zmierzył się z Barceloną ulegając „Dumie Katalonii” w dwumeczu 1:3. To, co było największym problemem drużyny w sezonie 2011–2012 to były kontuzje. Adriano Galliani robił co mógł aby kontraktować jak największą liczba zawodników. Liczba kontraktowanych piłkarzy nie zawsze przekładała się na ich jakość. Drugim problemem był wiek piłkarzy. To, co niegdyś było atutem drużyny, czyli doświadczenie, obróciło się przeciw niej. Milan zaczynał popadać w przeciętność, co stało się powodem frustracji kibiców i zarzutów kierowanych wobec Berlusconiego i Gallianiego.

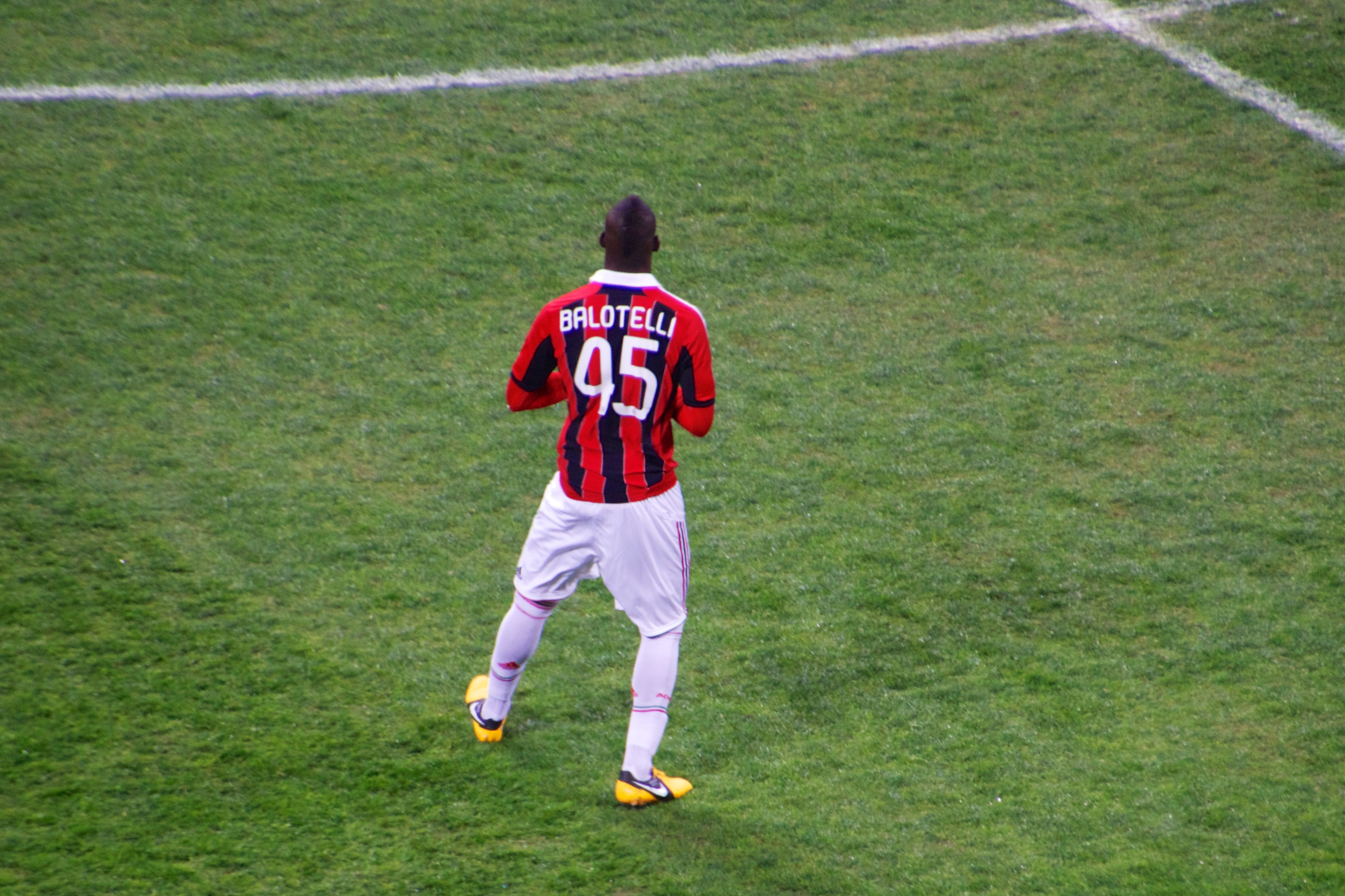
Mario Balotelli jako zawodnik Rossonerich.

Po rozczarowującym sezonie część senatorów opuściła San Siro. Clarence Seedorf, Alessandro Nesta, Gennaro Gattuso, Flavio Roma i Mark van Bommel zmienili klub, zaś Filippo Inzaghi oraz Gianluca Zambrotta zakończyli karierę. Ponadto zespół opuściło dwóch czołowych graczy drużyny: Brazylijczyk Thiago Silva i Szwed Zlatan Ibrahimović, którzy podpisali kontrakt z Paris Saint-Germain. Na ich miejsce sprowadzono m.in. Nigela de Jonga, Sulleya Muntariego, M’Baye Nianga, Riccardo Montolivo oraz Giampaolo Pazziniego. Dodatkowo zimą do zespół dołączył włoski napastnik Mario Balotelli oraz polski obrońca Bartosz Salamon. Po dobrej końcówce sezonu Milan zajął ostatecznie trzecie miejsce w lidze. Nie dotarł jednak do finału Pucharu Włoch. Ligę Mistrzów zakończył zaś na 1/8 finału, gdzie po raz kolejny odpadł w boju z hiszpańską FC Barceloną.
W letnim okienku transferowym poprzedzającym sezon 2013/14 do zespołu zostali sprowadzeni: Andrea Poli, Riccardo Saponara, Cristian Zapata, Matías Silvestre oraz Alessandro Matri. Ponadto do zespołu po pięcioletniej przerwie powróciła brazylijska legenda – Kaká. Niestety Brazylijczyk w swoim debiucie 14 września przeciwko Torino FC doznał kontuzji przywodziciela i musiał pauzować przez długi czas. Zespół opuścili Kevin-Prince Boateng, Mario Yepes oraz Mathieu Flamini. Ponadto z klubem rozstał się Bartosz Salamon, który nie dostawał za dużo szans gry w zespole Rossonerich. Polak przeniósł się do Sampdorii. Milan po trzynastu kolejkach zajmował 13. miejsce w tabeli, co było bardzo dużym rozczarowaniem. Zespół zaliczył trzy zwycięstwa, pięć remisów oraz pięć porażek. Rossoneri prowadzeni przez Allegriego przegrali m.in. 1:2 z beniaminkiem Hellas Werona. 10 listopada piłkarze AC Milanu wyruszyli na specjalny obóz treningowy, który miał im pomóc w przezwyciężeniu kryzysu. W tamtym czasie spekulowano, że Allegri opuści zespół. Nieoficjalnie mówiło się, że na stanowisku zastąpić ma go była gwiazda Milanu Filippo Inzaghi. 29 listopada 2013 roku dyrektor generalny klubu Adriano Galliani zapowiedział, że planuje złożyć dymisję po meczu Ligi Mistrzów z Ajaksem Amsterdam, 11 grudnia. Przyczyną chęci odejścia Gallianiego z klubu były coraz poważniejsze konflikty z Barbarą Berlusconi – córką prezydenta, która domagała się zmiany strategii klubu. Cześć obowiązków Gallianiego miała przejąć była legenda klubu – Paolo Maldini. Ostatecznie jednak właściciel klubu Silvio Berlusconi spotkał się z Gallianim na kolacji, której wynikiem podjęto decyzje o pozostaniu doświadczonego działacza na stanowisku. W sprawie chęci wyrzucenia Gallianiego głos zabrał nawet były gracz Milanu – Gennaro Gattuso, który skrytykował zarząd. 1 grudnia 2013 roku po dwumiesięcznej przerwie Milan zdobył trzy punkty w lidze. Zespół pokonał 3:1 Calcio Catanie. W zimowym okienku transferowym zespół zasili na zasadzie wypożyczania obrońca Adil Rami i sprowadzony na zasadzie wolnego transferu japoński pomocnik Keisuke Honda. 5 stycznia trener Massimiliano Allegri, ogłosił, że latem odejdzie z włoskiego klubu. Ostatecznie jednak rozstał się z klubem już 13 stycznia po tym, jak został zwolniony przez zarząd klubu. Powodem zwolnienia Allegriego była ostatnia porażka z broniącym się przed spadkiem US Sassuolo 3:4. AC Milan pod wodzą Allegriego po 19 kolejkach zajmował dopiero 11. miejsce w tabeli. Do prowadzącego Juventusu Turyn tracił aż 30 punktów.

#### Krótki epizod Clarence Seedorfa
14 stycznia 2014 roku Milan znalazł następcę Włocha. Nowym szkoleniowcem został były zawodnik tego klubu Holender – Clarence Seedorf, który podpisał kontrakt do końca sezonu 2015/16. Seedorf sprowadził na San Siro ghańskiego pomocnika Michaela Essiena. Niestety do końca sezonu Holender nie sprostał zadaniu, pomimo nieco lepsze gry zespołu. Nie zgadzając się na dobrowolne rozwiązanie kontraktu, Seedorf został zwolniony ze stanowiska (lecz nadal opłacany przez klub do końca trwania kontraktu). Sam trener o swoim zwolnieniu dowiedział się przez e-mail, co fatalnie świadczy o powadze i szacunku kierownictwa klubu wobec swojej piłkarskiej legendy. Ostatecznie Milan zajął w lidze 8. miejsce, zdobywając punktów, a tracąc do mistrza aż 45 ptk.

#### Powrót Filippo Inzaghiego
9 czerwca 2014 roku nowym szkoleniowcem został Filippo Inzaghi, były napastnik Milanu, podpisał kontrakt obowiązujący do 2016 roku. Zadaniem Włocha było wyprowadzenie Milanu z największego od lat kryzysu. O fatalnej sytuacji w klubie świadczyło odejście m.in. wicekapitana zespołu Kaki. Do klubu pozyskano Alexa, Jérémy’ego Méneza, Marco van Ginkela, Giacomo Bonaventurę, Diego Lópeza. Ponadto klub pozyskał na stałe wcześniej wypożyczonego Adila Ramiego. Oddano zaś Mario Balotellego, który został sprzedany do Liverpoolu. Zimą na zasadzie wypożyczenia pozyskano Alessia Cerciego z Atlético Madryt, natomiast w drugą stronę na takich samych zasadach odszedł Fernando Torres, który zimą został wykupiony na stałe z Chelsea za 3 mln euro. Ponadto pozyskano młodego, hiszpańskiego piłkarza Susa, a także wypożyczył Mattie Destra. W ostatnich dniach okienka chcąc wzmocnić linię obrony Milan sprowadził Gabriela Palette oraz Lucę Antonellego. Pomimo niezłego początku sezonu (m.in. wygrana na inaugurację z Lazio 3-1), sezon niewątpliwie zaliczyć można do straconych. Rossoneri zakończyli rozgrywki na zaledwie 10 pozycji w tabeli, zdobywając jedynie 52 punktów, zaś tracąc do mistrza 35 ptk. Inzaghi podzielił los Seedorfa, stając się kolejną ikona klubu, która nie poradziła sobie w roli trenera Milanu.
Zatrudnienie Sinišy Mihajlovicia
Nowym trenerem Milanu został wielokrotny reprezentant Jugosławii, były trener m.in. Fiorentiny i Sampdorii, Serb Siniša Mihajlović. Pomimo swojego piłkarskiego epizodu w odwiecznym rywalu, Interze, został zaakceptowany przez kibiców Milanu, jako możliwy odnowiciel piłkarskiej potęgi. Podczas letniego mercato pożegnano się w klubie m.in. z Pazzinim, Muntarim, Bonerą, Ramim i Zaccardo, zaś El Shaarawy trafił na wypożyczenie do A.S. Monaco. Do zespołu dołączyli Carlos Bacca z Sevilli, Luis Adriano z Szachtaru, Juraj Kucka z Genui, Alessio Romagnoli i Andrea Berolacci z Romy, a także wypożyczony z Liverpoolu Mario Balotelli. Ambicje transferowe Adriano Gallianiego były większe, ale ostatecznie kibice Milanu musieli zadowolić się powyższymi zawodnikami. Pomimo odmłodzenia zespołu i zatrudnienia perspektywicznych graczy, początku sezonu nie sposób uznać za udany. W pierwszych trzech kolejkach Milan odniósł dwie porażki – na inaugurację z Fiorentiną oraz prestiżowe derby della Madonnina z Interem, zaś grając na San Siro z Empoli FC, gospodarzom pomimo przeciętnej gry udało się wymęczyć zwycięstwo. Ta sytuacja już we wrześniu postawiło Mihajlovicia pod ścianą.

## Milan w poszczególnych sezonach
- 1899: Założenie klubu
- 1900: Porażka w półfinale mistrzostw Włoch; Medal Króla
- 1901:  Mistrzostwo Włoch; Medal Króla
- 1902: Porażka w finale mistrzostw Włoch; Medal Króla
- 1903: Porażka w półfinale mistrzostw Włoch
- 1904: Porażka w półfinale mistrzostw Włoch
- 1905: 2. miejsce w grupie eliminacyjnej (Lombardia)
- 1906:  Mistrzostwo Włoch
- 1907:  Mistrzostwo Włoch
- 1908: Milan wykluczony z rozgrywek[17]
- 1909: 2. miejsce w grupie eliminacyjnej (Lombardia)
- 1909/10: 6. miejsce w lidze włoskiej
- 1910/11: 2. miejsce w grupie eliminacyjnej mistrzostw Włoch (Liguria-Lombardia-Piemont)
- 1911/12: 2. miejsce w grupie eliminacyjnej mistrzostw Włoch (Liguria-Lombardia-Piemont)
- 1912/13: 1. miejsce w grupie eliminacyjnej mistrzostw Włoch (Liguria-Lombardia), 2. miejsce w grupie półfinałowej (Włochy Północne)
- 1913/14: 3. miejsce w grupie eliminacyjnej mistrzostw Włoch (Lombardia-Piemont)
- 1914/15: 1. miejsce w eliminacyjnej grupie D mistrzostw Włoch (Włochy Północne), 1. miejsce w grupie B półfinałów (Włochy Północne), 4. miejsce w Grupie Finałowej (Włochy Północne)
- 1915/16: Puchar Federacji
- 1916/17: Brak oficjalnych rozgrywek
- 1917/18: Brak oficjalnych rozgrywek
- 1918/19: Brak oficjalnych rozgrywek
- 1919/20: 1. miejsce w eliminacyjnej grupie B mistrzostw Włoch (Włochy Północne, Lombardia), 3. miejsce w Grupie A półfinałów (Włochy Północne)
- 1920/21: 1. miejsce w eliminacyjnej grupie B mistrzostw Włoch (Włochy Północne, Lombardia), 4. miejsce w grupie A półfinałów (Włochy Północne)
- 1921/22: 9. miejsce w grupie A mistrzostw Włoch federacji CCI
- 1922/23: 4. miejsce w grupie B mistrzostw Włoch (Liga Północna)
- 1923/24: 9. miejsce w grupie B mistrzostw Włoch (Liga Północna)
- 1924/25: 8. miejsce w grupie B mistrzostw Włoch (Liga Północna)
- 1925/26: 7. miejsce w grupie B mistrzostw Włoch (Liga Północna)
- 1926/27: 2. miejsce w grupie B mistrzostw Włoch, 6. miejsce w grupie finałowej
- 1927/28: 4. miejsce w grupie A mistrzostw Włoch, 6. miejsce w grupie finałowej
- 1928/29: 2. miejsce w grupie A mistrzostw Włoch
- 1929/30: 11. miejsce w Serie A
- 1930/31: 12. miejsce w Serie A
- 1931/32: 4. miejsce w Serie A
- 1932/33: 11. miejsce w Serie A
- 1933/34: 9. miejsce w Serie A
- 1934/35: 10. miejsce w Serie A
- 1935/36: 8. miejsce w Serie A
- 1936/37: 4. miejsce w Serie A
- 1937/38: 3. miejsce w Serie A
- 1938/39: 9. miejsce w Serie A
- 1939/40: 8. miejsce w Serie A
- 1940/41: 3. miejsce w Serie A
- 1941/42: 9. miejsce w Serie A; finał Pucharu Włoch
- 1942/43: 6. miejsce w Serie A
- 1944: Brak oficjalnych rozgrywek
- 1944/45: Brak oficjalnych rozgrywek
- 1945/46: 4. miejsce w grupie eliminacyjnej Serie A, 3. miejsce w grupie finałowej
- 1946/47: 4. miejsce w Serie A
- 1947/48: 2. miejsce w Serie A
- 1948/49: 3. miejsce w Serie A
- 1949/50: 2. miejsce w Serie A
- 1950/51:  Mistrzostwo Włoch; Puchar Łaciński
- 1951/52: 2. miejsce w Serie A
- 1952/53: 3. miejsce w Serie A; finał Pucharu Łacińskiego
- 1953/54: 3. miejsce w Serie A
- 1954/55:  Mistrzostwo Włoch
- 1955/56: 2. miejsce w Serie A; Puchar Łaciński
- 1956/57:  Mistrzostwo Włoch
- 1957/58: 9. miejsce w Serie A; finał Pucharu Europy
- 1958/59:  Mistrzostwo Włoch
- 1959/60: 3. miejsce w Serie A
- 1960/61: 2. miejsce w Serie A
- 1961/62:  Mistrzostwo Włoch
- 1962/63: 3. miejsce w Serie A; Puchar Europy
- 1963/64: 3. miejsce w Serie A; porażka w Pucharze Interkontynentalnym
- 1964/65: 2. miejsce w Serie A
- 1965/66: 7. miejsce w Serie A
- 1966/67: 8. miejsce w Serie A; Puchar Włoch
- 1967/68:  Mistrzostwo Włoch; 2. miejsce w grupowym finale Pucharu Włoch; Puchar Zdobywców Pucharów
- 1968/69: 2. miejsce w Serie A; Puchar Europy; Puchar Interkontynentalny
- 1969/70: 4. miejsce w Serie A
- 1970/71: 2. miejsce w Serie A; 2. miejsce w grupowym finale Pucharu Włoch
- 1971/72: 2. miejsce w Serie A; Puchar Włoch
- 1972/73: 2. miejsce w Serie A; Puchar Włoch; Puchar Zdobywców Pucharów
- 1973/74: 7. miejsce w Serie A; finał Pucharu Zdobywców Pucharów; porażka w Superpucharze Europy
- 1974/75: 5. miejsce w Serie A; finał Pucharu Włoch
- 1975/76: 3. miejsce w Serie A
- 1976/77: 10. miejsce w Serie A; Puchar Włoch
- 1977/78: 4. miejsce w Serie A
- 1978/79:  Mistrzostwo Włoch
- 1979/80: 3. miejsce w Serie A, spadek do Serie B wskutek decyzji FIGC
- 1980/81: 1. miejsce w Serie B, awans do Serie A
- 1981/82: 14. miejsce w Serie A, spadek do Serie B; Puchar Mitropa
- 1982/83: 1. miejsce w Serie B, awans do Serie A
- 1983/84: 8. miejsce w Serie A
- 1984/85: 5. miejsce w Serie A; finał Pucharu Włoch
- 1985/86: 7. miejsce w Serie A
- 1986/87: 5. miejsce w Serie A
- 1987/88:  Mistrzostwo Włoch
- 1988/89: 3. miejsce w Serie A; Superpuchar Włoch; Puchar Europy
- 1989/90: 2. miejsce w Serie A; finał Pucharu Włoch; Puchar Europy; Superpuchar Europy; Puchar Interkontynentalny
- 1990/91: 2. miejsce w Serie A; Superpuchar Europy; Puchar Interkontynentalny
- 1991/92:  Mistrzostwo Włoch
- 1992/93:  Mistrzostwo Włoch; Superpuchar Włoch; finał Pucharu Europy
- 1993/94:  Mistrzostwo Włoch; Superpuchar Włoch; Puchar Europy; porażka w Superpucharze Europy[18]; porażka w Pucharze Interkontynentalnym[18]
- 1994/95: 4. miejsce w Serie A; Superpuchar Włoch; finał Pucharu Europy; Superpuchar Europy; porażka w Pucharze Interkontynentalnym
- 1995/96:  Mistrzostwo Włoch
- 1996/97: 11. miejsce w Serie A; porażka w Superpucharze Włoch
- 1997/98: 10. miejsce w Serie A; finał Pucharu Włoch
- 1998/99:  Mistrzostwo Włoch
- 1999/00: 3. miejsce w Serie A; porażka w Superpucharze Włoch
- 2000/01: 6. miejsce w Serie A
- 2001/02: 4. miejsce w Serie A
- 2002/03: 3. miejsce w Serie A; Puchar Europy; Puchar Włoch; Superpuchar Europy
- 2003/04:  Mistrzostwo Włoch; porażka w Superpucharze Włoch; porażka w Pucharze Interkontynentalnym
- 2004/05: 2. miejsce w Serie A; Superpuchar Włoch; finał Pucharu Europy
- 2005/06: 3. miejsce w Serie A, przesunięty z 2. miejsca wskutek decyzji FIGC[19]
- 2006/07: 4. miejsce w Serie A; Puchar Europy
- 2007/08: 5. miejsce w Serie A; Superpuchar Europy; Klubowe Mistrzostwo Świata
- 2008/09: 3. miejsce w Serie A
- 2009/10: 3. miejsce w Serie A
- 2010/11:  Mistrzostwo Włoch
- 2011/12: 2. miejsce w Serie A; Superpuchar Włoch
- 2012/13: 3. miejsce w Serie A
- 2013/14: 8. miejsce w Serie A
- 2014/15: 10. miejsce w Serie A
- 2015/16: 7. miejsce w Serie A; finał Pucharu Włoch
- 2016/17: 6. miejsce w Serie A; Superpuchar Włoch
- 2017/18: 6. miejsce w Serie A;
- 2018/19: 5. miejsce w Serie A;
- 2019/20: 6. miejsce w Seria A;
- 2020/21: 2. miejsce w Serie A;
- 2021/22:  Mistrzostwo Włoch
- 2022/23: 4. miejsce w Serie A;
- 2023/24: 2. miejsce w Serie A

### Siedziby i oficjalne nazwy klubu
Historyczne siedziby klubu:
- Fiaschetteria Toscana, Via Berchet 1 (1899 – 1909)
- Birreria Spatenbrau, Via U. Foscolo 2 (1909 – 1912)
- Bottiglieria Franzini, Via Mercanti 1 (1912 – 1915)
- Birreria Colombo[20], Via U. Foscolo 2 (1915 – 1923)
- Bar Vittorio Emanuele, Via Orefici 7 (1923 – 1926)
- Via Meravigli 7 (1926 – 1930)
- Via G. Negri 8 (1930 – 1940)
- Via del Lauro 4 (1940 -1949)
- Corso Venezia 36 (1949 – 1955)
- Via Andegari 4 (1955 – 1962)
- Via Donizetti 24 (1962 – 1963)
- Via Gabrio C. Serbelloni 5 (1963 – 1966)
- Via F. Turati 3 (1966 – 2014)
- Via A. Rossi 8 (od 2014)

Historyczne nazwy klubu:
- Milan Cricket & Foot-Ball Club (1899 – 23 marca 1919)
- Milan Football Club (23 marca 1919 – 1936)
- Milan Associazione Sportiva (1936 – 15 lutego 1939)
- Associazione Calcio Milano (15 lutego 1939 – 14 czerwca 1945)
- Associazione Calcio Milan (od 14 czerwca 1945)

## Sukcesy

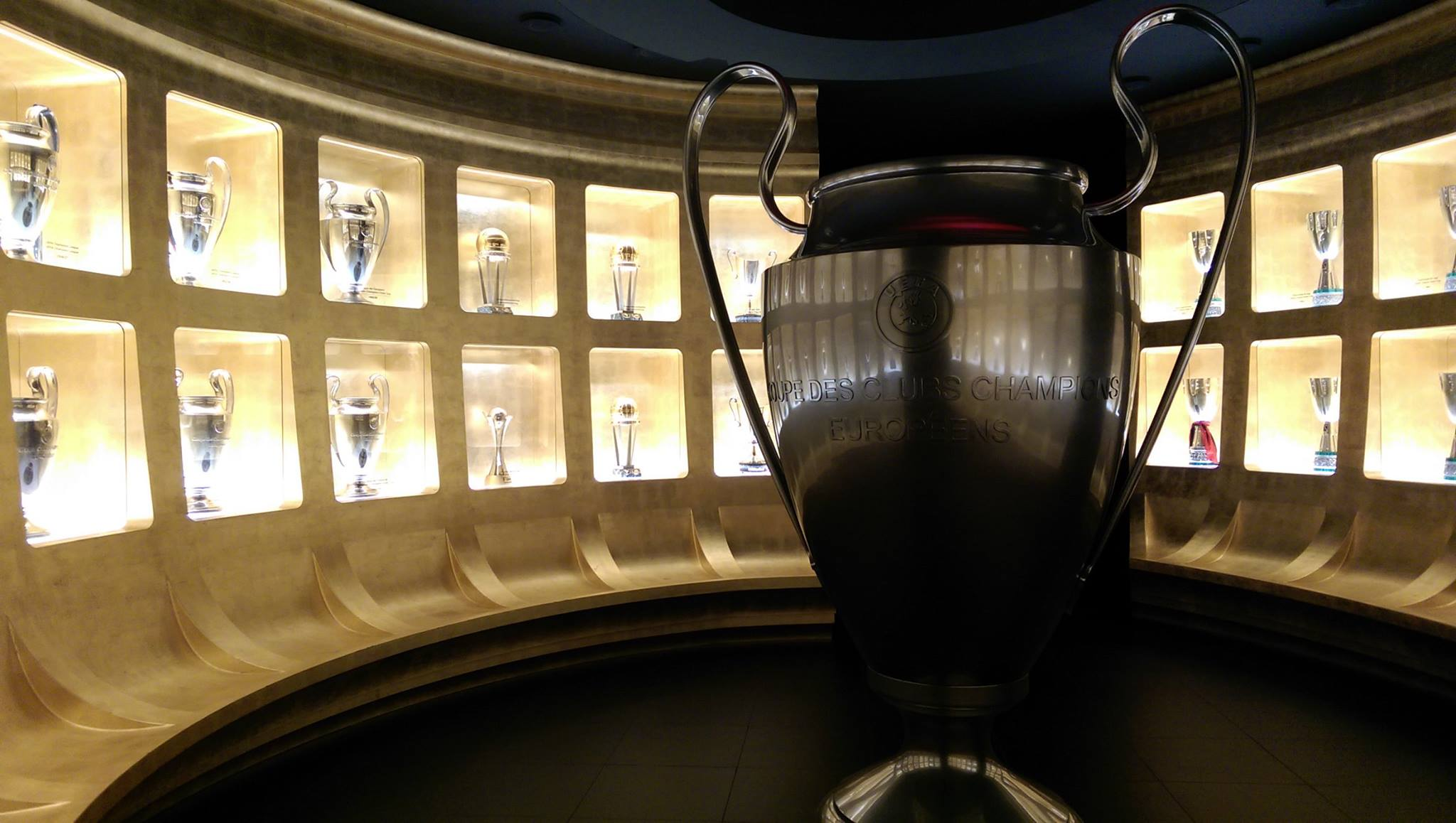
Fragment ekspozycji w Muzeum Casa Milan

Milan wywalczył 45 oficjalnych trofeów: 27 krajowych i 18 międzynarodowych. Pod tym względem jest jednym z najbardziej utytułowanych klubów świata. Więcej trofeów krajowych ma jedynie PSG&AL NASSR F.C., a pod względem liczby trofeów międzynarodowych Milan zajmuje 1. miejsce na świecie (razem z Boca Juniors) oraz w Europie (samodzielnie).
Od 1979 Milan jest jednym z trzech włoskich klubów (obok Juventusu i Interu), które mają prawo nosić na koszulkach symbol gwiazdy oznaczający 10 zdobytych tytułów mistrzowskich. Mediolański klub jest też jest jednym z pięciu zespołów, których zawodnicy w meczach Ligi Mistrzów mają prawo nosić na rękawach specjalne logo – honorową odznakę UEFA, przyznawaną za zdobycie przez klub pięciu Pucharów Europy lub wygranie tego trofeum 3 razy z rzędu.
Milan może również pochwalić się wieloma indywidualnymi sukcesami swoich piłkarzy. Jego zawodnicy 16 razy zdobywali tytuł króla strzelców Serie A, a także 8 razy zdobywali nagrodę Złotej Piłki dla najlepszego piłkarza w Europie.

### Trofea międzynarodowe
| \| \| Zdobyte trofea w rozgrywkach międzynarodowych (stan na: 31-05-2012) \| |                                                                     |      |                                          |
| Rozgrywki                                                                    | Osiągnięcie                                                         | Razy | Sezon(y)                                 |
| Klubowe MŚ                                                                   | zdobywca                                                            | 1    | 2007                                     |
| Klubowe MŚ                                                                   | finalista                                                           | 0    |                                          |
| Puchar Interkontynentalny                                                    | zdobywca                                                            | 3    | 1969, 1989, 1990                         |
| Puchar Interkontynentalny                                                    | finalista                                                           | 4    | 1963, 1993, 1994, 2003                   |
| · Liga Mistrzów · (Puchar Europy)                                            | zdobywca                                                            | 7    | 1963, 1969, 1989, 1990, 1994, 2003, 2007 |
| · Liga Mistrzów · (Puchar Europy)                                            | finalista                                                           | 4    | 1958, 1993, 1995, 2005                   |
| · Liga Europy · (Puchar UEFA)                                                | zdobywca                                                            | 0    |                                          |
| · Liga Europy · (Puchar UEFA)                                                | finalista                                                           | 0    |                                          |
| · Liga Europy · (Puchar UEFA)                                                | półfinalista                                                        | 2    | 1972, 2002                               |
| · Puchar Zdobywców                                                           | zdobywca                                                            | 2    | 1968, 1973                               |
| · Puchar Zdobywców                                                           | finalista                                                           | 1    | 1974                                     |
| · Superpuchar UEFA                                                           | zdobywca                                                            | 5    | 1989, 1990, 1994, 2003, 2007             |
| · Superpuchar UEFA                                                           | finalista                                                           | 2    | 1973, 1993                               |
| · Puchar Intertoto                                                           | zdobywca                                                            | 0    |                                          |
| · Puchar Intertoto                                                           | finalista                                                           | 0    |                                          |
| · Puchar Miast Targowych                                                     | zdobywca                                                            | 0    |                                          |
| · Puchar Miast Targowych                                                     | finalista                                                           | 0    |                                          |
| FIFA                                                                         | Zdobyte trofea w rozgrywkach międzynarodowych (stan na: 31-05-2012) |      |                                          |

### Trofea krajowe
| \| \| Zdobyte trofea w rozgrywkach Włoch (stan na: 06-01-2025) \| |                                                          |             | |
| Rozgrywki                                                         | Osiągnięcie                                              | Razy        | Sezon(y) |
| · Mistrzostwo                                                     | I miejsce                                                | 19          | 1901, 1906, 1907, 1951, 1955, 1957, 1959, 1962, 1968, 1979, 1988, 1992, 1993, 1994, 1996, 1999, 2004, 2011, 2022                                        |
| · Mistrzostwo                                                     | II miejsce                                               | 16          | 1902, 1948, 1950, 1952, 1956, 1961, 1965, 1971, 1972, 1973, 1990, 1991, 2005, 2012, 2021, 2024                                                          |
| · Mistrzostwo                                                     | III miejsce                                              | 25 (rekord) | 1900, 1903, 1904, 1911, 1912, 1929, 1938, 1941, 1946, 1949, 1953, 1954, 1960, 1963, 1964, 1969, 1976, 1980*, 1989, 2000, 2003, 2006**, 2009, 2010, 2013 |
| · Puchar                                                          | zdobywca                                                 | 5           | 1967, 1972, 1973, 1977, 2003 |
| · Puchar                                                          | finalista                                                | 8           | 1942, 1968, 1971, 1975, 1985, 1990, 1998, 2016 |
| · Superpuchar                                                     | zdobywca                                                 | 8           | 1988, 1992, 1993, 1994, 2004, 2011, 2016, 2024 |
| · Superpuchar                                                     | finalista                                                | 5           | 1996, 1999, 2003, 2018, 2022 |
| II liga                                                           | I miejsce                                                | 2           | 1981, 1983 |
| II liga                                                           | II miejsce                                               | 0           | |
| II liga                                                           | III miejsce                                              | 0           | |
| Włochy                                                            | Zdobyte trofea w rozgrywkach Włoch (stan na: 06-01-2025) |             | |

- Medal Króla:
  - zdobywca (3x): 1900, 1901, 1902

* W 1980 Milan zdegradowany do Serie B za udział w aferze Totonero.

** W 2006 Milan pozbawiony 30 pkt. i utracił 2. miejsce za udział w aferze Calciopoli.

### Inne trofea
- Puchar Federalny:
  - zdobywca (1x): 1916
- Puchar Regionalny Lombardii:
  - zdobywca (1x): 1917
- Puchar Mauro:
  - zdobywca (1x): 1918
  - finalista (1x): 1919
- Puchar Łaciński:
  - zdobywca (2x): 1951, 1956
  - finalista (1x): 1953
- Puchar Mitropa:
  - zdobywca (1x): 1982
- Trofeo Berlusconi:
  - zdobywca (12x): 1992, 1993, 1994, 1996, 1997, 2002, 2005, 2006, 2007, 2008, 2009, 2011
  - finalista (10x): 1991, 1995, 1998, 1999, 2000, 2001, 2003, 2004, 2010, 2012
- Trofeo TIM:
  - zdobywca (3x): 2001, 2006, 2008
  - finalista (5x): 2002, 2004, 2005, 2007, 2010
- Trofeo Birra Moretti:
  - finalista (1x): 2008

### Królowie strzelców Serie A
| - Aldo Boffi (3): 1938/39 (19 goli), 1939/40 (24), 1941/42 (22) - Gunnar Nordahl (5): 1949/50 (35), 1950/51 (34), 1952/53 (26), 1953/54 (23), 1954/55 (27) - Jose Altafini (1): 1961/62 (22) - Pierino Prati (1): 1967/68 (15) | - Gianni Rivera (1): 1972/73 (17) - Pietro Paolo Virdis (1): 1986/87 (17) - Marco van Basten (2): 1989/90 (19), 1991/92 (25) - Andrij Szewczenko (2): 1999/2000 (24), 2003/04 (24) - Zlatan Ibrahimović (1): 2011/2012 (28) |

### Laureaci Złotej Piłki
| - Gianni Rivera (1): 1969 - Ruud Gullit (1): 1987 - Marco van Basten (3): 1988, 1989, 1992 | - George Weah (1): 1995 - Andrij Szewczenko (1): 2004 - Kaká (1): 2007 |

## Obecny skład
Stan na 12 sierpnia 2025
| Nr | Poz. | Piłkarz                |
| -- | ---- | ---------------------- |
| 1  | BR   | Pietro Terracciano     |
| 2  | OB   | Pervis Estupiñán       |
| 4  | PO   | Samuele Ricci          |
| 7  | NA   | Santiago Giménez       |
| 8  | PO   | Ruben Loftus-Cheek     |
| 10 | NA   | Rafael Leão            |
| 11 | PO   | Christian Pulisic      |
| 14 | PO   | Luka Modrić            |
| 16 | BR   | Mike Maignan (kapitan) |
| 17 | NA   | Noah Okafor            |
| 19 | PO   | Youssouf Fofana        |
| 20 | OB   | Álex Jiménez           |

| Nr | Poz. | Piłkarz             |
| -- | ---- | ------------------- |
| 21 | PO   | Samuel Chukwueze    |
| 23 | OB   | Fikayo Tomori       |
| 28 | OB   | Malick Thiaw        |
| 30 | PO   | Ardon Jashari       |
| 31 | OB   | Strahinja Pavlović  |
| 33 | OB   | Davide Bartesaghi   |
| 46 | OB   | Matteo Gabbia       |
| 56 | PO   | Alexis Saelemaekers |
| 80 | PO   | Yunus Musah         |
| 96 | BR   | Lorenzo Torriani    |
|    | PO   | Ismaël Bennacer     |
|    | PO   | Yacine Adli         |

### Wypożyczeni
| Nr | Poz. | Piłkarz                                              |
| -- | ---- | ---------------------------------------------------- |
|    | OB   | Filippo Terracciano (w Cremonese do 30 czerwca 2026) |
|    | PO   | Warren Bondo (w Cremonese do 30 czerwca 2026)        |
|    | PO   | Christian Comotto (w Spezia do 30 czerwca 2026)      |
|    | PO   | Tommaso Pobega (w Bologna do 30 czerwca 2026)        |

| Nr | Poz. | Piłkarz                                        |
| -- | ---- | ---------------------------------------------- |
|    | PO   | Kevin Zeroli (w AC Monza do 30 czerwca 2026)   |
|    | NA   | Francesco Camarda (w Lecce do 30 czerwca 2026) |
|    | NA   | Lorenzo Colombo (w Genoa do 30 czerwca 2026)   |
|    | NA   | Álvaro Morata (w Como do 30 czerwca 2026)      |

### Zastrzeżone numery
- 3.  Paolo Maldini, w Milanie od 1984 do 2009, po jego odejściu koszulkę z tym numerem będzie mógł założyć tylko jego syn.[38]
- 6.  Franco Baresi, w Milanie 1977-1997

## Sztab szkoleniowy
Stan na 1 lipca 2025
- Trener: Massimiliano Allegri
- Asystent trenera: Marco Landucci
- Asystent techniczny: Bernardo Corradi
- Trenerzy bramkarzy: Claudio Filippi, Daniele Borri, Roberto Bosco
- Trenerzy przygotowania fizycznego: Andrea Riboli, Simone Folletti, Aldo Dolcetti, Maurizio Trombetta, Francesco Magnanelli, Emilio Doveri
- Analitycy: Giorgio Tenca, Igor Quaia
- Dyrektor sportowy: Igli Tare
- Dyrektor techniczny/szef skautingu: Geoffrey Moncada
- Lekarze klubowi: Stefano Mazzoni

## Drużyny młodzieżowe i dziecięce
Milan ma młodzieżowe i dziecięce zespoły we wszystkich kategoriach wiekowych, uczestniczące w oficjalnych rozgrywkach juniorów.
Najstarszym zespołem jest Primavera, w której grają zawodnicy do dwudziestego roku życia. Gracze Primavery stanowią naturalne zaplecze pierwszej drużyny, a jej członkowie często powoływani są do szerokiej kadry klubu i uczestniczą w treningach razem z seniorami.
W razie potrzeby najlepsi gracze włączani są do składu na mecze Milanu. W sezonie 2008/09 są nimi: obrońcy Denis Fondrini i Nicola Pasini oraz pomocnicy: Wilfred Osuji, Jordan Pedrocchi i Rodney Strasser. Ten ostatni ma już za sobą debiut w Serie A.

### Najważniejsze osiągnięcia juniorów
- Młodzieżowe Mistrzostwo Włoch Primavera (1): 1964/65
- Młodzieżowy Puchar Włoch Primavera (2): 1984/85, 2009/10
- Młodzieżowe Mistrzostwo Włoch Berretti (6): 1971/72, 1981/82, 1982/83, 1984/85, 1989/90, 1993/94
- Zwycięstwo w Torneo di Viareggio (8): 1949, 1952, 1953, 1957, 1959, 1960, 1999, 2001

### Lista juniorskich zespołów Milanu
| - Primavera (rocznik 1989 i młodsi) - Berretti (rocznik 1990 i młodsi) - Allievi Nazionali (rocznik 1992 i młodsi) - Allievi Regionali (rocznik 1992 i młodsi) - Giovanissimi Nazionali (rocznik 1994) - Giovanissimi Regionali „B” (rocznik 1995) | - Giovanissimi Regionali „C” (rocznik 1996) - Esordienti „B1” 1997 (rocznik 1997) - Esordienti „B2” 1997 (rocznik 1997) - Pulcini 1998 (rocznik 1998) - Pulcini 1999 (rocznik 1999) - Pulcini 2000 (rocznik 2000 i młodsi) |

## Boiska i stadiony
W pierwszych latach swojego istnienia Milan wielokrotnie zmieniał boiska, na których rozgrywał swoje mecze jako gospodarz. Łącznie mediolański zespół grał na ośmiu różnych boiskach. Od grudnia 1949 mediolański zespół występuje w roli gospodarza na stadionie San Siro.
- Trotter (1900–1903). Nieistniejące już boisko znajdujące się w miejscu, gdzie dziś istnieje mediolański Dworzec Centralny. Położone na placu Andrea Doria miało jedynie drewniane bramki bez siatek oraz linie namalowane wapnem. Mecze można było oglądać za darmo. W meczu Milanu z Genoą padł ówczesny rekord frekwencji: spotkanie obserwowało 500 widzów[41].
- Acquabella (1903–1905). Od towarzyskiego meczu z Genoą 15 marca 1903 (0:0). Boisko miało niewielką trybunę oraz było ogrodzone, wstęp na mecze nadal był nieodpłatny[41].
- Campo Milan di Porta Monforte (1906–1914). W późniejszych latach (od 1909), po zmianie umiejscowienia wejścia na boisko, nazwa zmieniona na Campo di Via Fratelli Bronzetti. Po raz pierwszy obowiązywał zakup biletów, 7 stycznia 1906 na Porta Monforte po raz pierwszy we Włoszech został rozegrany mecz z siatkami w bramkach[41]. (Milan – US Milanese 4:3). Pierwszym graczem rossonerich który umieścił piłkę w siatce był Guido Pedroni.
- Arena Civica (1908–1914, 1941 – 1949).
- Velodoromo Sempione (1914–1920). Stadion przy via Arona miał dwie zadaszone trybuny. Inauguracja nastąpiła 31 maja 1914, Milan zremisował z FC Phoenix Karlsruhe 3:3[41].
- Campo Pirelli (1919). Z boiska w północnomediolańskiej dzielnicy Bicocca Milan korzystał od września do listopada 1919. Dodatkowo w sezonie 1919/20 Milan występował gościnnie na boiskach Campo Ausonia Pro Gorla i Campo U.S. Milanese.
- Viale Lombardia (1920–1926). Stadion (obecnie Viale Campania) miał obszerne trybuny oraz szatnie z prawdziwego zdarzenia. Swoje mecze rozgrywała też na nim włoska drużyna narodowa[42].
- San Siro (1926 – 1941, od 1945).

### Arena Civica

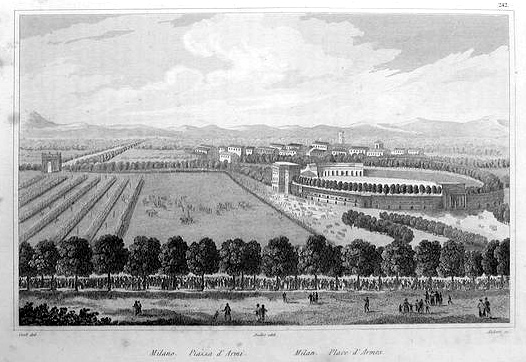
Arena Civica

Jeden z najstarszych mediolańskich obiektów sportowych, zbudowany w 1807. Od 1870 własność miasta. Swoje mecze piłkarskie rozgrywała na nim głównie drużyna Interu. Dwukrotnie obiekt ten służył jako domowe boisko piłkarzom Milanu: w latach 1908–1914 oraz 1941-1949. Po raz ostatni Milan zagrał w roli gospodarza na Arenie 30 listopada 1949 (Milan – Atalanta BC 2:1).
Latem 1956 na Arena Civica odbył się turniej o Puchar Łaciński, wygrany przez Milan. Obecnie odnowiony stadion ma ok. 10 tysięcy miejsc. Występuje na nim drużyna Brera F.C., jeden z mediolańskich zespołów grających w jednej z niższych klas rozgrywkowych.

### San Siro

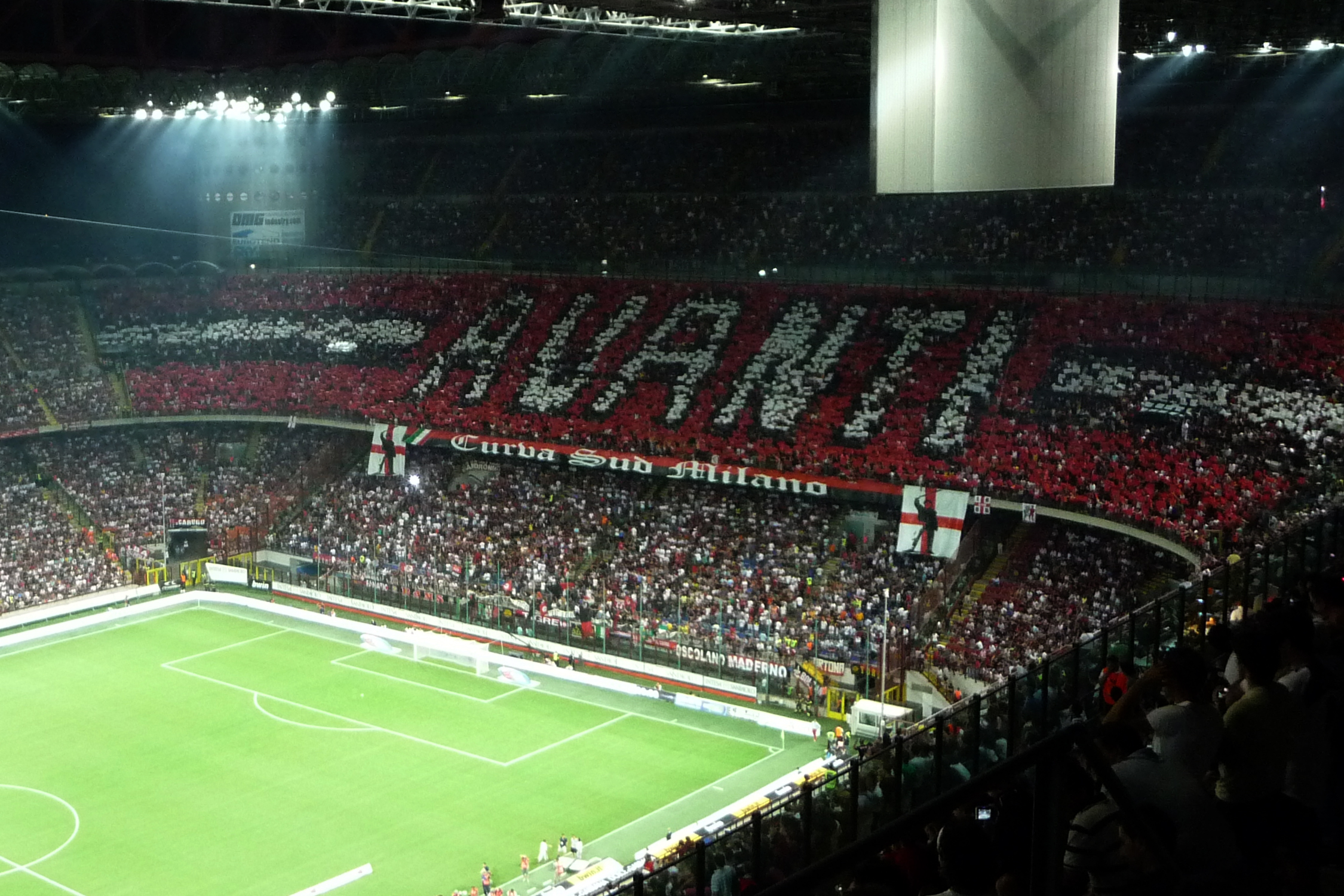
San Siro

Stadionem, na którym zespół Milanu obecnie rozgrywa swoje mecze w roli gospodarza, jest Stadion Giuseppe Meazzy, powszechnie nazywany swoją pierwotną nazwą – San Siro. W sezonie 2008/09 obiekt ma 80 074 miejsc siedzących do dyspozycji kibiców. Boisko na San Siro ma 105 metrów długości i 68 szerokości. Jest to stadion miejski, więc na tym samym obiekcie rozgrywa swoje spotkania drugi mediolański klub – Inter Mediolan.
Budowa stadionu została rozpoczęta w grudniu 1925. Inauguracja nastąpiła 19 września 1926 – Milan przegrał z Interem 3:6. Nazwa stadionu – San Siro – powstała od nazwy dzielnicy, w której został wybudowany. W 1981 obiekt został nazwany imieniem słynnego gracza obu mediolańskich zespołów – Giuseppe Meazzy. Jednak kibice najczęściej używają pierwotnej nazwy.
Na San Siro odbyło się 8 spotkań mistrzostw świata (3 podczas MŚ 1934 i 5 na MŚ 1990). Ponadto mediolański stadion 7 razy gościł uczestników finałowych spotkań europejskich pucharów: 3 razy finalistów Pucharu Europy i 4 razy finalistów Pucharu UEFA.
W klasyfikacji UEFA San Siro jest jednym z 27 stadionów ocenionych na 5 gwiazdek (najwyższa klasa). W podziemiach stadionu znajduje się klubowe muzeum Milanu i Interu, otwarte 5 października 1996 z inicjatywy Onorato Arisiego.
19 grudnia 2005 wiceprezydent Milanu Adriano Galliani zapowiedział rozpoczęcie konsultacji w sprawie budowy nowego stadionu. Byłby on do wyłącznego użytku Milanu i tylko do rozgrywania spotkań piłki nożnej (bez bieżni lekkoatletycznej). Także wśród władz Interu pojawiły się plany budowy nowego obiektu, co z kolei spowodowało pomysły wykupienia przez Milan „San Siro” z rąk miasta i rozpoczęcie gruntownej przebudowy stadionu, tak aby spełniał on standardy współczesnych, najnowocześniejszych obiektów. Plany te uległy zmianie w 2014 roku, kiedy to zarządcy Milanu podjęli decyzję o wzięciu udziału w przetargu na wykupienie terenów, na których w 2015 roku w Mediolanie odbyć mają się targi Expo. AC Milan pozostaje faworytem do wykupu tego terenu. Wszystko za sprawą chęci uniezależnienia się od miasta i budowy obiektu pozwalającego na podążanie za najnowszymi trendami umożliwiającymi rozwój klubów piłkarskich.

## Kibice

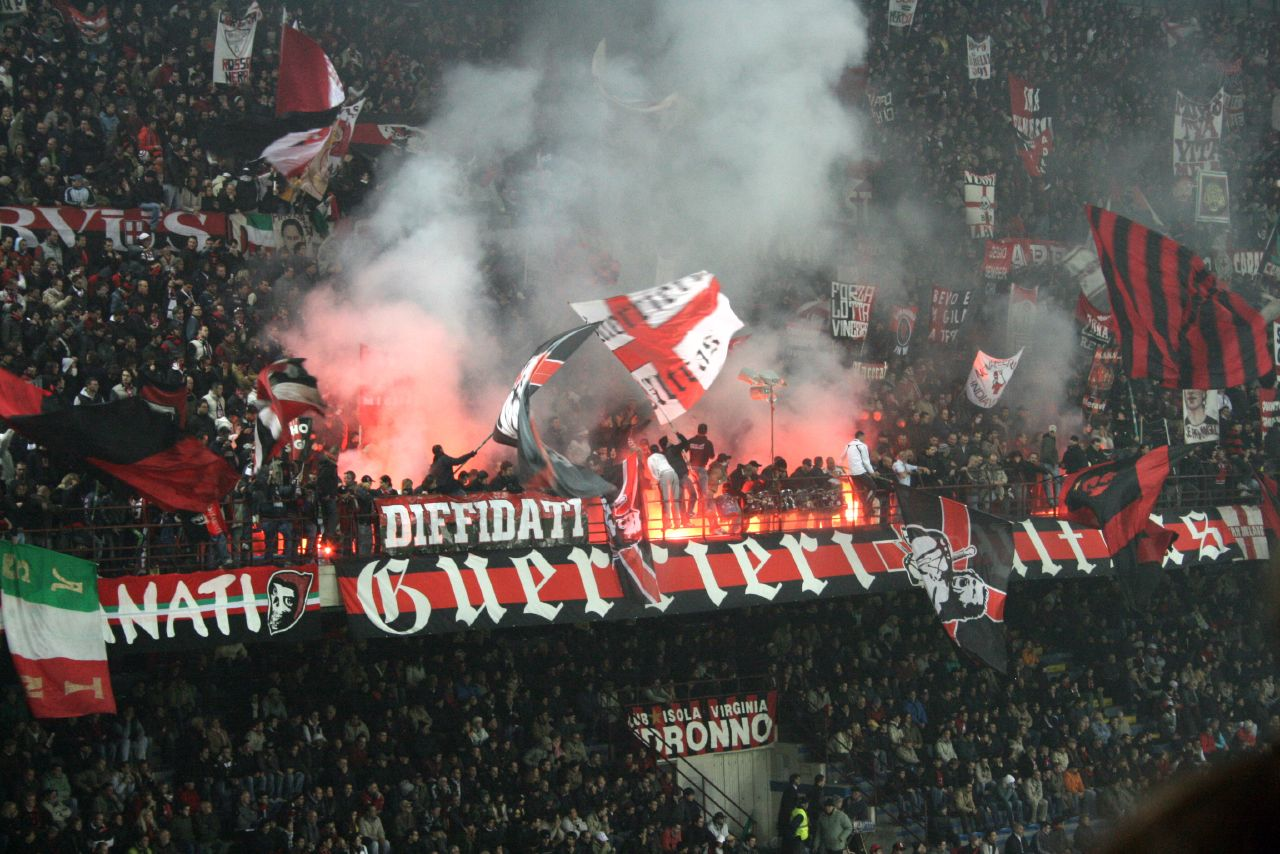
Brigate Rossonere

Fani Milanu stanowią jedną z największych i najstarszych zorganizowanych grup kibiców we Włoszech. Pierwsze grupy skupiały wielu emigrantów z południowych Włoch, którzy przybyli do Mediolanu w poszukiwaniu pracy. Tradycyjnie Milan był wspierany przez robotników i związkowców, podczas gdy Inter Mediolan był klubem typowej klasy średniej. Obecnie grupy kibiców nie są z reguły ukierunkowane politycznie, jednak wśród rossonerich nadal dominują fani ze środowisk robotniczych (zarówno lewicowi, jak i prawicowi). Brak grup o charakterze skrajnie prawicowym.
Kibice Milanu należą do bardziej spokojnych grup na Półwyspie Apenińskim. Awantury z ich udziałem zdarzają się stosunkowo rzadko. Jednocześnie milaniści pod względem opraw meczowych i zaangażowania w dopingowanie z trybun należą, zdaniem obserwatorów, do europejskiej czołówki.
Do najpoważniejszych incydentów z udziałem kibiców Milanu doszło w sezonie 1994/95. W meczu Ligi Mistrzów bramkarz Casino Salzburg został uderzony w głowę plastikową butelką rzuconą z trybun. Kilka tygodni później podczas meczu z Genoą jeden z kibiców gości został śmiertelnie pchnięty nożem.
Fani mediolańskiego klubu przyjaźnią się we Włoszech jedynie z kibicami Brescii, w przeszłości także z sympatykami Bolonii i Como. Do najbardziej nielubianych przez nich zespołów należą Juventus F.C., Verona, Inter Mediolan, ACF Fiorentina, AS Roma, Atalanta BC, SSC Napoli, UC Sampdoria, S.S. Lazio, Cagliari Calcio oraz Genoa CFC.
Na szczeblu międzynarodowym milanistów łączą pozytywne stosunki z kibicami hiszpańskiej Sevilli. Przyjaźń z sympatykami tego zespołu rozpoczęła się w meczu o Superpuchar Europy w 2007, przed którym zmarł piłkarz sewilskiej drużyny, Antonio Puerta. Kibice wspólnie oddali hołd hiszpańskiemu zawodnikowi, wzajemnie dopingując zawodników obu zespołów.

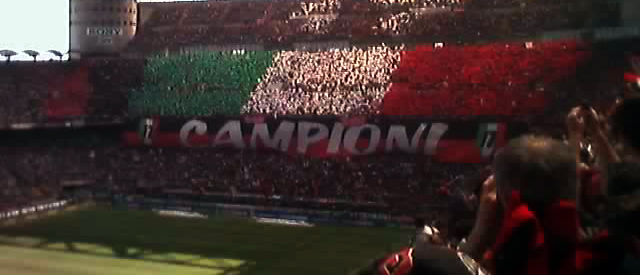
Kartonowa choreografia kibiców Milanu po zdobyciu mistrzostwa Włoch w 2004

Najbardziej zagorzali fani Milanu zasiadają w sektorze Curva Sud (Zakole Południowe). W sektorze tym zasiada do 10 000 kibiców. Przeciwległy sektor (Curva Nord) tradycyjnie przypisany jest kibicom Interu.
| Kibicujemy najlepszej drużynie jaką kiedykolwiek widział świat(fragment popularnej stadionowej pieśni kibiców Milanu) |

Kibice Milanu zorganizowani są w wiele nieoficjalnych grup, do których należą lub należały:
- Fossa dei Leoni (Jama Lwów) – najstarsza i największa grupa fanatycznych kibiców Milanu. Założona w 1968, zakończyła działalność w listopadzie 2005 po stracie swojej wyjazdowej flagi (niepisany zwyczaj włoskich grup)[52]. Apolityczna, liczyła do 10 000 członków.
- Brigate Rossonere – druga pod względem wielkości, założona w 1975, liczy ok. 3000 członków.
- Alternativa Rossonera – około 800 członków.
- Commandos Tigre – założona w 1967, około 300 członków.
- inne mniejsze grupy: Dannati, Gruppo Lucifero, Gruppo Veleno, Guerrieri Ultras Curva Sud Milano, Lord Kaos, Panthers, Prugne Korps, Rams, Rembambi, Sconvolts, Torcida Rossonera, Vecchia Guardia

Wszystkie najważniejsze sukcesy kibice Milanu świętują na Piazza del Duomo, placu przed mediolańską katedrą. Nieoficjalnym hymnem fanów klubu jest popularna w Mediolanie piosenka z lat 30. – O mia bela Madonina.

### Frekwencja

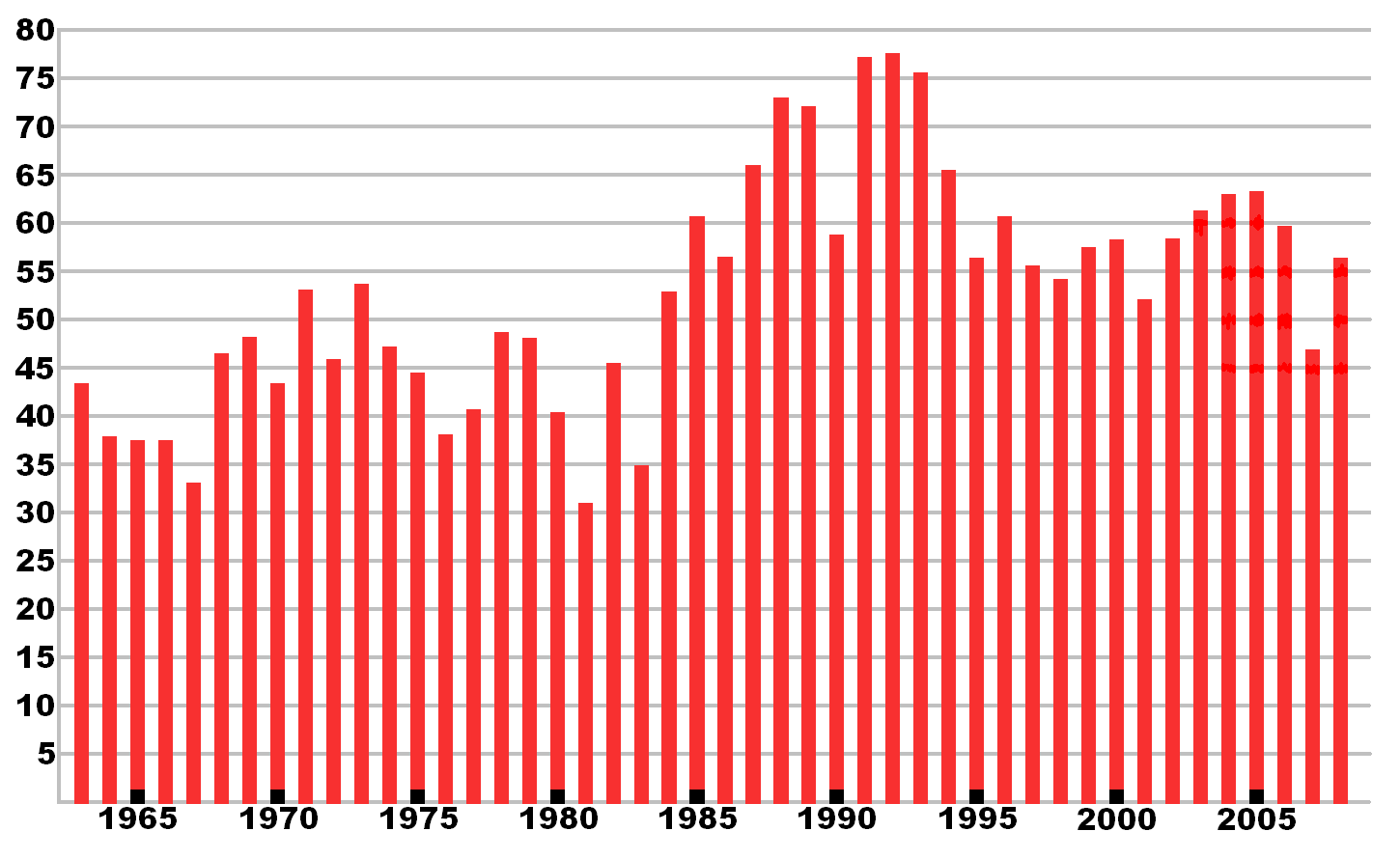
Wykres statystyczny przedstawiający średnią liczbę kibiców Milanu w poszczególnych sezonach na San Siro w meczach ligowych

| Milan jest jednym z czołowych klubów świata pod względem frekwencji na swoich domowych meczach. W sezonie 2007/08 mecze mediolańskiego zespołu w Serie A na San Siro oglądało średnio 56 642 widzów, co plasuje Milan na 9. miejscu w Europie i 1. we Włoszech. W ostatnich 10 sezonach liczba średnia liczba widzów wynosiła od ok. 47 do 63 tysięcy. Do legendy mediolańskiego klubu przeszedł mecz finałowy Pucharu Europy 1989 w Barcelonie. W stolicy Katalonii pojawiło się ok. 90 tysięcy kibiców Milanu. Frekwencja kibiców na ligowych meczach Milanu w ostatnich 10 sezonach: \| Sezon \| Widzów \| Ranking[56] \| \| Sezon \| Widzów \| Ranking[56] \| \| 1998/99 \| 57 760 \| 2 \| 2003/04 \| 63 245 \| 1 \| \| \| 1999/00 \| 58 522 \| 3 \| 2004/05 \| 63 595 \| 1 \| \| \| 2000/01 \| 52 304 \| 3 \| 2005/06 \| 59 993 \| 1 \| \| \| 2001/02 \| 58 616 \| 3 \| 2006/07 \| 47 117 \| 2 \| \| \| 2002/03 \| 61 534 \| 2 \| 2007/08 \| 56 642 \| 1 \| \| |        |         |         |        |        |         |
| Sezon | Widzów | Ranking |         | Sezon  | Widzów | Ranking |
| 1998/99 | 57 760 | 2       | 2003/04 | 63 245 | 1      |         |
| 1999/00 | 58 522 | 3       | 2004/05 | 63 595 | 1      |         |
| 2000/01 | 52 304 | 3       | 2005/06 | 59 993 | 1      |         |
| 2001/02 | 58 616 | 3       | 2006/07 | 47 117 | 2      |         |
| 2002/03 | 61 534 | 2       | 2007/08 | 56 642 | 1      |         |

### Popularność Milanu
Milan jest jednym z czołowych klubów pod względem liczby kibiców we Włoszech oraz na świecie. Według badań sondażowych liczba kibiców Milanu w Italii wynosi ok. 7.4 miliona. Bardziej popularnym klubem we Włoszech jest jedynie Juventus. Około 23% włoskich kibiców kibicuje Milanowi, według innego sondażu do grona kibiców mediolańskiego klubu zalicza się 12.4% populacji Włoch (w tym 20.3% wśród osób do 24 roku życia).
W Europie Milanowi kibicuje 22.2 miliona osób, co daje włoskiemu klubowi piąte miejsce na kontynencie (za Barceloną, Realem Madryt, Manchesterem United oraz Arsenalem) i pierwszą pozycję wśród zespołów Serie A.
Sympatię do mediolańskiego klubu deklaruje wielu sportowców, aktorów i polityków z Włoch i innych krajów świata. Jednym z nich był amerykański koszykarz Kobe Bryant, którego ojciec występował we włoskiej lidze koszykówki. Także inny amerykański gracz, Dennis Rodman, jest kibicem włoskiego klubu.

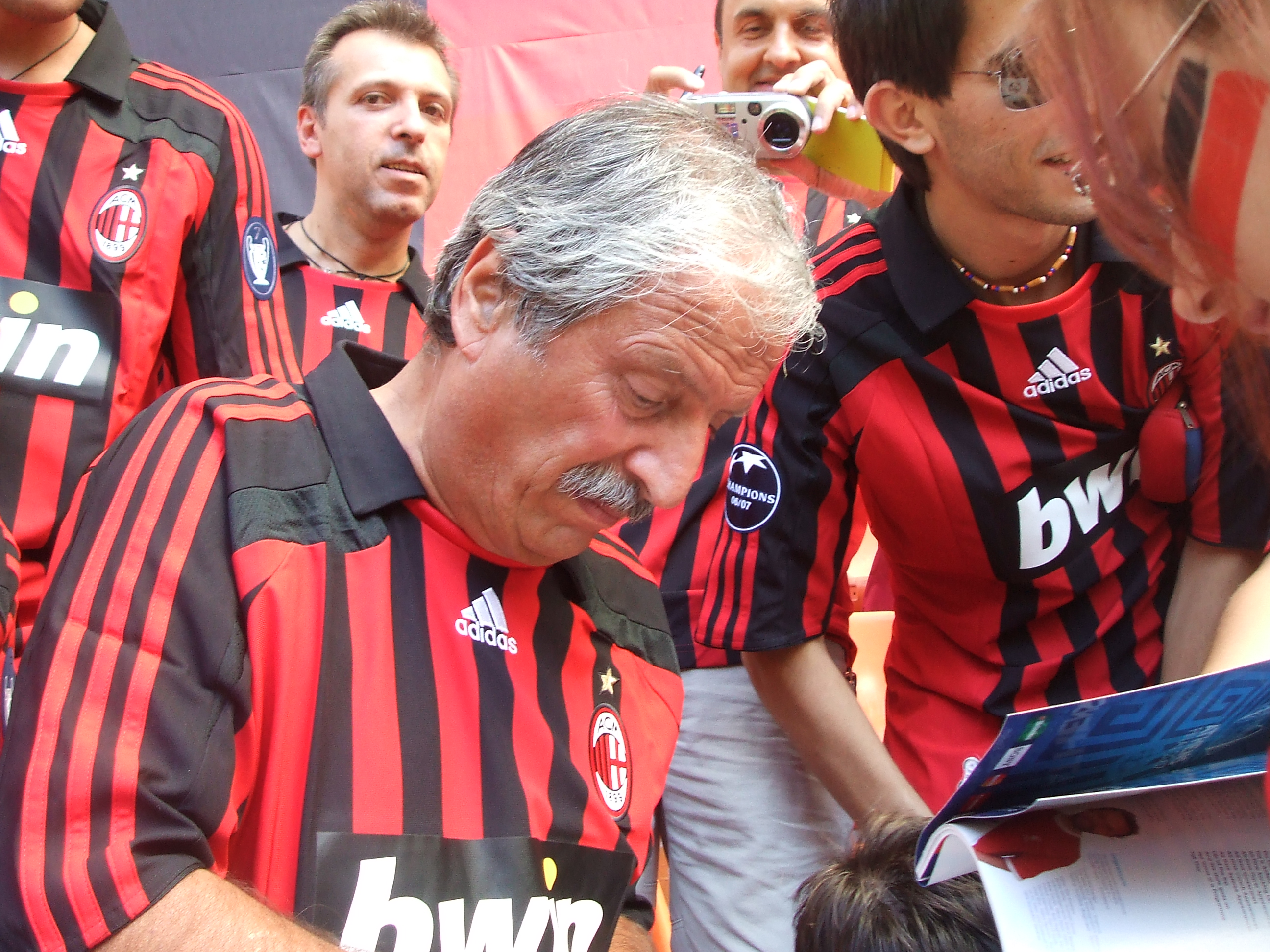
Tiziano Crudeli, włoski dziennikarz, kibic Milanu

Innymi znanymi sportowcami kibicującymi Milanowi są kierowcy Formuły 1 Felipe Massa oraz Robert Kubica, Antonio Rossi, pochodzący z lombardzkiego Lecco dwukrotny mistrz olimpijski w wioślarstwie oraz Diana Bianchedi, mistrzyni olimpijska w szermierce. Także mistrz świata w boksie zawodowym, Giacobbe Fragomeni, jest zagorzałym kibicem rossonerich. Do kibiców Milanu zaliczał się również zwycięzca kolarskich wyścigów Giro d’Italia i Tour de France – Marco Pantani.
Do najbardziej znanych kibiców Milanu wśród włoskich dziennikarzy sportowych należy Tiziano Crudeli. Uczucia do mediolańskiego zespołu deklaruje włoski aktor i scenarzysta Diego Abantuono, autor wielu cytatów na temat Milanu. Innymi kibicami mediolańskiego klubu z branży filmowej są: włoski komik Teo Teocoli oraz hiszpańska aktorka Natalia Estrada, była partnerka Paolo Berlusconiego, brata prezydenta Milanu.
Wśród polityków kibicujących Milanowi znajdują się Silvio Berlusconi – honorowy prezydent klubu, były premier Włoch i lider partii Forza Italia, a także Roberto Maroni z Ligi Północnej, były minister opieki społecznej. Kibicem Milanu jest również opozycyjny rywal Berlusconiego z partii komunistycznej, Fausto Bertinotti.
Milanowi kibicuje również brytyjski piosenkarz Robbie Williams oraz jeden z najlepszych tenisistów XXI w. Novak Đoković, a także potentat modowy(twórca kultowej marki Diesel) Renzo Rosso.

### Associazione Italiana Milan Clubs
Milan ma specjalną komórkę klubu, zrzeszającej wszystkie oficjalne fankluby zespołu – Associazione Italiana Milan Clubs (AIMC). Do AIMC należy wiele fanklubów z całego świata. W Polsce od 2001 roku aktywnie działa Milan Club Polonia. Milan Club Polonia jest jedynym oficjalnym fan klubem Milanu w Polsce. Powstał z myślą o zrzeszeniu polskich sympatyków rossonerich. Obecnie stowarzyszenie liczy 684 członków reprezentujących wszystkie regiony Polski i od sezonu 2012/13 jest największym oficjalnym fan klubem Milanu w Europie.
Poza Włochami fankluby milanistów znajdują się w takich krajach jak Australia, Belgia, Brazylia, Chiny, Chorwacja, Czechy, Dania, Francja, Grecja, Holandia, Kamerun, Kanada, Luksemburg, Malta, Niemcy, Polska, Serbia, Stany Zjednoczone i Szwajcaria.

## Symbole klubu

### Herb

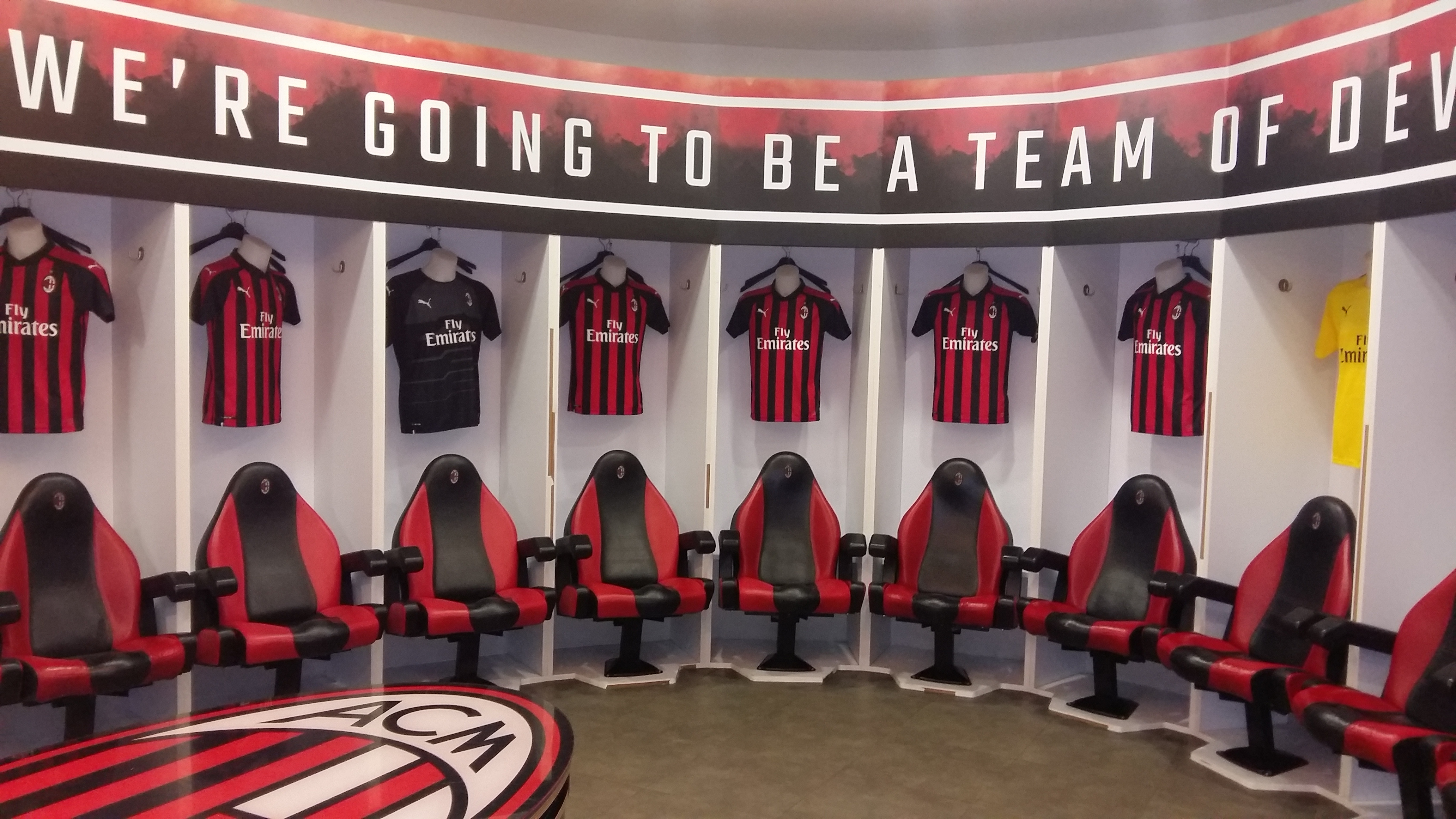
Stolik w szatni Milanu z klubowym logo

Flaga Mediolanu, wykorzystana w logo klubu

Herb klubu przedstawia połączenie klubowych barw w postaci czarno-czerwonych pasów oraz miejską flagę Mediolanu (czerwony krzyż na białym tle), oba elementy wpisane są w okrąg. Ponad nim znajduje się skrót nazwy zespołu – „ACM”, a poniżej – rok założenia (1899). Całość otoczona jest czerwoną elipsą. Często ponad właściwym logo umieszczona jest żółta, pięcioramienna gwiazda, przyznana Milanowi za osiągnięcie dziesięciu tytułów mistrza Włoch.
Z okazji stulecia klubu w roku 1999 klub przygotował specjalne logo w kształcie pucharu i składające się z wizerunku piłki oraz napisów 100 Milan, 1899 – 1999.

### Hymn Milanu
Hymnem Milanu (Inno Milan) jest utwór Milan, Milan! – utwór napisany z okazji zdobycia 11. tytułu mistrzowskiego w 1988. Od tego czasu utwór ten jest tradycyjnie odgrywany przed meczami drużyny na własnym boisku. Autorem słów jest Massimi Guantini, natomiast muzykę skomponował Tony Renis.

### Maskotka
Od 16 lutego 2006 Milan ma swoją oficjalną maskotkę o imieniu Milanello, zaprojektowaną przez Warner Bros. Milanello ma postać czerwonego diabła z piłką przy nodze, ubranego w strój mediolańskiego zespołu.
Do 2006 klubową maskotką była żółta postać o imieniu Dudy.

### Klubowe barwy i stroje

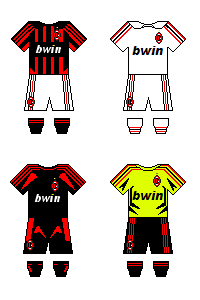
Komplet strojów Milanu w sezonie 2008/09, na górze: stroje domowe i stroje wyjazdowe, na dole: trzeci komplet strojów i stroje bramkarskie

Klubowe barwy Milanu to czerwony i czarny. Barwy te w momencie ich przyjęcia miały symbolizować: czerwień – kolor ognia (nawiązanie do symboliki piekła, diabły – pierwszy przydomek Milanu) i zapał do gry członków zespołu, natomiast czerń – strach przeciwników:
| Jesteśmy drużyną diabłów. Naszymi kolorami będą czerwony jak ogień i czarny jak strach naszych rywali!(Herbert Kilpin) |

Jednocześnie nawiązują one do barw zespołu klubu piłkarskiego z Nottingham, rodzinnego miasta Herberta Kilpina – założyciela Milanu.
Podstawowy strój graczy to koszulki w czerwone-czarne pasy, białe spodenki i czarne skarpetki. Strój wyjazdowy jest cały w kolorze białym, w takich strojach najczęściej grają też piłkarze Milanu w meczach finałowych europejskich pucharów. Czasem stosowany jest też trzeci komplet strojów – obecnie w całości w kolorze czarnym. Bramkarze Milanu od sezonu 2002/03 występują w ciemnożółtych (czasem zielonych) koszulkach, czarnych spodenkach i czarnych skarpetkach.
Od sezonu 2006/2007 na koszulkach mediolańskiego zespołu znajduje się logo oficjalnego sponsora – austriackiej firmy prowadzącej internetowe zakłady sportowe – bwin.com, z którą Milan podpisał czteroletni kontrakt. W poprzednich dwunastu sezonach głównym sponsorem zespołu był Opel. Od sezonu 2010/2011 na koszulkach Milanu widnieje logo nowego sponsora, linii lotniczych Emirates. Stroje zawodników są produkowane przez niemiecki Adidas.

### Przydomki
Najczęściej używanym przydomkiem Milanu jest rossoneri – „czerwono-czarni”, co związane jest z klubowymi barwami mediolańskiego zespołu. Drugim przydomkiem, który jest obecnie używany, jest diavolo – „diabeł”. W ten sposób Herbert Kilpin, jeszcze przed założeniem Milanu, określił drużynę którą miał zamiar utworzyć.
| To ostatnie zwycięstwo Genui, wkrótce będę w Mediolanie i zrobię z nich drużynę prawdziwych diabłów, przed którymi będziecie drżeć!(Herbert Kilpin) |

W pierwszej połowie XX wieku kibice Milanu byli nazywani przez fanów Interu i casciavitt (lub i casciavid) – „śrubokręty”. Było to związane ze stereotypem kibica – robotnika (fanami Milanu były osoby wywodzące się głównie ze środowisk robotniczych, bogatsi kibicowali Interowi). Określenie to, pochodzące z języka lombardzkiego, w późniejszych latach kibice przyjęli sami dla siebie, a casciavitt stał się nieoficjalnym przydomkiem zespołu.

## Media związane z klubem

### Forza Milan!
Czasopismo poświęcone Milanowi, miesięcznik. Założony w listopadzie 1963 przez dziennikarza Gino Sansoniego. Pierwotnie magazyn był oficjalnym pismem fanklubów drużyny. W 1979 Forza Milan! zyskał aprobatę władz Milanu jako oficjalne czasopismo klubu.
Forza Milan! zawiera informacje o zespołu i piłkarzach, wywiady oraz komentarze i dyskusje na tematy dotyczące zarówno aktualnej sytuacji zespołu, jak i jego celów na przyszłość oraz działalności społecznej klubu. Ma też działy poświęcone drużynom juniorskim oraz oficjalnym fanklubom.
Od stycznia 1997 magazyn wydawany jest przez wydawnictwo Panini Comics. Redaktorem naczelnym czasopisma jest Fabrizio Melegari. Z czasopismem współpracują tacy dziennikarze jak Tiziano Crudeli, Mauro Suma, Charles Pellegatti i Luca Serafini. Cena czasopisma w 2009 wynosi 3.5 euro.

### Milan Channel
Cyfrowy, kodowany kanał telewizyjny w stu procentach poświęcony mediolańskiej drużynie. Założony na stulecie klubu, pierwszą transmisję przeprowadził 16 grudnia 1999. Przez całą dobę kanał prezentuje historię i teraźniejszość klubu, programy o zawodnikach, wywiady i najnowsze informacje o zespole.
Stacja znajduje się na platformie cyfrowej Sky Italia na kanale 230. Jako pierwsza stacja klubowa we Włoszech przekroczyła liczbę 50 000 widzów abonujących kanał. Prezesem stacji jest Ricardo Silva, funkcję dyrektora programowego pełni Mauro Suma. W 2009 miesięczny abonament wynosi 8.72 euro.

### Radio Milan Inter
Prywatna stacja z siedzibą w Mediolanie poświęcona w głównej mierze zespołom Milanu oraz Interu. Założona 23 grudnia 2005 jako MilanInter FM przez Giorgio Michelettiego i Lukę Galliatiego.
W 2008 stacja ma średnio 48 tysięcy słuchaczy. Radio Milan Inter jest również bezpłatnie dostępne w internecie.

## Obiekty związane z klubem

### Milanello
Nowoczesny ośrodek treningowy Milanu, położony ok. 40 km od Mediolanu, w pobliżu Varese. Zbudowany w 1963 z inicjatywy Andrei Rizzoliego, w większości został przebudowany podczas kadencji prezydenta Berlusconiego. Otoczony lasem obiekt zajmuje powierzchnię 1600 hektarów. W Milanello oprócz piłkarzy Milanu często trenuje także reprezentacja Włoch.
Milanello ma dwa treningowe, kilkudziesięciometrowe boiska oraz bieżnię o długości ponad 1 kilometra. Na terenie obiektu znajduje się też centrum wypoczynkowo-konferencyjne oraz sala gimnastyczna wyposażona w najnowsze osiągnięcia techniki sportowej, mające na celu doprowadzenie graczy Milanu do optymalnej sprawności fizycznej.
Treningi w Milanello można oglądać na klubowym kanale Milan Channel dzięki sieci kamer umieszczonych na terenie ośrodka.

### Milan Lab
Utworzone w lipcu 2002 nowoczesne biomechaniczne centrum badawcze, zajmujące się analizą formy i parametrów psychofizycznych graczy Milanu. Każdy z piłkarzy przechodzi w nim regularne badania, sprawdzające m.in. odporność psychiczną, czas reakcji czy też parametry mięśni. Systemy komputerowe analizują wszystkie dane, dobierając optymalny rodzaj treningu, a także dietę zawodnika, co pozwala w znacznym stopniu obniżyć prawdopodobieństwo spadku formy lub kontuzji. W Milan Lab piłkarze odbywają również zajęcia z psychologiem.
Bezpośrednią przyczyną powstania laboratorium był przypadek Fernando Redondo, którego zatrudnienie kosztowało mediolański klub olbrzymią kwotę, podczas gdy już na pierwszym treningu argentyński gracz odniósł kontuzję. Wyeliminowała go ona z gry na dwa lata. Od tego czasu, dzięki współpracy klubu z biomechanikami, liczba niespodziewanych urazów w zespole spadła w znaczący sposób.

### New Milan Point
Oficjalny sklep Milanu. W jego asortymencie znajdują się nie tylko oficjalne stroje zespołu czy też sprzęt sportowy z autografami piłkarzy, lecz także wiele innych przedmiotów z logo mediolańskiego klubu.
Obiekt znajduje się na trzech poziomach, z czego jeden ma oficjalną klubową kawiarnię i salę kinową. Prezentowane są w niej wszystkie wyjazdowe spotkania Milanu, a w pozameczowym czasie transmitowana jest klubowa telewizja.

## Piłkarze w historii klubu

### Galeria sławy
Najwybitniejsi piłkarze w historii Milanu, umieszczeni w galerii sławy włoskiego klubu (Hall of Fame). Należy do niej 51 sław piłkarskich i trenerskich: 48 wymienionych poniżej zawodników oraz 7 trenerów (Nereo Rocco, Arrigo Sacchi, Giuseppe Viani, Fabio Capello, Giovanni Trapattoni, Carlo Ancelotti i Leonardo). Czterej ostatni byli zarówno szkoleniowcami, jak i graczami mediolańskiego zespołu.
| - Demetrio Albertini - José Altafini - Carlo Ancelotti - Roberto Baggio - Franco Baresi - Oliver Bierhoff - Zvonimir Boban - Ruben Buriani - Cafu - Fabio Capello - Alessandro Costacurta - Fabio Cudicini - Marcel Desailly - Roberto Donadoni - Alberigo Evani - Filippo Galli | - Giovanni Galli - Gunnar Gren - Ruud Gullit - Kaká - Leonardo - Nils Liedholm - Giovanni Lodetti - Aldo Maldera - Cesare Maldini - Paolo Maldini - Daniele Massaro - Gunnar Nordahl - Pierino Prati - Luigi Radice - Frank Rijkaard - Gianni Rivera | - Roberto Rosato - Sebastiano Rossi - Manuel Rui Costa - Dino Sani - Dejan Savićević - Juan Alberto Schiaffino - Karl-Heinz Schnellinger - Serginho - Marco Simone - Andriy Shevchenko - Angelo Benedicto Sormani - Mauro Tassotti - Giovanni Trapattoni - Marco van Basten - Pietro Paolo Virdis - George Weah |

### Mistrzowie świata w zespole Milanu
| - José Altafini (Brazylia, MŚ 1958) - Amarildo (Brazylia, MŚ 1962) - Pietro Arcari (Włochy, MŚ 1934) - Franco Baresi (Włochy, MŚ 1982) - Claudio Borghi (Argentyna, MŚ 1986) - Cafú (Brazylia, MŚ 1994 i 2002) - Fulvio Collovati (Włochy, MŚ 1982) - Marcel Desailly (Francja, MŚ 1998) - Dida (Brazylia, MŚ 2002) - Christophe Dugarry (Francja, MŚ 1998) - Giovanni Galli (Włochy, MŚ 1982) - Gennaro Gattuso (Włochy, MŚ 2006) - Alcides Ghiggia (Urugwaj, MŚ 1950) - Alberto Gilardino (Włochy, MŚ 2006) - Jimmy Greaves (Anglia, MŚ 1966) - Filippo Inzaghi (Włochy, MŚ 2006) - Kaká (Brazylia, MŚ 2002) | - Leonardo (Brazylia, MŚ 1994) - Daniele Massaro (Włochy, MŚ 1982) - Giuseppe Meazza (Włochy, MŚ 1934 i 1938) - Alessandro Nesta (Włochy, MŚ 2006) - Massimo Oddo (Włochy, MŚ 2006) - Pietro Pasinati (Włochy, MŚ 1938) - Andrea Pirlo (Włochy, MŚ 2006) - Rivaldo (Brazylia, MŚ 2002) - Ronaldinho (Brazylia, MŚ 2002) - Ronaldo (Brazylia, MŚ 1994 i 2002) - Paolo Rossi (Włochy, MŚ 1982) - Roque Júnior (Brazylia, MŚ 2002) - Dino Sani (Brazylia, MŚ 1958) - Juan Alberto Schiaffino (Urugwaj, MŚ 1950) - Patrick Vieira (Francja, MŚ 1998) - Pietro Vierchowod (Włochy, MŚ 1982) - Gianluca Zambrotta (Włochy, MŚ 2006) - Marco Amelia (Włochy, MŚ 2006) |

### Piłkarze FIFA 100
Na liście FIFA 100, przygotowanej na jubileusz stulecia FIFA znajduje się 123 mężczyzn i 2 kobiety, uznanych za najwybitniejszych graczy w historii. Znajduje się na niej 26 piłkarzy, którzy występowali w mediolańskim zespole.
- Argentyńczycy (1): Hernán Crespo
- Brazylijczycy (4): Cafu, Rivaldo, Ronaldinho, Ronaldo
- Duńczycy (1): Brian Laudrup
- Francuzi (4): Marcel Desailly, Jean-Pierre Papin, Patrick Vieira
- Liberyjczycy (1): George Weah
- Holendrzy (6): Edgar Davids, Ruud Gullit, Patrick Kluivert, Frank Rijkaard, Clarence Seedorf, Marco van Basten
- Portugalczycy (1): Rui Costa
- Ukraińcy (1): Andrij Szewczenko
- Włosi (7): Roberto Baggio, Franco Baresi, Paolo Maldini, Alessandro Nesta, Gianni Rivera, Paolo Rossi, Christian Vieri

### Kapitanowie Milanu
W historii Milanu funkcję kapitana drużyny pełniło 41 zawodników. Trzech z nich dostąpiło tego zaszczytu dwukrotnie: Giuseppe Bonizzoni (1934/35-1935/36 i 1938/39-1939/40), Giuseppe Antonini (1942/43-1943/44 i 1945/46-1948/49) oraz Gianni Rivera (1966/67-1974/75 i 1976/77-1978/79).
Pierwszym kapitanem drużyny był Anglik David Allison, pełnił on tę funkcję w pierwszym meczu klubu, po czym zastąpił go Herbert Kilpin. Od sezonu 1997/98 do sezonu 2008/2009 był nim Paolo Maldini. Najdłużej – 15 sezonów – funkcję kapitana pełnił Franco Baresi (1982/83-1996/97).

### Reprezentanci Włoch

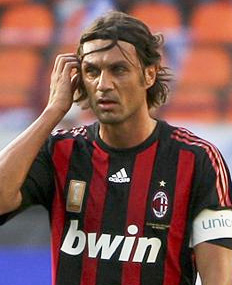
Paolo Maldini – spośród piłkarzy Milanu zawodnik z największą liczbą występów w narodowej reprezentacji Włoch

W piłkarskiej reprezentacji Włoch zagrało 90 piłkarzy, którzy w momencie wyjścia na boisko znajdowali się w składzie mediolańskiego zespołu. Jako pierwsi we włoskiej drużynie zagrali Aldo Cevenini i Pietro Lana, występując 15 maja 1910 w debiutanckim meczu drużyny narodowej przeciwko reprezentacji Francji. Mecz zakończył się zwycięstwem włoskiego zespołu 6:2, a Lana zdobył 3 bramki, w tym pierwszą bramkę tej drużyny w historii. Z kolei ostatnim debiutantem w reprezentacji Włoch, jako zawodnik Milanu, był Stephan El Shaarawy, którego debiut przypadł na dzień 15 sierpnia 2012.
Najwięcej spotkań w zespole Italii spośród zawodników Milanu rozegrali: Paolo Maldini – 126 (w liczbie występów wyprzedza go jedynie bramkarz Gianluigi Buffon, który ma na swoim koncie 146 meczów), Franco Baresi – 81, Demetrio Albertini – 79 oraz Alessandro Nesta – 78. Z kolei były zawodnik Milanu Andrea Pirlo, zaliczył 116 występów w narodowej kadrze.
Najskuteczniejszymi strzelcami w Squadra Azzurra byli Roberto Baggio – 27 goli, Filippo Inzaghi – 25 oraz Christian Vieri – 23.

## Prezesi klubu
| Lp. | Imię i nazwisko                                 | Okres urzędowania | Okres urzędowania |
| --- | ----------------------------------------------- | ----------------- | ----------------- |
| 1.  | Alfred Edwards                                  | 1899              | 1909              |
| 2.  | Giannino Camperio                               | 1909              | 1909              |
| 3.  | Piero Pirelli                                   | 1909              | 1928              |
| 4.  | Luigi Ravasco                                   | 1928              | 1930              |
| 5.  | Mario Bernazzoli                                | 1930              | 1933              |
| 6.  | Luigi Ravasco                                   | 1933              | 1935              |
| 7.  | Pietro Annoni                                   | 1935              | 1936              |
| 8.  | Pietro Annoni Giovanni Lorenzini Rino Valdemeri | 1936              | 1937              |
| 9.  | Emilio Colombo                                  | 1937              | 1939              |
| 10. | Achille Invernizzi                              | 1939              | 1940              |
| 11. | Umberto Trabattoni                              | 1940              | 1944              |
| 12. | Antonio Busini                                  | 1944              | 1945              |
| 13. | Umberto Trabattoni                              | 1945              | 1954              |
| 14. | Andrea Rizzoli                                  | 1954              | 1963              |
| 15. | Felice Riva                                     | 1963              | 1965              |
| 16. | Federico Sordillo                               | 1965              | 1966              |

| Lp. | Imię i nazwisko   | Okres urzędowania | Okres urzędowania |
| --- | ----------------- | ----------------- | ----------------- |
| 17. | Luigi Carraro     | 1966              | 1967              |
| 18. | Franco Carraro    | 1967              | 1971              |
| 19. | Federico Sordillo | 1971              | 1972              |
| 20. | Albino Buticchi   | 1972              | 1975              |
| 21. | Bruno Pardi       | 1975              | 1976              |
| 22. | Vittorio Duina    | 1976              | 1977              |
| 23. | Felice Colombo    | 1977              | 1980              |
| 24. | Gaetano Morazzoni | 1980              | 1982              |
| 25. | Giuseppe Farina   | 1982              | 1986              |
| 26. | Rosario Lo Verde  | 1986              | 1986              |
| 27. | Silvio Berlusconi | 1986              | 2004              |
| 28. | brak              | 2004              | 2006              |
| 29. | Silvio Berlusconi | 2006              | 2008              |
| 30. | brak              | 2008              | 2012              |
| 31. | Silvio Berlusconi | 2012              | 2017              |
| 32. | Li Yonghong       | 2017              | 2018              |
| 33. | Paolo Scaroni     | 2018              | obecnie           |

## Trenerzy zespołu
Trenerska historia Milanu zawiera kilkadziesiąt nazwisk, począwszy od Herberta Kilpina. Jednak w pierwszych latach klubu formalne stanowisko trenera nie istniało. Niektóre źródła traktują jako pierwszego trenera Daniele Angeloniego, który dowodził piłkarzami mediolańskiego zespołu w 1907, czasem jako pierwszy szkoleniowiec rossonerich wymieniany jest Ferdinand Oppenheim, pracujący w klubie w latach 1922–1924.
Wielokrotnie w dziejach Milanu istniało stanowisko dyrektora technicznego. Dyrektorzy często mieli większy wpływ na zespół niż szkoleniowcy formalnie zatrudnieni na stanowisku trenera. Jako pierwszy, w latach 1937–1940, był nim József Bánás. Ostatnim jak dotychczas dyrektorem technicznym Milanu był w 2001 Fatih Terim.
Trzykrotnie zdarzyło się, że Milan miał osobnego trenera dowodzącego zespołem w konkretnych rozgrywkach. W 1953 w meczach Pucharu Łacińskiego na ławce trenerskiej zasiadał Gunnar Gren, w 1958 w meczach Pucharu Włoch Milan był prowadzony przez Luigi Bonizzoniego, a w 1961 szkoleniowcem Milanu w meczach o Puchar Przyjaźni był Nereo Rocco.
Dotychczasowym rekordzistą, jeśli chodzi o najdłuższy nieprzerwany staż trenerski w Milanie, był Herbert Kilpin, który przez 6 lat (1900-1906) był trenerem rossonerich. Po 5 lat bez przerwy pracowali we włoskim zespole profesjonalni szkoleniowcy: Nereo Rocco (1967–1972) i Fabio Capello (1991−1996), obaj trenowali Milan także w innych latach, jednak w krótszym okresie. Obecnie rekord należy do Carlo Ancelottiego, który trenował mediolański klub od 2001, a opuścił zespół po sezonie 2008/09.
Część szkoleniowców Milanu miało za sobą karierę piłkarską w tym zespole. Należą lub należeli do nich tacy trenerzy jak Carlo Ancelotti, Daniele Angeloni, Paolo Barison, Fabio Capello, Gennaro Gattuso, Massimo Giacomini, Gunnar Gren, Filippo Inzaghi, Nils Liedholm, Cesare Maldini, Giorgio Morini, Hector Puricelli, Luigi Radice, Clarence Seedorf i Giovanni Trapattoni.
Chronologiczna lista trenerów Milanu:
| Lp. | Imię i nazwisko                  | Okres urzędowania | Okres urzędowania |
| --- | -------------------------------- | ----------------- | ----------------- |
| 1.  | Herbert Kilpin                   | 1900              | 1908              |
| 2.  | Daniele Angeloni                 | 1906              | 1907              |
| 3.  | Komisja Techniczna               | 1907              | 1910              |
| 4.  | Giovanni Camperio                | 1910              | 1911              |
| 5.  | Komisja Techniczna               | 1911              | 1914              |
| 6.  | Guido Moda                       | 1915              | 1922              |
| 7.  | Ferdinand Oppenheim              | 1922              | 1924              |
| 8.  | Vittorio Pozzo                   | 1924              | 1926              |
| 9.  | Guido Moda                       | 1926              | 1926              |
| 10. | Herbert Burgess                  | 1926              | 1928              |
| 11. | Engelbert König                  | 1928              | 1931              |
| 12. | József Bánás                     | 1931              | 1933              |
| 13. | József Viola                     | 1933              | 1934              |
| 14. | Adolfo Baloncieri                | 1934              | 1937              |
| 15. | William Garbutt                  | 1937              | 1937              |
| 16. | Hermann Felsner József Bánás     | 1937              | 1938              |
| 17. | József Viola                     | 1938              | 1940              |
| 18. | Antonio Busini Guido Ara         | 1940              | 1941              |
| 19. | Mario Magnozzi                   | 1941              | 1943              |
| 20. | Giuseppe Santagostino            | 1943              | 1945              |
| 21. | Adolfo Baloncieri Antonio Busini | 1945              | 1946              |
| 22. | Giuseppe Bigogno Antonio Busini  | 1946              | 1947              |
| 23. | Giuseppe Bigogno                 | 1947              | 1948              |
| 24. | Giuseppe Bigogno Antonio Busini  | 1948              | 1949              |
| 25. | Antonio Busini Lajos Czeizler    | 1949              | 1952              |
| 26. | Antonio Busini Mario Sperone     | 1952              | 1953              |
| 27. | Antonio Busini Gunnar Gren       | 1953              | 1953              |
| 28. | Antonio Busini Arrigo Morselli   | 1953              | 1953              |
| 29. | Béla Guttmann                    | 1953              | 1955              |
| 30. | Hector Puricelli                 | 1955              | 1956              |
| 31. | Giuseppe Viani                   | 1956              | 1958              |
| 32. | Luigi Bonizzoni Giuseppe Viani   | 1958              | 1960              |
| 33. | Paolo Todeschini Giuseppe Viani  | 1960              | 1961              |
| 34. | Nereo Rocco Giuseppe Viani       | 1961              | 1963              |
| 35. | Luis Carniglia Giuseppe Viani    | 1963              | 1964              |
| 36. | Nils Liedholm Giuseppe Viani     | 1964              | 1965              |
| 37. | Nils Liedholm                    | 1965              | 1966              |

| Lp. | Imię i nazwisko                 | Okres urzędowania | Okres urzędowania |
| --- | ------------------------------- | ----------------- | ----------------- |
| 38. | Giovanni Cattozzo               | 1966              | 1966              |
| 39. | Arturo Silvestri                | 1966              | 1967              |
| 40. | Nereo Rocco                     | 1967              | 1972              |
| 41. | Cesare Maldini Nereo Rocco      | 1962              | 1973              |
| 42. | Nereo Rocco                     | 1973              | 1973              |
| 43. | Cesare Maldini Nereo Rocco      | 1973              | 1974              |
| 44. | Cesare Maldini                  | 1974              | 1974              |
| 45. | Giovanni Trapattoni             | 1974              | 1974              |
| 46. | Gustavo Giagnoni                | 1974              | 1975              |
| 47. | Nereo Rocco Giovanni Trapattoni | 1975              | 1975              |
| 48. | Paolo Barison Nereo Rocco       | 1975              | 1976              |
| 49. | Giuseppe Marchioro              | 1976              | 1977              |
| 50. | Nereo Rocco                     | 1977              | 1977              |
| 51. | Nils Liedholm                   | 1977              | 1979              |
| 52. | Massimo Giacomini               | 1979              | 1981              |
| 53. | Italo Galbiati                  | 1981              | 1981              |
| 54. | Luigi Radice                    | 1981              | 1982              |
| 55. | Italo Galbiati                  | 1982              | 1982              |
| 56. | Francesco Zagatti               | 1982              | 1982              |
| 57. | Ilario Castagner                | 1982              | 1984              |
| 58. | Italo Galbiati                  | 1984              | 1984              |
| 59. | Nils Liedholm                   | 1984              | 1987              |
| 60. | Fabio Capello                   | 1987              | 1987              |
| 61. | Arrigo Sacchi                   | 1987              | 1991              |
| 62. | Fabio Capello                   | 1991              | 1996              |
| 63. | Óscar Tabárez                   | 1996              | 1996              |
| 64. | Arrigo Sacchi                   | 1996              | 1997              |
| 65. | Fabio Capello                   | 1997              | 1998              |
| 66. | Alberto Zaccheroni              | 1998              | 2001              |
| 67. | Cesare Maldini Mauro Tassotti   | 2001              | 2001              |
| 68. | Fatih Terim                     | 2001              | 2001              |
| 69. | Carlo Ancelotti                 | 2001              | 2009              |
| 70. | Leonardo                        | 2009              | 2010              |
| 71. | Massimiliano Allegri            | 2010              | 2014              |
| 72. | Mauro Tassotti                  | 2014              | 2014              |
| 73. | Clarence Seedorf                | 2014              | 2014              |
| 74. | Filippo Inzaghi                 | 2014              | 2015              |
| 75. | Siniša Mihajlović               | 2015              | 2016              |
| 76. | Cristian Brocchi                | 2016              | 2016              |
| 77. | Vincenzo Montella               | 2016              | 2017              |
| 78. | Gennaro Gattuso                 | 2017              | 2019              |
| 79. | Marco Giampaolo                 | 2019              | 2019              |
| 80. | Stefano Pioli                   | 2019              | 2024              |
| 81. | Paulo Fonseca                   | 2024              | 2024              |
| 82. | Sérgio Conceição                | 2024              | 2025              |
| 83. | Massimiliano Allegri            | 2025              | Obecnie           |

## Rywalizacja sportowa
Milan ma wielu rywali, z którymi toczy długoletnią rywalizację. Najczęściej mediolański klub grał z Interem Mediolan – 269 razy, Juventusem – 254, AC Torino – 188, AS Roma – 166, FC Bologna – 160, S.S. Lazio – 153, ACF Fiorentina – 150, Genoa CFC – 124, Atalantą BC i Sampdorią – po 121.
Na szczeblu międzynarodowym Milan spotykał się najczęściej z zespołami: Real Madryt – 12 razy, FC Barcelona – 11, AFC Ajax i Bayern Monachium – po 10 oraz FC Porto – 9.
Bilans Milanu w oficjalnych spotkaniach według stanu na koniec sezonu 2007/08:
| Rozgrywki                  | Sezony | Mecze | Zwycięstwa Milanu | Remisy | Porażki Milanu | Bramki zdobyte | Bramki stracone |
| Mistrzostwa Włoch          | 102    | 2945  | 1416              | 850    | 679            | 5025           | 3156            |
| Puchar Włoch               | 60     | 340   | 176               | 92     | 72             | 583            | 333             |
| Superpuchar Włoch          | 8      | 8     | 4                 | 2      | 2              | 13             | 8               |
| Puchar Europy              | 23     | 205   | 112               | 48     | 45             | 361            | 176             |
| Puchar Zdobywców Pucharów  | 4      | 30    | 17                | 10     | 3              | 47             | 20              |
| Puchar UEFA                | 11     | 73    | 36                | 14     | 23             | 104            | 70              |
| Superpuchar Europy         | 7      | 12    | 7                 | 3      | 2              | 13             | 11              |
| Puchar Interkontynentalny  | 7      | 10    | 4                 | 1      | 5              | 17             | 15              |
| Klubowe Mistrzostwa Świata | 1      | 2     | 2                 | 0      | 0              | 5              | 2               |
| Pozostałe rozgrywki        | –      | 127   | 70                | 23     | 34             | 273            | 166             |
| Razem                      | •      | 3752  | 1844              | 1043   | 865            | 6441           | 3957            |

### Derby Mediolanu
Jednym z najważniejszych wydarzeń w piłkarskim kalendarzu Milanu są derby Mediolanu (potocznie nazywane Derby della Madonnina) z Interem. Mediolańskie derby należą do najstarszych i najczęściej rozgrywanych meczów derbowych w światowej piłce nożnej. W latach 1908–2015 odbyło się 215 takich spotkań.
Derby Mediolanu są rozgrywane głównie w Serie A, czasem także w Pucharze Włoch. Dwukrotnie (razem cztery rozegrane mecze) Milan trafiał na Inter w dwumeczach Ligi Mistrzów: w półfinale sezonu 2002/03 oraz w ćwierćfinale sezonu 2004/05. W obu przypadkach do kolejnej rundy awansował Milan. Ponadto tradycją stały się przedsezonowe mecze o Trofeum TIM (niegdyś z udziałem Juventusu, obecnie z Sassuolo), lecz nie są one zaliczane do oficjalnych statystyk (mecze trwają po 45 minut).
Derby Mediolanu znane są z gorącej atmosfery na trybunach, jednak z reguły nie dochodziło do poważniejszych zakłóceń porządku. Na stadionie pojawia się wtedy wiele flag i transparentów dotyczących obu zespołów, często o charakterze ironicznym i humorystycznych. Jednym z wyjątków był mecz w ćwierćfinale Ligi Mistrzów 2004/05, gdy bramkarz Milanu Dida został trafiony przez kibica Interu racą w bark. Mecz został przerwany, a następnie Milanowi został przyznany walkower.
W ogólnej statystyce meczów derbowych lepszy jest Inter, który wygrał 76 meczów w stosunku do 74 Milanu. W samej Serie A przewagę ma Inter (69 zwycięstwa tego zespołu i 61 Milanu). Jedyny mecz pomiędzy tymi zespołami na szczeblu finałowym odbył się w roku 1977. W finale Pucharu Włoch Milan wygrał 2:0.
Pierwszy, nieoficjalny mecz pomiędzy mediolańskimi zespołami odbył się w 1908 i zakończył zwycięstwem Milanu 6:3. Natomiast pierwszy mecz oficjalny został rozegrany 18 października tego samego roku. W spotkaniu o Puchar Chiasso rossoneri wygrali 2:1 po golach Lany i Forlano.
Najwyższe zwycięstwo w tej rywalizacji Milan odniósł w 1918, wygrywając w meczu o Puchar Mauro 8:1 (5 goli Aldo Ceveniniego, 2 gole jego brata Luigiego i 1 gol Mariniego). Inter wygrał zaś w 1910 w wyjazdowym meczu w ramach mistrzostw Włoch 5:0.
6 lutego 1949 w meczu Serie A padł najwyższy remis – 4:4. Bramki dla Milanu zdobyli Annovazzi, Sloan oraz dwie Nordahl. Natomiast 6 listopada tego samego roku padło 11 bramek – Inter wygrał 6:5 (bramki dla Milanu: Candiani II – dwie, Nordahl, Liedholm i Annovazzi). Natomiast w XXI wieku najwięcej bramek w meczu derbowym padło 29 października 2006 – Milan przegrał u siebie 3:4 (gole Seedorfa, Gilardino i Kaki).
11 maja 2001 w meczu Serie A Milan odniósł swoje najwyższe zwycięstwo w tych rozgrywkach nad Interem, wygrywając 6:0 (po dwa gole Comandiniego i Szewczenki oraz po jednym Giunto i Serginho).
W ostatnim z dotychczas rozegranych spotkań, 31 stycznia 2016 roku, Milan pokonał rywali 3:0.
Bilans Milanu w derbach Mediolanu według stanu na 31 stycznia 2016:
| Mecze | Zwycięstwa Milanu | Remisy | Zwycięstwa Interu | Bramki Milanu | Bramki Interu |
| 216   | 75                | 65     | 76                | 290           | 291           |

### Mecze z Juventusem
Rywalem Milanu, z którym ten ostatni rozegrał największą liczbę spotkań, jest Juventus F.C. Oba kluby do końca sezonu 2009/10 spotkały się aż 254 razy. Żaden z klubów nie uzyskał znaczącej przewagi w tej rywalizacji, na tamten czas minimalnie lepszy bilans posiadał Milan. Jest to rywalizacja dwóch najbardziej utytułowanych włoskich drużyn.
Oprócz spotkań w Serie A oba zespoły spotykają się każdego roku w corocznym spotkaniu o Trofeo Luigi Berlusconi. W meczach o to trofeum 8 razy lepszy był Juventus, 6 razy Milan.
Najwyższe zwycięstwa Milan odniósł w latach 1901 (7:0 w meczu towarzyskim) i 1912 (8:1 w mistrzostwach Włoch), Juventus – w latach 1925 (6:0) i 1927 (8:2, oba mecze w ramach mistrzostw Włoch). Do historii przeszło również wyjazdowe ligowe zwycięstwo Milanu w 1950 (7:1, po trzech bramkach Nordahla i po jednej Grena, Liedholma, Buriniego i Candianiego). Triumf ten Mediolańczycy odnieśli po wodzą węgierskiego trenera Lajosa Czeizlera.
Juventus zrewanżował się w 1996, wygrywając 6:1. Oba powyższe wyniki to najwyższe porażki tych klubów w historii na własnym boisku.
Trzykrotnie oba zespoły spotykały się w finale Pucharu Włoch. W latach 1942 i 1990 w finałowych dwumeczach lepszy okazał się Juventus, w 1973 w Rzymie w decydującym spotkaniu po rzutach karnych wygrał Milan.
Jednym z najważniejszych momentów tej rywalizacji był finał Ligi Mistrzów w sezonie 2002/03. Na stadionie w Manchesterze padł wówczas bezbramkowy remis, a w rzutach karnych lepsi okazali się piłkarze Milanu wygrywając 3-2. Był to pierwszy i jedyny finał Pucharu Europy z udziałem dwóch włoskich zespołów.
Bilans Milanu w meczach z Juventusem według stanu na 7 maja 2009:
| Mecze | Zwycięstwa Milanu | Remisy | Zwycięstwa Juventusu | Bramki Milanu | Bramki Juventusu |
| 254   | 88                | 80     | 86                   | 374           | 367              |

### Serie A

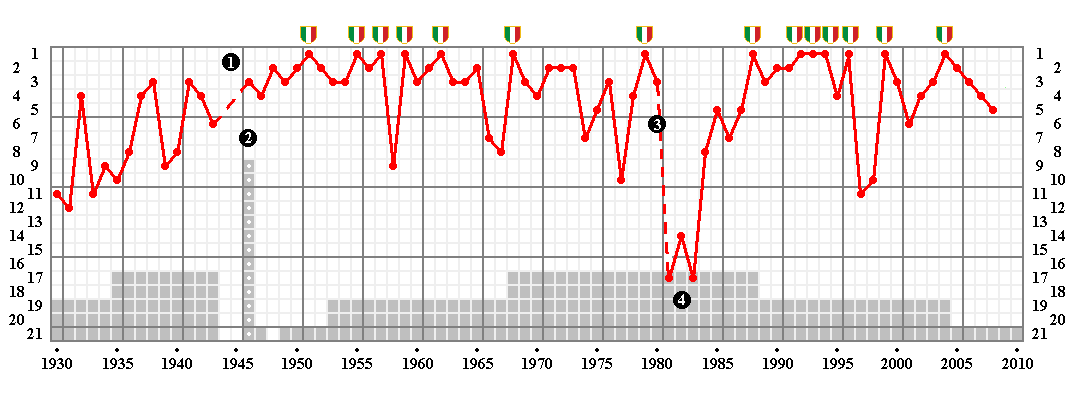
Wykres statystyczny przedstawiający końcowe pozycje Milanu w kolejnych sezonach ligi włoskiej

| Od momentu utworzenia jednolitej ligi włoskiej (w sezonie 1929/30) Milan na 76 rozegranych sezonów 74 razy występował w najwyższej klasie rozgrywkowej – Serie A. Tylko 2 razy mediolański klub zagrał w drugiej lidze – w sezonach 1980/81 i 1982/83. W tabeli wszech czasów ligi włoskiej Milan zajmuje 3. miejsce (3067 pkt), ustępując jedynie Juventusowi (3515) i Interowi (3179). Bilans Milanu w ostatnich 10 sezonach Serie A: \| Sezon \| Miejsce \| Punkty \| Mecze \| Zwycięstwa \| Remisy \| Porażki \| Gole zdobyte \| Gole stracone \| \| 1999/00 \| 3 \| 61 \| 34 \| 16 \| 13 \| 5 \| 65 \| 40 \| \| 2000/01 \| 6 \| 49 \| 34 \| 12 \| 13 \| 9 \| 56 \| 46 \| \| 2001/02 \| 4 \| 55 \| 34 \| 14 \| 13 \| 7 \| 47 \| 33 \| \| 2002/03 \| 3 \| 61 \| 34 \| 18 \| 7 \| 9 \| 55 \| 30 \| \| 2003/04 \| 1 \| 82 \| 34 \| 25 \| 7 \| 2 \| 65 \| 24 \| \| 2004/05 \| 2 \| 79 \| 38 \| 23 \| 10 \| 5 \| 63 \| 28 \| \| 2005/06 \| 3 \| 58[94] \| 38 \| 28 \| 4 \| 6 \| 85 \| 31 \| \| 2006/07 \| 4 \| 61[95] \| 38 \| 19 \| 12 \| 7 \| 57 \| 36 \| \| 2007/08 \| 5 \| 64 \| 38 \| 18 \| 10 \| 10 \| 66 \| 38 \| \| 2008/09 \| 3 \| 74 \| 38 \| 22 \| 8 \| 8 \| 70 \| 35 \| \| 2009/10 \| 3 \| 70 \| 38 \| 20 \| 10 \| 8 \| 60 \| 39 \| \| 2010/11 \| 1 \| 82 \| 38 \| 24 \| 10 \| 4 \| 65 \| 24 \| \| 2011/12 \| 2 \| 80 \| 38 \| 24 \| 8 \| 6 \| 74 \| 33 \| \| 2012/13 \| 3 \| 72 \| 38 \| 21 \| 9 \| 8 \| 67 \| 39 \| \| 2013/14 \| 8 \| 57 \| 38 \| 16 \| 9 \| 13 \| 57 \| 49 \| \| 2014/15 \| 10 \| 52 \| 38 \| 13 \| 13 \| 12 \| 56 \| 50 \| \| 2015/16 \| 7 \| 57 \| 38 \| 15 \| 12 \| 11 \| 49 \| 43 \| \| 2016/17 \| 6 \| 63 \| 38 \| 18 \| 9 \| 11 \| 57 \| 45 \| \| 2017/18 \| 6 \| 64 \| 38 \| 18 \| 10 \| 10 \| 56 \| 42 \| \| 2018/19 \| 5 \| 68 \| 38 \| 19 \| 11 \| 8 \| 55 \| 36 \| \| 2019/20 \| 6 \| 66 \| 38 \| 19 \| 9 \| 10 \| 63 \| 46 \| \| 2020/21 \| 2 \| 79 \| 38 \| 24 \| 7 \| 7 \| 74 \| 41 \| \| 2021/22 \| 1 \| 86 \| 38 \| 26 \| 8 \| 4 \| 69 \| 31 \| |         |        |       |            |        |         |              |               |
| Sezon | Miejsce | Punkty | Mecze | Zwycięstwa | Remisy | Porażki | Gole zdobyte | Gole stracone |
| 1999/00 | 3       | 61     | 34    | 16         | 13     | 5       | 65           | 40            |
| 2000/01 | 6       | 49     | 34    | 12         | 13     | 9       | 56           | 46            |
| 2001/02 | 4       | 55     | 34    | 14         | 13     | 7       | 47           | 33            |
| 2002/03 | 3       | 61     | 34    | 18         | 7      | 9       | 55           | 30            |
| 2003/04 | 1       | 82     | 34    | 25         | 7      | 2       | 65           | 24            |
| 2004/05 | 2       | 79     | 38    | 23         | 10     | 5       | 63           | 28            |
| 2005/06 | 3       | 58     | 38    | 28         | 4      | 6       | 85           | 31            |
| 2006/07 | 4       | 61     | 38    | 19         | 12     | 7       | 57           | 36            |
| 2007/08 | 5       | 64     | 38    | 18         | 10     | 10      | 66           | 38            |
| 2008/09 | 3       | 74     | 38    | 22         | 8      | 8       | 70           | 35            |
| 2009/10 | 3       | 70     | 38    | 20         | 10     | 8       | 60           | 39            |
| 2010/11 | 1       | 82     | 38    | 24         | 10     | 4       | 65           | 24            |
| 2011/12 | 2       | 80     | 38    | 24         | 8      | 6       | 74           | 33            |
| 2012/13 | 3       | 72     | 38    | 21         | 9      | 8       | 67           | 39            |
| 2013/14 | 8       | 57     | 38    | 16         | 9      | 13      | 57           | 49            |
| 2014/15 | 10      | 52     | 38    | 13         | 13     | 12      | 56           | 50            |
| 2015/16 | 7       | 57     | 38    | 15         | 12     | 11      | 49           | 43            |
| 2016/17 | 6       | 63     | 38    | 18         | 9      | 11      | 57           | 45            |
| 2017/18 | 6       | 64     | 38    | 18         | 10     | 10      | 56           | 42            |
| 2018/19 | 5       | 68     | 38    | 19         | 11     | 8       | 55           | 36            |
| 2019/20 | 6       | 66     | 38    | 19         | 9      | 10      | 63           | 46            |
| 2020/21 | 2       | 79     | 38    | 24         | 7      | 7       | 74           | 41            |
| 2021/22 | 1       | 86     | 38    | 26         | 8      | 4       | 69           | 31            |

### Puchar Włoch
Dotychczas Milan wystąpił w 61 edycjach (na 62 rozegrane) Pucharu Włoch. 5 razy wygrywał trofeum, 12 razy uczestniczył co najmniej w finale, 23 razy w półfinale i 39 razy w ćwierćfinale.
Milan nie brał udziału jedynie w pierwszej edycji Pucharu Włoch (w roku 1922), podobnie jak większość czołowych włoskich zespołów.
Osiągnięcia Milanu w kolejnych edycjach Pucharu Włoch:
| Sezon   | Runda       |         | Sezon             | Runda   |                  | Sezon   | Runda      |  | Sezon | Runda |
| 1926/27 | 1/16 finału | 1964/65 | 1. runda          | 1980/81 | faza grupowa     | 1996/97 | 1/4 finału |  |       |       |
| 1935/36 | 1/2 finału  | 1965/66 | 1/4 finału        | 1981/82 | faza grupowa     | 1997/98 | finał      |  |       |       |
| 1936/37 | 1/2 finału  | 1966/67 | zwycięstwo        | 1982/83 | 1/4 finału       | 1998/99 | 1/8 finału |  |       |       |
| 1937/38 | 1/2 finału  | 1967/68 | 2. miejsce        | 1983/84 | 1/4 finału       | 1999/00 | 1/4 finału |  |       |       |
| 1938/39 | 1/2 finału  | 1968/69 | 1/4 finału        | 1984/85 | finał            | 2000/01 | 1/2 finału |  |       |       |
| 1939/40 | 1/8 finału  | 1969/70 | faza grupowa      | 1985/86 | 1/8 finału       | 2001/02 | 1/2 finału |  |       |       |
| 1940/41 | 1/8 finału  | 1970/71 | 2. miejsce.       | 1986/87 | 1/8 finału       | 2002/03 | zwycięstwo |  |       |       |
| 1941/42 | finał       | 1971/72 | zwycięstwo        | 1987/88 | 1/8 finału       | 2003/04 | 1/2 finału |  |       |       |
| 1942/43 | 1/4 finału  | 1972/73 | zwycięstwo        | 1988/89 | 2. runda grupowa | 2004/05 | 1/4 finału |  |       |       |
| 1958    | 6. miejsce  | 1973/74 | grupa półfinałowa | 1989/90 | finał            | 2005/06 | 1/4 finału |  |       |       |
| 1958/59 | 1/8 finał   | 1974/75 | finał             | 1990/91 | 1/2 finału       | 2006/07 | 1/2 finału |  |       |       |
| 1959/60 | 2. runda    | 1975/76 | grupa półfinałowa | 1991/92 | 1/2 finału       | 2007/08 | 1/8 finału |  |       |       |
| 1960/61 | 1/8 finału  | 1976/77 | zwycięstwo        | 1992/93 | 1/2 finału       | 2008/09 | 1/8 finału |  |       |       |
| 1961/62 | 2. runda’   | 1977/78 | grupa półfinałowa | 1993/94 | 1/8 finału       |         |            |  |       |       |
| 1962/63 | 1/8 finału  | 1978/79 | faza grupowa      | 1994/95 | 1/8 finału       |         |            |  |       |       |
| 1963/64 | 1/4 finału  | 1979/80 | 1/4 finału        | 1995/96 | 1/4 finału       |         |            |  |       |       |

Bilans Milanu w meczach Pucharu Włoch według stanu na koniec sezonu 2008/09:
| Sezony | Mecze | Zwycięstwa Milanu | Remisy | Porażki Milanu | Bramki zdobyte | Bramki stracone |
| 61     | 341   | 176               | 92     | 73             | 584            | 335             |

### Europejskie puchary

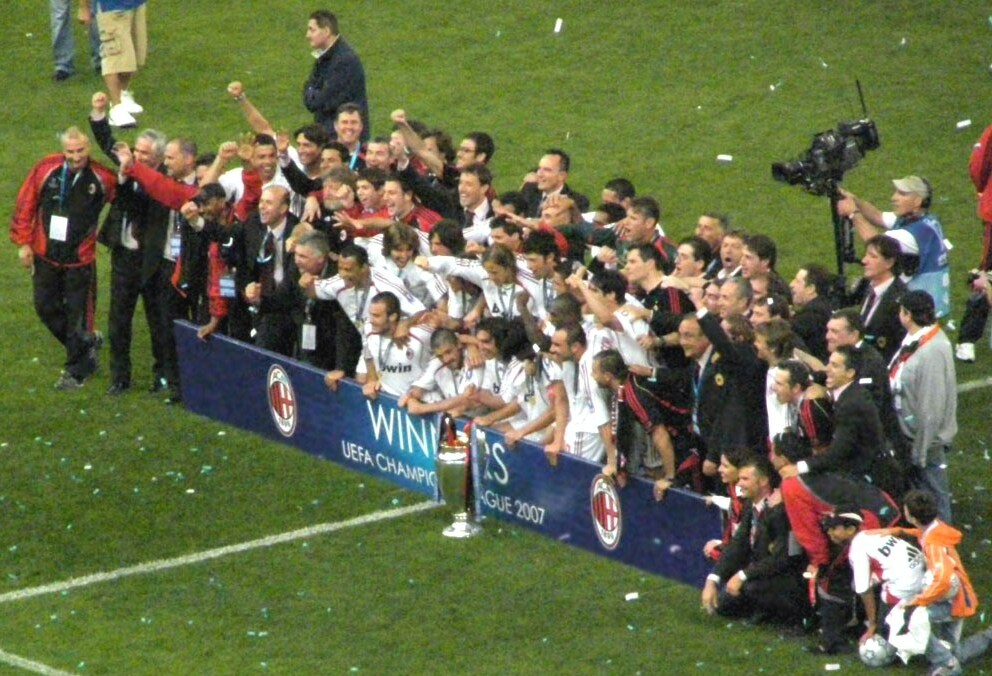
Piłkarze Milanu świętują zdobycie Pucharu Europy w roku 2007

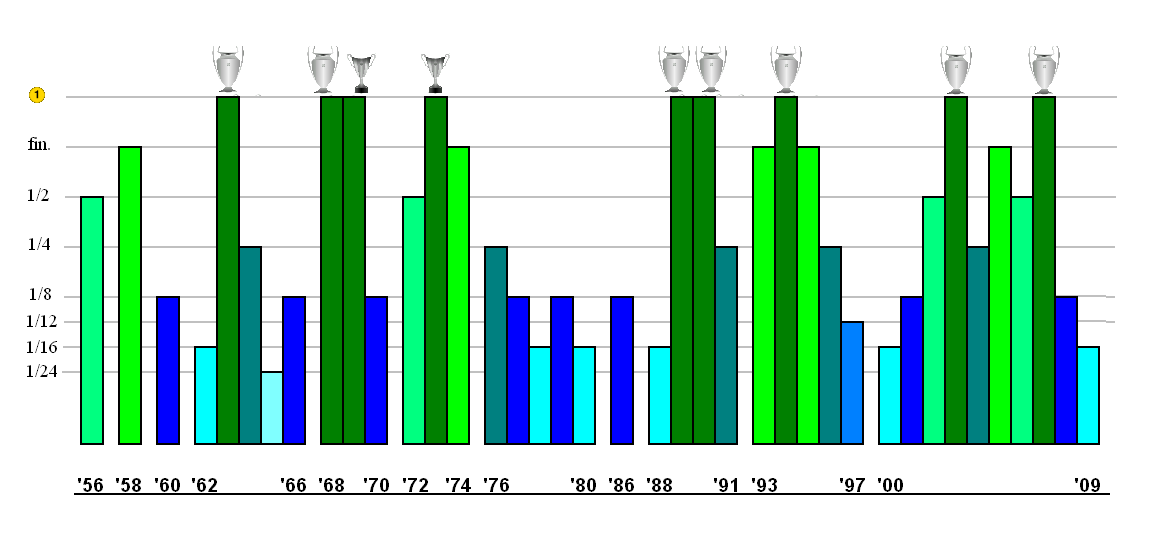
Wykres statystyczny przedstawiający fazy rozgrywek które osiągnął Milan w poszczególnych sezonach

| Sezon 2008/09 był dla Milanu 39., w którym wystąpił w rozgrywkach o europejskie trofeum. Z dotychczasowych startów 9 edycji zakończyło się triumfem Mediolańczyków. W finale Milan brał udział 14 razy, 18 razy dochodził co najmniej do półfinału, a 23 razy do ćwierćfinału. W tabeli wszech czasów europejskich pucharów klub zajmuje 5. miejsce (414 pkt; za Barceloną, Realem, Juventusem i Bayernem). Sezon 2009/10 będzie 11. sezonem z rzędu, w którym Milan zagra w europejskich pucharach (rekord klubu). Osiągnięcia Milanu w kolejnych edycjach europejskich pucharów: \| Sezon \| Rozgrywki[101] \| Runda \| \| Sezon \| Rozgrywki[101] \| Runda \| \| 1955/56 \| PE \| 1/2 finału \| 1987/88 \| PU \| 1/16 finału \| \| \| 1957/58 \| PE \| finał \| 1988/89 \| PE \| zwycięstwo \| \| \| 1959/60 \| PE \| 1/8 finału \| 1989/90 \| PE \| zwycięstwo \| \| \| 1961/62 \| PMT \| 1. runda \| 1990/91 \| PE \| 1/4 finału \| \| \| 1962/63 \| PE \| zwycięstwo \| 1992/93 \| PE \| finał \| \| \| 1963/64 \| PE \| 1/4 finału \| 1993/94 \| PE \| zwycięstwo \| \| \| 1964/65 \| PMT \| 1. runda \| 1994/95 \| PE \| finał \| \| \| 1965/66 \| PMT \| 1/8 finału \| 1995/96 \| PU \| 1/4 finału \| \| \| 1967/68 \| PZP \| zwycięstwo \| 1996/97 \| PE \| faza grupowa \| \| \| 1968/69 \| PE \| zwycięstwo \| 1999/00 \| PE \| 1. runda grupowa \| \| \| 1969/70 \| PE \| 1/8 finału \| 2000/01 \| PE \| 2. runda grupowa \| \| \| 1971/72 \| PU \| 1/2 finału \| 2001/02 \| PU \| 1/2 finału \| \| \| 1972/73 \| PZP \| zwycięstwo \| 2002/03 \| PE \| zwycięstwo \| \| \| 1973/74 \| PZP \| finał \| 2003/04 \| PE \| 1/4 finału \| \| \| 1975/76 \| PU \| 1/4 finału \| 2004/05 \| PE \| finał \| \| \| 1976/77 \| PU \| 1/8 finału \| 2005/06 \| PE \| 1/2 finału \| \| \| 1977/78 \| PZP \| 1/16 finału \| 2006/07 \| PE \| zwycięstwo \| \| \| 1978/79 \| PU \| 1/8 finału \| 2007/08 \| PE \| 1/8 finału \| \| \| 1979/80 \| PE \| 1/16 finału \| 2008/09 \| PU \| 1/16 finału \| \| \| 1985/86 \| PU \| 1/8 finału \| \| \| \| \| |           |             |         |       |                  |       |
| Sezon | Rozgrywki | Runda       |         | Sezon | Rozgrywki        | Runda |
| 1955/56 | PE        | 1/2 finału  | 1987/88 | PU    | 1/16 finału      |       |
| 1957/58 | PE        | finał       | 1988/89 | PE    | zwycięstwo       |       |
| 1959/60 | PE        | 1/8 finału  | 1989/90 | PE    | zwycięstwo       |       |
| 1961/62 | PMT       | 1. runda    | 1990/91 | PE    | 1/4 finału       |       |
| 1962/63 | PE        | zwycięstwo  | 1992/93 | PE    | finał            |       |
| 1963/64 | PE        | 1/4 finału  | 1993/94 | PE    | zwycięstwo       |       |
| 1964/65 | PMT       | 1. runda    | 1994/95 | PE    | finał            |       |
| 1965/66 | PMT       | 1/8 finału  | 1995/96 | PU    | 1/4 finału       |       |
| 1967/68 | PZP       | zwycięstwo  | 1996/97 | PE    | faza grupowa     |       |
| 1968/69 | PE        | zwycięstwo  | 1999/00 | PE    | 1. runda grupowa |       |
| 1969/70 | PE        | 1/8 finału  | 2000/01 | PE    | 2. runda grupowa |       |
| 1971/72 | PU        | 1/2 finału  | 2001/02 | PU    | 1/2 finału       |       |
| 1972/73 | PZP       | zwycięstwo  | 2002/03 | PE    | zwycięstwo       |       |
| 1973/74 | PZP       | finał       | 2003/04 | PE    | 1/4 finału       |       |
| 1975/76 | PU        | 1/4 finału  | 2004/05 | PE    | finał            |       |
| 1976/77 | PU        | 1/8 finału  | 2005/06 | PE    | 1/2 finału       |       |
| 1977/78 | PZP       | 1/16 finału | 2006/07 | PE    | zwycięstwo       |       |
| 1978/79 | PU        | 1/8 finału  | 2007/08 | PE    | 1/8 finału       |       |
| 1979/80 | PE        | 1/16 finału | 2008/09 | PU    | 1/16 finału      |       |
| 1985/86 | PU        | 1/8 finału  |         |       |                  |       |

Bilans Milanu w meczach europejskich pucharów według stanu na koniec sezonu 2008/09:
| Sezony | Mecze | Zwycięstwa Milanu | Remisy | Porażki Milanu | Bramki zdobyte | Bramki stracone |
| 39     | 316   | 171               | 74     | 71             | 528            | 273             |

## Historyczne mecze i składy

### Pierwszy oficjalny mecz

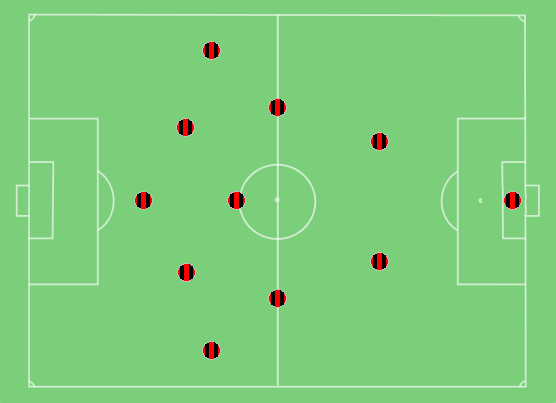
Ustawienie taktyczne Milanu (2-3-5) w pierwszym oficjalnym meczu

- 15 kwietnia 1900, Turyn:  FC Torinese –  Milan 3:0 (2:0) (szczegóły)

| Bramki: 1:0 Bosio 15', 2:0 Bosio 18', 3:0 Bosio 70' Skład Milanu: Hoberlin Hood – Cignaghi (imię nieznane), Lorenzo Torretta, Kurt Lies, Herbert Kilpin, Guido Valerio – Antonio Dubini, Samuel Davies, Penhvyn Neville – David Allison, Attilio Formenti |

W pierwszym swoim oficjalnym meczu Milan zagrał w mistrzostwach Włoch z zespołem FC Torinese, jednym z założycieli Włoskiej Federacji Piłkarskiej. Mecz odbył się na turyńskim stadionie Velodromo Umberto I. Mediolański zespół był jedyną drużyną z Lombardii, otrzymał więc automatyczną kwalifikację do półfinału. Stawką meczu był awans do spotkania finałowego, w którym na rywala czekał broniący tytułu zespół Genoa CFC. W mediolańskim zespole wystąpiło 6 Brytyjczyków oraz 5 Włochów, drużyna zagrała popularnym wówczas systemem 2-3-5 (2 obrońców, 3 pomocników i 5 napastników).

### Finały europejskich pucharów
Finały Pucharu Europy:
- 28 maja 1958, Bruksela:  Milan –  Real Madryt 2:3 (2:2, 0:0) (szczegóły)

| Bramki: 1:0 Schiaffino 59', 1:1 Di Stéfano 74', 2:1 Grillo 78', 2:2 Rial 79', 2:3 Gento 107' Skład Milanu: Narciso Soldan – Alfio Fontana, Cesare Maldini, Eros Beraldo, Mario Bergamaschi – Luigi Radice, Giancarlo Danova, Nils Liedholm, Juan Alberto Schiaffino – Ernesto Grillo, Ernesto Cucchiaroni |

- 22 maja 1963, Londyn:  Milan –  SL Benfica 2:1 (0:1) (szczegóły)

| Bramki: 0:1 Eusébio 19', 1:1 Altafini 58', 2:1 Altafini 70' Skład Milanu: Giorgio Ghezzi – Mario David, Mario Trebbi, Víctor Benítez, Cesare Maldini, Giovanni Trapattoni – Dino Sani, Gianni Rivera – Gino Pivatelli, José Altafini, Bruno Mora |

- 28 maja 1969, Madryt:  Milan –  AFC Ajax 4:1 (2:0) (szczegóły)

| Bramki: 1:0 Prati 7', 2:0 Prati 39', 2:1 Vasović 60'(k), 3:1 Prati 75', 4:1 Sormani 67' Skład Milanu: Fabio Cudicini – Angelo Anquilletti, Karl-Heinz Schnellinger, Roberto Rosato, Saul Malatrasi, Giovanni Trapattoni – Kurt Hamrin, Giovanni Lodetti, Angelo Sormani, Gianni Rivera, Pierino Prati |

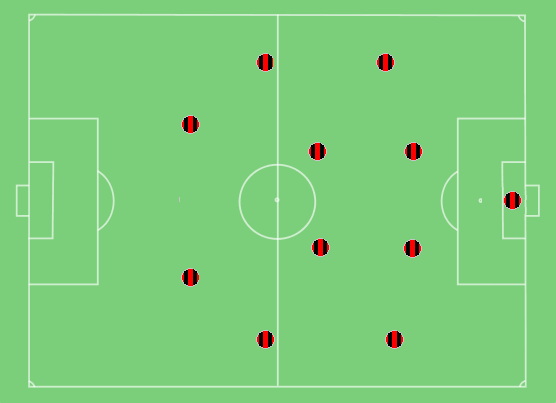
Ustawienie taktyczne Milanu (4-4-2) w finale Pucharu Europy 1989

- 24 maja 1989, Barcelona:  Milan –  Steaua Bukareszt 4:0 (3:0) (szczegóły)

| Bramki: 1:0 Gullit 17', 2:0 van Basten 26', 3:0 Gullit 38', 4:0 van Basten 46' Skład Milanu: Giovanni Galli – Mauro Tassotti, Alessandro Costacurta (Filippo Galli 74'), Franco Baresi, Paolo Maldini – Carlo Ancelotti, Frank Rijkaard, Angelo Colombo, Roberto Donadoni – Ruud Gullit (Pietro Paolo Virdis 60'), Marco van Basten |

- 23 maja 1990, Wiedeń:  Milan –  SL Benfica 1:0 (0:0) (szczegóły)

| Bramki: 1:0 Rijkaard 68' Skład Milanu: Giovanni Galli – Mauro Tassotti, Paolo Maldini, Alessandro Costacurta, Franco Baresi – Angelo Colombo (Daniele Massaro 89'), Carlo Ancelotti (Filippo Galli 72'), Frank Rijkaard, Ruud Gullit, Alberigo Evani – Marco van Basten |

- 26 maja 1993, Monachium:  Milan –  Olympique Marsylia 0:1 (0:1) (szczegóły)

| Bramki: 0:1 Boli 44' Skład Milanu: Sebastiano Rossi – Mauro Tassotti, Paolo Maldini, Demetrio Albertini, Alessandro Costacurta, Franco Baresi – Gianluigi Lentini, Frank Rijkaard – Marco van Basten (Stefano Eranio 86'), Roberto Donadoni (Jean-Pierre Papin 55'), Daniele Massaro |

- 18 maja 1994, Ateny:  Milan –  FC Barcelona 4:0 (2:0) (szczegóły)

| Bramki: 1:0 Massaro 22', 2:0 Massaro 45', 3:0 Savićević 47', 4:0 Desailly 59' Skład Milanu: Sebastiano Rossi – Christian Panucci, Filippo Galli, Mauro Tassotti, Paolo Maldini (Stefano Nava 84') – Demetrio Albertini, Marcel Desailly, Roberto Donadoni, Zvonimir Boban – Dejan Savićević, Daniele Massaro |

- 24 maja 1995, Wiedeń:  Milan –  AFC Ajax 0:1 (0:0) (szczegóły)

| Bramki: 0:1 Kluivert 85' Skład Milanu: Sebastiano Rossi – Christian Panucci, Paolo Maldini, Demetrio Albertini, Alessandro Costacurta, Franco Baresi – Roberto Donadoni, Marcel Desailly, Zvonimir Boban (Gianluigi Lentini 85') – Daniele Massaro (Stefano Eranio 90'), Marco Simone |

- 28 maja 2003, Manchester:  Milan –  Juventus F.C. 0:0, karne 3-2 (szczegóły)

| Bramki: – Skład Milanu: Dida – Alessandro Costacurta (Roque Júnior 66'), Alessandro Nesta, Paolo Maldini, Kacha Kaladze – Gennaro Gattuso, Andrea Pirlo (Serginho 71'), Clarence Seedorf, Rui Costa (Massimo Ambrosini 87') – Andrij Szewczenko, Filippo Inzaghi |

- 25 maja 2005, Stambuł:  Milan –  Liverpool F.C. 3:3 (3:3, 3:0), karne 2-3 (szczegóły)

| Bramki: 1:0 Maldini 1', 2:0 Crespo 38', 3:0 Crespo 44', 3:1 Gerrard 54', 3:2 Smicer 56', 3:3 Xabi Alonso 60' Skład Milanu: Dida – Cafú, Jaap Stam, Alessandro Nesta, Paolo Maldini – Andrea Pirlo, Gennaro Gattuso (Rui Costa 112'), Clarence Seedorf (Serginho 86'), Kaká – Andrij Szewczenko, Hernán Crespo (Jon Dahl Tomasson 85') |

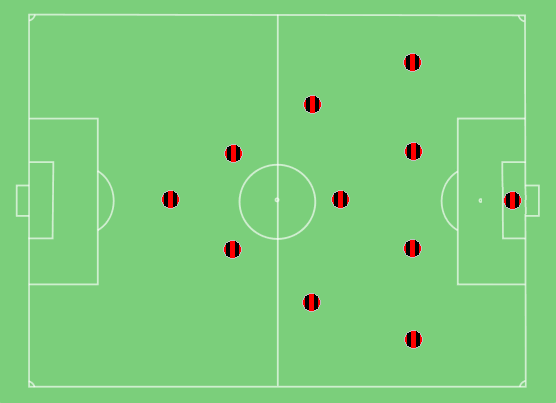
Ustawienie taktyczne Milanu (4-3-2-1) w finale Ligi Mistrzów 2007, zwane popularnie „choinką”

- 23 maja 2007, Ateny:  Milan –  Liverpool F.C. 2:1 (1:0) (szczegóły)

| Bramki: 1:0 Inzaghi 45', 2:0 Inzaghi 82', 2:1 Kuyt 89' Skład Milanu: Dida – Massimo Oddo, Alessandro Nesta, Paolo Maldini, Marek Jankulovski (Kacha Kaladze 80') – Gennaro Gattuso, Andrea Pirlo, Massimo Ambrosini, Clarence Seedorf (Giuseppe Favalli 90+2') – Kaká – Filippo Inzaghi (Alberto Gilardino 88') |

Finały Pucharu Zdobywców Pucharów:
- 23 maja 1968, Rotterdam:  Milan –  Hamburger SV 2:0 (2:0) (szczegóły)

| Bramki: 1:0 Hamrin 3', 2:0 Hamrin 15' Skład Milanu: Fabio Cudicini – Angelo Anquilletti, Roberto Rosato, Giovanni Trapattoni, Karl-Heinz Schnellinger, Giovanni Lodetti, Gianni Rivera, Nevio Scala, Kurt Hamrin, Angelo Benedicto Sormani, Pierino Prati |

- 16 maja 1973, Saloniki:  Milan –  Leeds United 1:0 (1:0) (szczegóły)

| Bramki: 1:0 Chiarugi 4' Skład Milanu: Villiam Vecchi – Giuseppe Sabadini, Giulio Zignoli, Angelo Anquilletti, Maurizio Turone, Roberto Rosato (Dario Dolci 59'), Gianni Rivera, Romeo Benetti, Riccardo Sogliano, Albertino Bigon, Luciano Chiarugi |

- 8 maja 1974, Rotterdam:  Milan –  1. FC Magdeburg 0:2 (0:1) (szczegóły)

| Bramki: 0:1 Lanzi 40'(s), 0:2 Seguin 74' Skład Milanu: Pierluigi Pizzaballa – Karl-Heinz Schnellinger, Angelo Anquilletti, Enrico Lanzi, Giuseppe Sabadini – Mario Bergamaschi (Alessandro Turini 60'), Romeo Benetti, Gianni Rivera, Aldo Maldera – Alberto Bigon, Carlo Tresoldi |

### Inne historyczne mecze
Mecze zakończone rekordowymi wynikami:
- 5 lutego 1950: Turyn:  Juventus F.C. –  Milan 1:7 (1:4) – najwyższe zwycięstwo Milanu w Serie A na wyjeździe

| Bramki: 1:0 J. Hansen 12', 1:1 Nordahl 15', 1:2 Gren 23', 1:3 Liedholm 24', 1:4 Nordahl 26', 1:5 Nordahl 49', 1:6 Burini 70', 1:7 Candiani 84' Skład Milanu: Lorenzo Buffon – Carlo Belloni, Mario Foglia, Carlo Annovazzi – Omero Tognon, Andrea Bonomi – Renzo Burini, Gunnar Gren, Gunnar Nordahl, Nils Liedholm, Enrico Candiani |

- 18 lutego 1951, Mediolan:  Milan –  US Palermo 9:0 (3:0) – najwyższe zwycięstwo Milanu w Serie A na własnym boisku

| Bramki: 1:0 Burini 10', 2:0 Liedholm 28', 3:0 Gren 37', 4:0 Liedholm 46', 5:0 Nordahl 49', 6:0 Burini 51', 7:0 Santagostino 54', 8:0 Santagostino 62', 9:0 Burini 76' Skład Milanu: Lorenzo Buffon – Arturo Silvestri, Andrea Bonomi, Carlo Annovazzi, Omero Tognon, Benigno De Grandi, Giuseppe Santagostino, Gunnar Gren, Gunnar Nordahl, Nils Liedholm, Renzo Burini |

- 16 stycznia 1974, Amsterdam:  AFC Ajax –  Milan 6:0 (2:0) – najwyższa porażka Milanu na szczeblu międzynarodowym

| Bramki: 1:0 Mulder 26', 2:0 Keizer 35', 3:0 Neeskens 72', 4:0 Rep 82', 5:0 G. Muhren 85'(k), 6:0 Haan 87' Skład Milanu: Villiam Vecchi – Mario Anquiletti, Karl-Heinz Schnellinger, Dario Dolci, Maurizio Turone – Giuseppe Sabadini, Aldo Maldera, Romeo Benetti – Giorgio Biasiolo (Carlo Tresoldi 71'), Gianni Rivera, Luciano Chiarugi |

- 6 kwietnia 1997, Mediolan:  Milan –  Juventus F.C. 1:6 (0:2) – najwyższa porażka Milanu w Serie A na własnym boisku

| Bramki: 0:1 Jugović 19', 0:2 Zidane 31'(k), 0:3 Jugović 49', 0:4 Vieri 70', 0:5 Amoruso 73', 1:5 Simone 76', 1:6 Vieri 80' Skład Milanu: Sebastiano Rossi – Paolo Maldini, Pietro Vierchowod, Michael Reiziger, Franco Baresi – Zvonimir Boban, Marcel Desailly (Mauro Tassotti 81'), Jesper Blomqvist (Roberto Baggio 60'), Dejan Savićević – Christophe Dugarry, Marco Simone |

Finał Klubowych Mistrzostw Świata:
- 16 grudnia 2007, Jokohama:  Milan –  Boca Juniors 4:2 (1:1) (szczegóły)

| Bramki: 1:0 Inzaghi 21', 1:1 Palacio 23', 2:1 Nesta 50', 3:1 Kaká 61', 4:1 Inzaghi 70', 4:2 Ambrosini 85'(s) Skład Milanu: Dida – Paolo Maldini, Alessandro Nesta, Kacha Kaladze, Daniele Bonera – Gennaro Gattuso (Emerson 65'), Andrea Pirlo, Massimo Ambrosini – Kaká, Clarence Seedorf (Cristian Brocchi 87'), Filippo Inzaghi (Cafu 76') |

Mecze o Puchar Interkontynentalny:
| - 16 października 1963, Mediolan: Milan – São Paulo FC 4:2 (2:0) - 14 listopada 1963, Rio de Janeiro: São Paulo FC – Milan 4:2 (0:2) - 16 listopada 1963, Rio de Janeiro: São Paulo FC – Milan 1:0 (1:0) - 8 października 1969, Mediolan: Milan – Estudiantes 3:0 (2:0) - 22 października 1969, Buenos Aires: Estudiantes – Milan 2:1 (2:1) | - 17 grudnia 1989, Tokio: Milan – Nacional Medellín 1:0 (0:0, 0:0) - 9 grudnia 1990, Tokio: Milan – Club Olimpia 3:0 (1:0) - 12 grudnia 1993, Tokio: Milan – São Paulo FC 2:3 (0:1) - 1 grudnia 1994, Tokio: Milan – Vélez Sársfield 0:2 (0:0) - 14 grudnia 2003, Jokohama: Milan – Boca Juniors 1:1 (1:1), karne 2-4 |

Mecze o Superpuchar Europy:
| - 9 stycznia 1974, Mediolan: Milan – AFC Ajax 1:0 (0:0) - 16 stycznia 1974, Amsterdam: AFC Ajax – Milan 6:0 (2:0) - 23 listopada 1989, Barcelona: Milan – FC Barcelona 1:1 (0:1) - 7 grudnia 1989, Mediolan: Milan – FC Barcelona 1:0 (0:0) - 10 października 1990, Genua: UC Sampdoria – Milan 1:1 (1:1) - 29 listopada 1990, Mediolan: Milan – UC Sampdoria 2:0 (1:0) | - 12 stycznia 1994, Parma: Parma F.C. – Milan 0:1 (0:1) - 2 lutego 1994, Mediolan: Milan – Parma F.C. 0:2 (0:1, 0:1) - 1 lutego 1995, Londyn: Arsenal F.C. – Milan 0:0 - 8 lutego 1995, Mediolan: Milan – Arsenal F.C. 2:0 (1:0) - 29 sierpnia 2003, Monaco: Milan – FC Porto 1:0 (1:0) - 31 sierpnia 2007, Monaco: Milan – Sevilla FC 3:1 (0:1) |

Finały mistrzostw Włoch:
| - 5 maja 1901, Genua: Genoa CFC – Milan 0:3 - 13 kwietnia 1902, Genua: Genoa CFC – Milan 2:0 | - 29 kwietnia 1906, Turyn: Juventus F.C. – Milan 0:0 - 6 maja 1906, Turyn: Milan – Juventus F.C. 2:0 (walkower) |

Finały Pucharu Włoch:
| - 21 czerwca 1942, Mediolan: Milan – Juventus F.C. 1:1 (1:1, 0:0) - 28 czerwca 1942, Turyn: Juventus F.C. – Milan 4:1 - 14 czerwca 1967, Rzym: Milan – Calcio Padova 1:0 (0:0) - 27 czerwca 1971, Genua: AC Torino – Milan 0:0, karne 5-3 - 5 lipca 1972, Rzym: Milan – SSC Napoli 2:0 (0:0) - 1 lipca 1973, Rzym: Milan – Juventus F.C. 1:1 (0:1), karne 5-2 - 28 czerwca 1975, Turyn: ACF Fiorentina – Milan 3:2 (1:1) - 3 lipca 1977, Mediolan: Milan – Inter Mediolan 2:0 (0:0) - 30 czerwca 1985, Mediolan: Milan – UC Sampdoria 0:1 (0:1) | - 3 lipca 1985, Genua: UC Sampdoria – Milan 2:1 (1:0) - 28 lutego 1990, Turyn: Juventus F.C. – Milan 0:0 - 25 kwietnia 1990, Mediolan: Milan – Juventus F.C. 0:1 (0:1) - 8 kwietnia 1998, Mediolan: Milan – S.S. Lazio 1:0 (0:0) - 29 kwietnia 1998, Rzym: S.S. Lazio – Milan 3:1 (0:0) - 20 maja 2003, Rzym: AS Roma – Milan 1:4 (1:0) - 31 maja 2003, Mediolan: Milan – AS Roma 2:2 (0:0) - 21 maja 2016, Rzym: Juventus – Milan 1:0 (0:0, 0:0) - 9 maja 2018, Rzym: Juventus – Milan 4:0 (0:0) |

Mecze o Superpuchar Włoch:
| - 14 czerwca 1988, Mediolan: Milan – UC Sampdoria 3:1 (1:1) - 30 sierpnia 1992, Mediolan: Milan – AC Parma 2:1 (1:1) - 21 sierpnia 1993, Waszyngton: Milan – AC Torino 1:0 (1:0) - 28 sierpnia 1994, Mediolan: Milan – UC Sampdoria 1:1 (1:1, 1:0), karne 4-3 - 25 sierpnia 1996, Mediolan: Milan – ACF Fiorentina 1:2 (1:1) - 21 sierpnia 1999, Mediolan: Milan – AC Parma 1:2 (0:0) - 3 sierpnia 2003, East Rutherford: Juventus – Milan 1:1 (1:1, 0:0), karne 5-3 | - 21 sierpnia 2004, Mediolan: Milan – S.S. Lazio 3:0 (2:0) - 6 sierpnia 2011, Pekin: Milan – Inter Mediolan 2:1 (0:1) - 23 grudnia 2016, Doha: Milan – Juventus 1:1 (1:1, 1:1), karne 4-3 - 16 stycznia 2018, Dżudda: Juventus – Milan 1:0 (0:0) - 18 stycznia 2023, Rijad: Inter Mediolan – Milan 3:0 (2:0) |

Pierwsze mecze w różnych rozgrywkach:
- 11 marca 1900, Mediolan:  Milan –  SEF Mediolanum 2:0 – pierwszy, nieoficjalny mecz Milanu w historii
- 18 października 1908, Chiasso:  Milan –  Inter Mediolan 2:1 – pierwsze derby Mediolanu
- 6 stycznia 1927, Mediolan:  Milan –  Rivarolese 7:1 – pierwszy mecz w Pucharze Włoch
- 6 października 1929, Mediolan:  Milan –  Brescia Calcio 4:1 (3:1) – pierwszy mecz w Serie A
- 1 listopada 1955, Mediolan:  Milan –  1. FC Saarbrücken 3:4 (3:1) – pierwszy mecz w europejskich pucharach

## Rekordy i statystyki
- Najwyższe zwycięstwa u siebie[104]
  - w meczach oficjalnych: Milan – Audax Modena 13:0 (4 października 1913, mistrzostwa Włoch)
  - w Serie A: Milan – US Palermo 9:0 (18 lutego 1951)
  - w Pucharze Włoch: Milan – Padova Calcio 8:1 (13 września 1958)
  - w rozgrywkach międzynarodowych: Milan – Union Luxembourg 8:0 (12 września 1962, Puchar Europy)
- Najwyższe zwycięstwa na wyjeździe[104]
  - w meczach oficjalnych: Ausonia Pro Gorla – Milan 0:10 (21 października 1919, mistrzostwa Włoch)
  - w Serie A: Genoa CFC – Milan 0:8 (5 czerwca 1955)
  - w Pucharze Włoch: Como – Milan 0:5 (8 czerwca 1958)
  - w rozgrywkach międzynarodowych: Union Luxembourg – Milan 0:6 (19 września 1962, Puchar Europy)
- Najwyższe porażki u siebie[104].
  - w meczach oficjalnych: Milan – FC Bologna 0:8 (5 listopada 1922, mistrzostwa Włoch)
  - w Serie A: Milan – Juventus F.C. 1:6 (6 kwietnia 1997)
  - w Pucharze Włoch: Milan – AS Roma 0:4 (21 listopada 1979)
  - w rozgrywkach międzynarodowych: Milan – FC Barcelona 0:2 (4 listopada 1959, Puchar Europy); Milan – Espanyol Barcelona 0:2 (21 października 1987, Puchar UEFA); Milan – AFC Ajax 0:2 (23 listopada 1994, Puchar Europy); Milan – Lille OSC 0:2 (6 grudnia 2006, Puchar Europy); Milan – Arsenal F.C. 0:2 (4 marca 2008, Puchar Europy)
- Najwyższe porażki na wyjeździe[104].
  - w meczach oficjalnych: Juventus F.C. – Milan 6:0 (25 października 1925, mistrzostwa Włoch); Juventus – Milan 8:2 (10 lipca 1927, mistrzostwa Włoch); AFC Ajax – Milan 6:0 (16 stycznia 1974, Superpuchar Europy)
  - w Serie A: Alessandria – Milan 6:1 (26 stycznia 1936); AS Roma – Milan 5:0 (3 maja 1998)
  - w Pucharze Włoch: ACF Fiorentina – Milan 5:0 (13 kwietnia 1940); AC Torino – Milan 5:0 (16 maja 1943)
  - w rozgrywkach międzynarodowych: AFC Ajax – Milan 6:0 (16 stycznia 1974, Superpuchar Europy)
- Najwięcej meczów z rzędu bez porażki w lidze: 58 (od 26 maja 1991 do 21 marca 1993, rekord Włoch i trzeci wynik w Europie)
- Najwięcej zwycięstw z rzędu: 10 (od 28 stycznia do 1 kwietnia 1951 oraz od 16 stycznia do 20 marca 1994)
- Najwięcej meczów z rzędu bez porażki w europejskich pucharach – 17 (od 19 kwietnia 1972 do 10 kwietnia 1974)
- Najwięcej meczów w historii: Paolo Maldini – 897. Drugi w tej klasyfikacji Franco Baresi zaliczył 719 spotkań.
- Najwięcej bramek w historii: Gunnar Nordahl – 221. Potrzebował na to 8 sezonów, co dało mu średnią 27.6 goli na sezon. Na drugim miejscu znajduje się Andrij Szewczenko, który w 8 sezonach strzelił 175 bramek.
- Najwięcej goli w jednym sezonie Serie A: Gunnar Nordahl – 35 (rekord Włoch)
- Najwięcej zdobytych bramek w jednym sezonie Serie A: 118 bramek w 38 spotkaniach, średnia 3.11 gola na mecz (sezon 1949/50)
- Najmniej straconych bramek w jednym sezonie Serie A: 12 bramek w 30 spotkaniach, średnia 0.4 gola na mecz (sezon 1968/69, rekord Włoch)
- Sezony mistrzostw Włoch bez porażki: 2 (rok 1907 – 4 zwycięstwa i 2 remisy oraz sezon 1991/92 – 22 zwycięstwa i 12 remisów). Ten ostatni sezon to jedyny przypadek od momentu utworzenia Serie A, kiedy mistrz Włoch nie przegrał ani jednego meczu.
- Milan 4 razy zdobywał europejskie trofeum nie odnosząc ani jednej porażki w całych rozgrywkach:
  - PZP 1967/68: 4 zwycięstwa, 6 remisów, bramki 17-7
  - PZP 1972/73: 7 zwycięstw, 2 remisy, bramki 15-4
  - PE 1988/89: 5 zwycięstw, 4 remisy, bramki 20-5
  - PE 1993/94: 7 zwycięstw, 5 remisów, bramki 21-2
- Królowie strzelców Serie A: 16 (łącznie 8 graczy, rekord Włoch)
- Finały oficjalnych rozgrywek międzynarodowych: 29 (11 w Pucharze Europy, 3 w Pucharze Zdobywców Pucharów, 7 w Superpucharze Europy, 7 w Pucharze Interkontynentalnym i 1 w Klubowych Mistrzostwach Świata; rekord)
- Finały włoskich rozgrywek pucharowych: 20 (12 w Pucharze Włoch i 8 w Superpucharze Włoch, rekord ex aequo z Juventusem)
- Liczba oficjalnych międzynarodowych trofeów: 18 (rekord ex aequo z Boca Juniors)
- Najdłuższa passa bramkarza bez puszczonego gola: Sebastiano Rossi – 929 minut (sezon 1993/94, rekord Włoch)
- Najwięcej spotkań w Serie A w historii: Paolo Maldini – 644[105] (rekord)
- Milan jest rekordzistą pod względem liczby zdobytych Superpucharów Europy oraz Superpucharów Włoch. Oba trofea mediolański klub zdobywał 5 razy.
- Milan 52 razy plasował się na podium mistrzostw Włoch: 17 razy na 1. miejscu, 15 razy na 2. i 20 razy na 3. Łącznie daje to 51% wszystkich edycji rozgrywek (102) w których brał udział.
- W sezonie 1993/94 oba mediolańskie kluby zdobyły europejskie trofeum – Milan Puchar Europy, Inter Mediolan Puchar UEFA. To jedyny przypadek dwóch zwycięskich klubów z jednego miasta w tym samym sezonie w historii europejskich pucharów.
- W sezonach 2000/01-2006/07 Milan 7 razy z rzędu był najlepszą włoską drużyną w poszczególnych edycjach europejskich pucharów.
- W sezonach 2002/03-2006/07 Milan był jedyną drużyną, która wystąpiła we wszystkich pięciu edycjach Ligi Mistrzów, awansując co najmniej do ćwierćfinału, z czego 3 razy zagrał w finale, 2 razy zwyciężając.

## A.C. Milan w rankingach
W klubowym rankingu UEFA, prowadzonym od sezonu 1997/98 i obejmującym wyniki drużyn klubowych z pięciu ostatnich edycji europejskich pucharów od daty ogłoszenia klasyfikacji, Milan dwukrotnie znalazł się na pierwszej pozycji: w sezonach 2005/06 i 2006/07.
W rankingu prowadzonym przez Międzynarodową Federację Historyków i Statystyków Futbolu (IFFHS), prowadzonym od stycznia 1991 i obejmującym wyniki uzyskane we wszystkich oficjalnych rozgrywkach, Milan zwyciężał w rocznej klasyfikacji za lata 1995 i 2003. W klasyfikacji miesięcznej, obejmującej wyniki za ostatni rok od dnia ogłoszenia rankingu, Mediolańczycy znajdowali się na czele 37 razy (rekord rankingu; w następujących okresach: styczeń 1991 – luty 1991, styczeń 1993 – październik 1993, styczeń 1994 – październik 1994, listopad 1995 – marzec 1996, maj 2003 – październik 2003, grudzień 2003 – styczeń 2004 oraz marzec 2004 – kwiecień 2004). Dwukrotnie Milan został Drużyną Miesiąca: w październiku 2004 oraz w maju 2005.
W klasyfikacji wszech czasów obejmującej okres od powstania rankingu IFFHS (1991–2008) Milan znajduje się na 4. pozycji, za Barceloną, Manchesterem i Juventusem.
W plebiscycie czytelników FIFA Magazine, opublikowanym 23 grudnia 2000 Milan został sklasyfikowany na 9. pozycji (ex aequo z CR Flamengo i River Plate) w rankingu najlepszych klubów XX wieku (1.53% głosów).
W plebiscycie magazynu World Soccer mediolański klub trzykrotnie otrzymywał nagrodę dla najlepszej drużyny roku na świecie (klasyfikacja obejmowała łącznie zarówno drużyny klubowe, jak i reprezentacje narodowe): w latach 1989 (51% głosów), 1994 (33%) i 2003 (23%).
W 2007 World Soccer uznał Milan z sezonu 1989/90 za najlepszą drużynę klubową wszech czasów i czwartą w klasyfikacji obejmującej łącznie drużyny klubowe i reprezentacyjne.
Milan w rankingu UEFA w kolejnych sezonach:
| - 1997/98 – niesklasyfikowany - 1998/99 – niesklasyfikowany - 1999/00 – 53. | - 2000/01 – 36. - 2001/02 – 23. - 2002/03 – 10. | - 2003/04 – 9. - 2004/05 – 3. - 2005/06 – 1. | - 2006/07 – 1. - 2007/08 – 2. |

Milan w rankingu IFFHS w kolejnych latach:
| - 1991 – 32. - 1992 – 2. - 1993 – 2. - 1994 – 3. - 1995 – 1. | - 1996 – 19. - 1997 – 182. - 1998 – 123. - 1999 – poniżej 25. - 2000 – 14. | - 2001 – 23. - 2002 – 5. - 2003 – 1. - 2004 – 10. - 2005 – 4. | - 2006 – 4. - 2007 – 3. - 2008 – poniżej 25. |

## A.C. Milan jako spółka

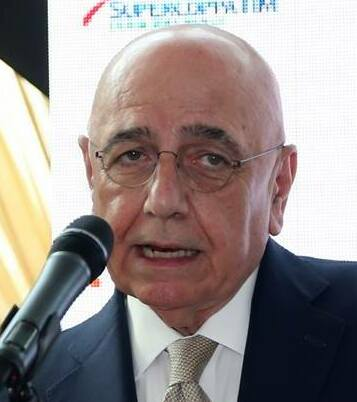
Adriano Galliani, dyrektor generalny Milanu

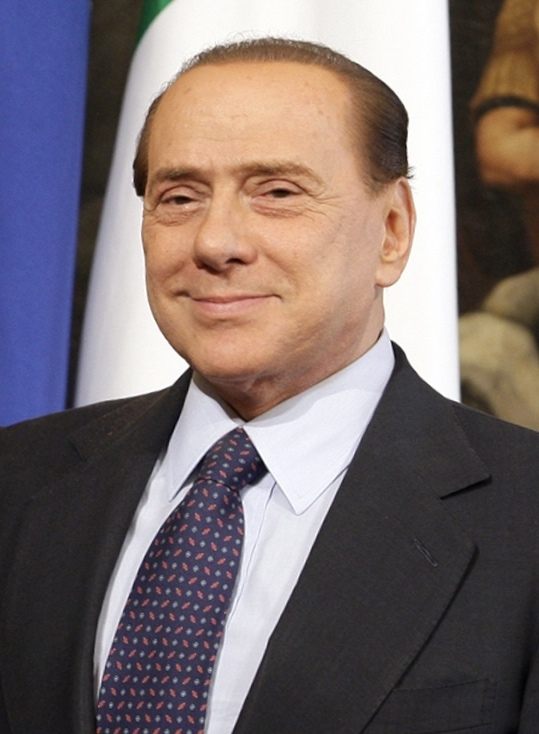
Silvio Berlusconi, honorowy prezes Milanu

Według rankingu opublikowanego przez magazyn Forbes, A.C. Milan jest szóstym klubem świata pod względem wartości rynkowej. Wartość klubu w 2008 została oszacowana na 990 milionów dolarów. W 2007 Milan znajdował się w tym rankingu na piątej pozycji, osiągając wartość 824 milionów dolarów.
W 2008 przychody A.C. Milan S.p.A. wyniosły 237.9 miliona dolarów. Spółka zanotowała stratę w wysokości 66.8 miliona dolarów, za przyczynę takiego wyniku według Adriano Gallianiego miała wpływ w głównej mierze nieobecność Milanu w rozgrywkach Ligi Mistrzów.
Głównym sponsorem klubu jest austriacka internetowa firma bukmacherska bwin.com. Czteroletni kontrakt został podpisany przed sezonem 2006/07. Stroje zawodników oraz sprzęt sportowy dostarcza Adidas. Umowa z niemieckim producentem została podpisana do końca sezonu 2016/17.
Kapitał spółki Associazione Calcio Milan S.p.A. jest podzielony na 48 milionów akcji, z których każda warta jest 0,52 euro. Około 99,93% z nich należy do koncernu Fininvest. Pozostałe akcje podzielone są wśród 108 mniejszych akcjonariuszy.
Spółka kontroluje 100% akcji Milan Entertainment Srl, Milan Real Estate Spa i Fondazione Milan Onlus. Ponadto posiada 50% akcji zarządzającego Stadionem Giuseppe Meazzy Consorzio San Siro Duemila oraz 45% udziałów lokalnej agencji rozwoju ASanSiro.

### Zarząd spółki
- Prezes: Paolo Scaroni
- Wiceprezes: Franco Baresi
- Dyrektor naczelny: Giorgio Furlani
- Dyrektor finansowy: Stefano Cocirio
- Członkowie zarządu:
Pasquale Cannatelli, Leandro Cantamessa, Michele Carpinelli, Alfonso Cefaliello, Francesco Forneron Mondadori, Giancarlo Foscale, Livio Gironi, Paolo Ligresti

### Oficjalni sponsorzy
Lista oficjalnych sponsorów klubu w sezonie 2008/09.
- Główny sponsor: Emirates
- Sponsor telewizyjny: Sky
- Sponsor techniczny: Puma
- Złoty sponsor: Dolce & Gabbana
- Główni sponsorzy instytucjonalni:
Audi, Emirates, General Logistics Systems, Intesa San Paolo, Nivea For Men
- Sponsorzy instytucjonalni:
Adecco, Alice, Al Tayer, Bavaria, Cronotech, Eagle Pictures, MSC Crociere, Nutrilite, Ricoh, San Carlo, Sony, Telecom Italia Mobile
- Oficjalni partnerzy:
Atahotels, Caffe’ Barbera, Carta Viva Milan, Emiliana Serbatoi, Eminflex, Fassi, Fondital, Garelli, Global Relax, Grafiche Casbot, Il Mobile, Il Pastaio, Kirby, Limonta, Norda, Parmacotto, Pasqua, Powerade, Promocard, Radio Italia, RVA, Santa Margherita, Sixtus, Technogym, Unidelta, Valvitalia

### Sponsorzy w historii klubu
| Główni sponsorzy: - 1899-1981: brak - 1981–1982: Pooh Jeans - 1982–1983: Hitachi - 1983–1984: Olio Cuore - Wiosna 1984: Retequattro - 1984–1985: Oscar Mondadori - 1985–1987: Fotorex U-Bix - 1987–1992: Mediolanum - 1992–1994: Motta - 1994–2006: Opel - 2006−2010: bwin.com - 2010-: Emirates | Sponsorzy techniczni: - 1899-1978: brak - 1978–1979: Adidas - 1979–1980: Adidas – Linea Milan - 1980–1982: Linea Milan - 1982–1984: NR - 1984–1985: Rolly Go - 1985–1986: Gianni Rivera - 1986–1990: Kappa - 1990–1993: Adidas - 1993–1998: Lotto - 1998-2018: Adidas - od 2018: Puma |

## Działalność społeczna

### Fundacja Milanu
Fundacja Milanu (Fondazione Milan Onlus) została założona z inicjatywy klubu 20 lutego 2003. Celem fundacji jest
| zaspokojenie podstawowych potrzeb oraz zapewnienie praw do opieki socjalnej, edukacji (...) oraz szerzenie kultury sportu i aktywności fizycznej jako środka mającego na celu zdrowie psychiczne i fizyczne oraz poprawę jakości życia |

W ciągu sześciu lat swojej działalności fundacja wsparła 39 projektów na łączną kwotę ponad 3 milionów euro. Pomogła m.in. w programach UNICEFu, wsparła kliniki pediatryczne i oddziały neonatologii w szpitalach oraz pomogła w budowie placów zabaw i parków rozrywki dla dzieci.
W zarządzie fundacji zasiadają: Adriano Galliani (prezydent), Paolo Berlusconi (wiceprezydent) oraz 13 innych członków, wśród których znajduje się były obrońca Milanu Paolo Maldini. Sekretarzem generalnym fundacji jest były gracz i trener mediolańskiego zespołu, Leonardo Nascimento de Araújo.

### Fundacja Gol de Letra
Milan współpracuje również z organizacją Fundação Gol de Letra (we Włoszech Associazione Gol de Letra Italia), założoną przez Brazylijczyka Leonardo, działającego także w Fundacji Milanu. Ma ona na celu aktywne zaangażowanie w rozwiązywanie problemów doświadczanych przez dzieci w Brazylii, będących ofiarami handlarzy narkotyków.

### Milan Junior
Milan Junior to nazwa oznaczająca cykl imprez sportowych oraz różnego rodzaju usługi i produkty związane z piłką nożną. Projekt ten powstał w 1999 jako Milan Progetto Giovani, jego celem jest zachęcić do fizycznej aktywności dzieci i młodzież. W skład projektu wchodzą m.in.:
- Milan Junior Camp – obozy organizowane w ponad 100 miejscowościach Włoch i poza ich granicami dla dziewcząt i chłopców od 8 do 15 lat. Są one połączeniem szkółek piłki nożnej oraz profesjonalnych kursów języka angielskiego.
- Sunday Camp – niedzielne obozy piłkarskie dla dzieci od 6 do 11 lat, odbywające się w centrum sportowym „Lombardia Uno” w Mediolanie oraz na stadionie San Siro.
- Milan Park – objazdowy park zabaw dla dzieci i rodziców.
- MGeneration – oficjalny klub kibiców Milanu dla dzieci i młodzieży do 18 roku życia.
- Scuole Calcio – szkoły piłki nożnej dla dzieci od 6 do 8 lat, prowadzone zgodnie z wytycznymi Włoskiej Federacji Piłkarskiej.

## Superleague Formula
Milan jest jednym z 20 klubów, który bierze udział w sportowo-reklamowych wyścigach specjalnych samochodów – Superleague Formula. Każdy pojazd jest reprezentowany przez inny klub piłkarski. Zawody są transmitowane przez wiele klubowych stacji telewizyjnych, w tym Milan Channel.
Milan, obok tureckiego Galatasaray SK, wchodzi w skład włoskiego zespołu Scuderia Playteam. Zawodnikiem reprezentującym włoski klub w 2008 był Holender Robert Doornbos, były kierowca Formuły 1. Natomiast kierowcami testowymi byli Włosi Giambattista Giannoccaro oraz Edoardo Mortara. Skład zespołu w roku 2009 nie został jeszcze ustalony.
W 2008 Robert Dornboos wywalczył dla włoskiego zespołu 3. pozycję w końcowej klasyfikacji w stawce 18 bolidów. W 12 wyścigach dwukrotnie odnosił zwycięstwo – na torach Nürburgring oraz Circuito Permanente de Jerez. W łącznej klasyfikacji Milan uzyskał 335 punktów, przegrywając jedynie z pojazdami reprezentującymi Beijing Guo’an (413 pkt) i PSV Eindhoven (337 pkt).

## Drużyna kobiet
Autonomiczną sekcję mediolańskiego klubu stanowi drużyna kobiet – Associazione Calcio Femminile Milan (A.C.F. Milan). Drużyna pań została założona w 1970. Funkcję prezydenta pełni Francesco Crudo.
Zawodniczki Milanu grają, podobnie jak ich klubowi koledzy, w czerwono-czarnych koszulkach oraz białych spodenkach. Stroje wyjazdowe są białe. Trenerem zespołu jest Gianni Zambetta. Oprócz seniorek, A.C.F. Milan posiada juniorskie drużyny dziewcząt.
W sezonie 2008/09 zespół występuje w kobiecych rozgrywkach Serie A. Jest czterokrotnym mistrzem Włoch (w sezonach 1973, 1975, 1991/92, 1998/99), dwukrotnym zdobywcą Pucharu Włoch (1975/76, 1997/98) oraz dwukrotnym zdobywcą Superpucharu Włoch (1998, 1999).
Domowe mecze panie rozgrywają na boisku centrum sportowego Snam San Donato Milanese.

### Literatura dodatkowa
Lista zawiera spis pozycji poświęconych w całości lub w dużej części Milanowi.
- Annuario del calcio italiano 2004–2005, wyd. De Agostini, październik 2004
- Gino Bacci, La lunga marcia, wyd. Eco, 2007, ISBN 978-88-8113-354-3.
- Sergio Barbero, Milan – Lo specchio del diavolo, wyd. Graphot
- Sergio Barbero, Nel nome del diavolo, wyd. Graphot, 1992, ISBN 978-88-86906-88-3.
- Fabrizio Calzia, Il diavolo e i suoi profeti, Francesco Caremani, Torino: wyd. Bradipolibri, 2003, ISBN 978-88-88329-29-1, OCLC 66031942. Brak numerów stron w książce
- Tiziano Crudeli, Crudelmente Milan. 20 anni di passione rossonera, wyd. Libri di Sport, 2007, ISBN 978-88-87676-48-8.
- Giancarlo Dotto, La squadra perfetta, wyd. Monadadori, 2008, ISBN 978-88-04-57766-9.
- Carlo Fontanelli, Un secolo rossonero 1899-1999 – La storia del Milan, wyd. Geo Edizioni, kwiecień 2000
- Curzia Ferrari, Giovanni Lodetti, Un cielo dipinto di rossonero, wyd. Ancora, 2007, ISBN 978-88-514-0444-4.
- Filippo Grassia, Storia del Milan, wyd. SEP, 2006, ISBN 978-88-87110-67-8.
- Filippo Grassia, Marco Ravezzani, Il grande calcio a Milano. 1961-1975 (Volume 1), wyd. Mondadori, 2003, ISBN 978-88-370-3054-4.
- Filippo Grassia, Marco Ravezzani, Il grande calcio a Milano. 1976-1990 (Volume 2), wyd. Mondadori, 2004, ISBN 978-88-370-3054-4.
- La storia del Milan, seria 'Le grandi squadre del calcio italiano, wyd. L’airone, 2005, ISBN 978-88-7944-722-5.
- Fabrizio Melegari, CentoMilan, il libro ufficiale, wyd. Panini, 1999
- Milan Football Club visto durante venticinque anni di sua vita, Mediolan, 1925
- Carlo Pellegatti, Milan, Gramese Editore, 2000, ISBN 978-88-8440-009-3.
- Quelli che il Diavolo, seria 'I Tascabili – Ultimo Stadio’, wyd. Fratelli Frilli, 2003, ISBN 88-87923-75-2.
- Dante di Ragogna, Milan – Triestina, seria Le partite della storia, wyd. Edizioni Luglio, 2004, ISBN 88-89153-04-0.
- Mauro Suma, Segni particolari. Il Milan visto dal di dentro, Castel Guelfo: wyd. Libri di Sport, 2005, ISBN 978-88-87676-57-0, OCLC 963444054. Brak numerów stron w książce
- Fabrizio Tanzilli, La settima meraviglia del Milan, wyd. R & C Ricerca e Comunicazione, 2007, ISBN 978-88-903101-0-2.
- Sergio Travaglia, Diavolo d’un Milan, wyd. Sperling & Kupfer, 1994, ISBN 978-88-200-1905-1.
- Francesco Valitutti, Breve storia del grande Milan, wyd. Newton Compton, ISBN 978-88-8183-147-0.
- Daniele Vecchi, Noi, la storia, wyd. Libri di Sport, 2007, ISBN 978-88-87676-92-1.